# インパール作戦
インパール作戦（インパールさくせん、日本側呼称：ウ号作戦〈ウごうさくせん〉）とは、第二次世界大戦（大東亜戦争）のビルマ戦線において、1944年（昭和19年）3月に大日本帝国陸軍により開始、7月初旬まで継続された、イギリス領インド帝国（英領インド）北東部の都市であるインパール攻略を目指した作戦のことである。この作戦は、日本支配下にあったビルマ国防衛のために敵連合国軍の拠点を攻略するといった“攻撃防御”や援蔣ルートの遮断という戦略目的に加えて、インドの対英独立運動を誘発して植民地支配体制に打撃を与えるという政治的目的もあった。
通俗的には、牟田口廉也中将の強硬な主張により決行された作戦として知られる。日本軍は兵站に難があり、インパール攻略に失敗して撤退する際に特に多くの犠牲を出したことから、現在では「無謀な作戦」の代名詞としてしばしば引用され、日本軍における「史上最悪の作戦」と言われることもある。
イギリスでは英国国立陸軍博物館主催のコンテストでコヒマの戦いの戦いも含め、「この勝利は、日本軍が無敵ではないことを断固として証明したため、非常に重要であった」とし、ノルマンディ上陸作戦やワーテルローの戦いなどを抑えて「Britain's Greatest Battle（イギリス陸軍最大の戦い）」に選出されている。

## 日本軍作戦立案の経緯

### 21号作戦

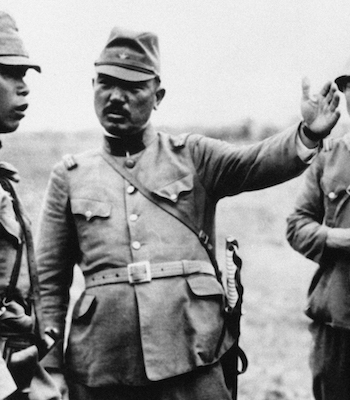
支那駐屯歩兵第1連隊の連隊長時代の牟田口廉也

インドへの侵攻作戦という構想は、1942年（昭和17年）5月、ビルマ攻略戦が予想外に早く終わった直後から持ち上がっていた。日本軍のビルマ攻略によって、連合国（特にインドに駐留するイギリス軍）から日本と戦っていた中華民国への主要な補給路（援蔣ルート）は、地上においては寸断されていた。空路は辛うじて残されていたが、インド北東部アッサム州のチンスキヤ飛行場から中華民国雲南省昆明市まで、ヒマラヤ山脈越えの800km（キロメートル）の空路を補給なしで飛ぶという過酷なものであった。
東部インドへの侵出作戦をすすめたのは、南方軍であって、8月5日、大本営にあてて「インド東北部に対する防衛地点拡張に関する意見」を上申した。この時点でのインド侵出の目的は、
- 在印英軍の主要拠点であったインパール周辺を制圧することにより、援蔣ルートを完全に断つこと
- インドの独立運動と連携して連合国から脱落させることによって英国を屈服させ、戦争を早期終結に導く

という点であった。大本営は南方軍の示した目的を是として、8月22日、「大陸指第1237号」を下達、東部インド侵攻の作戦準備が下された。参加兵力は第15軍の第18師団を主力とする2個師団弱とされた。イギリス軍の予想兵力10個師団に対して著しく少ないが、ビルマ戦の経験からはこの戦力差でも勝算があると考えたのである。作戦実行時期は、10月頃が想定されていた。
しかし、南方軍の指示を受けた前線の指揮官は、この計画に難色を示した。第15軍の飯田祥二郎司令官は、ビルマ防衛の基礎作りを最優先で進めるべきであると考えており、作戦内容を「無謀であり、実行は困難」として、翻意を促していた。飯田司令官から直接相談を受けた第18師団の牟田口廉也師団長や第33師団の櫻井省三師団長も、後方整備や補給の観点から否定的な見解を示した。
この前線指揮官の意見を受けたためか、9月5日、21号作戦の「延期」が下達される。この後も、大本営や南方軍では作戦実行の可能性が議論されたが、最終的には南方軍の寺内寿一総司令官ら首脳陣が第15軍の求めに応じてビルマを視察するなどを経て、12月3日、21号作戦は正式に中止された。連合国軍の反攻正面が、インド方面であるか、南西のベンガル湾方面であるか、情勢がつかめなかったためである。

### ウィンゲートの跳梁
インド軍最高司令官アーチボルド・ウェーヴェル (初代ウェーヴェル伯爵)元帥は、敗退続きのビルマ・インド方面のイギリス軍を立て直すべく、積極的な作戦行動を行っており、1942年（昭和17年）10月以降、第一次アキャブ作戦などイギリス軍の反攻作戦が起きるようになった。ウェーヴェルは特殊作戦執行部（SOE）に所属して東アフリカ戦線のゲリラ戦で活躍したオード・ウィンゲートを呼び寄せビルマの日本軍に揺さぶりをかけることとした。ウィンゲートはマレー作戦やビルマ戦線でのイギリス軍の敗因を緻密に分析しており、少数の日本軍に多数のイギリス軍が敗退を続けたのは、イギリス軍が補給路となる道路に固執し、ジャングルを迂回して道路を分断してくる日本軍の戦術に対して、補給路の断絶を恐れて十分な抗戦ができなかったからだと指摘、たとえ補給路が分断されても、空軍力を駆使し、輸送機によって空中からパラシュートで物資を空中投下して補給すれば、その場に踏み止まって物資・弾薬を心配せずに戦うことができると主張し、ウィンゲートはその戦術を実践するために、ウェーヴェルから1個旅団を与えられた。

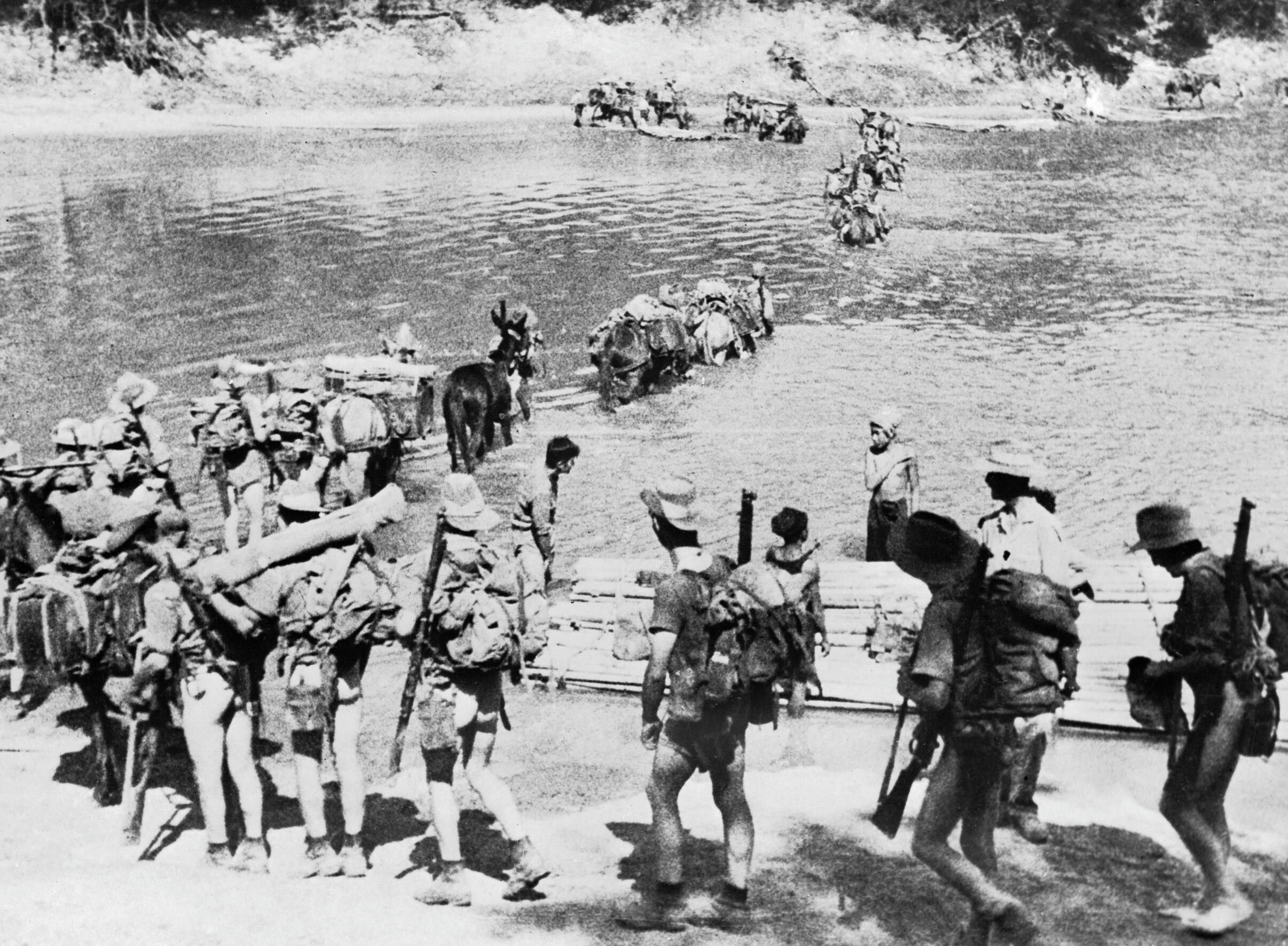
渡河するチンディットの隊列、衣服を脱いでいるのは赤痢に罹患した兵士

1943年2月13日、ウィンゲートはチンディットと呼ばれた自らの旅団を率いて、日本軍の後方かく乱のためにチンドウィン川を渡河した（ロングクロス作戦）。北ビルマの険しい山地帯を踏破しての作戦行動であり、車輛は使用できないため物資の輸送は多数のロバと兵士1人が27kg（キログラム）の装備を担いで行われた。日本軍の警戒は薄く、チンディットは日本軍支配地域深くまで侵入し、小規模な日本軍との戦闘を繰り返しながら、鉄橋の爆破などの破壊工作を行った。チンディットが侵入した地域は第18師団歩兵第55連隊の守備地域であり、連隊長木庭大大佐は部隊に攻撃を命じると共に師団長の牟田口に状況を報告した。報告を受けた牟田口はウィンゲートの作戦目的を判断することができず、また補給を陸路で行った形跡も発見することができなかったが、チンディットは昼間は潜伏して適地に無線で輸送機を誘導して空中から補給を受け、夜になって日本軍部隊の間隙を縫いながら作戦行動をしていた。
チンディット侵入の件は第15軍にも報告されたが、やがて、第15軍はこの小部隊が空中補給を受けていることを知って、何か野心的な作戦を企画していると判断したため、第18師団に加えて、指揮下の他の2個師団にも討伐を命じた。小規模なチンディットは日本軍の徹底討伐を受けて部隊を細分化して退避せざるを得なくなり、空中補給の効率が低下して兵士は飢えや感染症に苦しめられることになった。チンディットは2か月間にわたって日本軍支配地域内を暴れ回ったが被った損害も大きく、チンドウィン川を渡河した約3,000人の兵士のうち1,000人が戦死や捕虜となって戻ることができず、携行していた兵器や物資も全て失った。兵士は作戦中に1,200kmも山地を踏破し、疫病にも苦しめられたので、大部分の兵士は骨と皮ばかりとなり長期の休養が必要となった。この作戦については純軍事的な視点からは否定的な意見もあったが、大損害を被って本来なら軍法会議にかけられるはずのウィンゲートは、敗戦続くアジア戦域での活躍が実情以上に華々しく報道されて一躍英雄扱いとなった。アジア方面のイギリス軍の運勢を好転させるために若く創造力に富んだ指揮官を求めていたイギリスの首相ウィンストン・チャーチルも、ウィンゲートを「真の勇士が適切な戦線に前進するのを、階級の問題で妨害してはならない」と賞賛した。
このウィンゲートの侵入がもたらした影響は極めて大きく、日本軍にとって地形的な問題から比較的安全であったと考えられていた北ビルマの山岳地帯が、意外に安全な地帯ではないことを痛感させられ、この方面の防衛政策の大きな転換を検討せざるを得なくなった。そして、もっとも衝撃を受けたのが真っ先にウィンゲート迎撃を行った指揮官の牟田口であり、チンディット討伐の陣頭指揮を執っていた牟田口は、ビルマの乾季には日本の秋のように木の葉が落ちて、人跡未踏と思い込んでいたジャングルの視界が予想以上に開けることを認識し、その乾季を狙って周到に準備をして、ジャングルや山岳地帯を進撃しても、戦闘余力は十分保持し得ると考えるようになった。そこで牟田口は「シンガポールやビルマで打倒したイギリス軍ができたことを自分ができないはずがない」と考えるようになり、これまで困難と思っていたインド・ビルマ国境山岳地帯の大部隊による進軍が可能であると主張するようになっていく。

### インド進攻構想

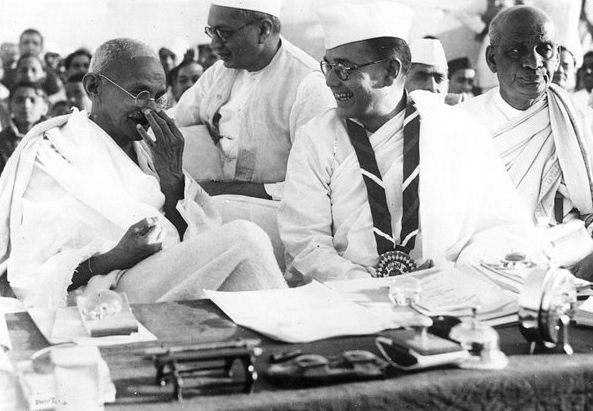
マハトマ・ガンディー（左）と談笑するスバス・チャンドラ・ボース（右）

ウィンゲート旅団との戦闘以降、ビルマ方面には連合国の反攻が本格化することが予想された。一方で、太平洋方面の戦況では、日本側が不利な状況に追い込まれていた。これにより、ビルマ方面の戦略にも変化が生じた。すなわち、援蔣ルートの完全途絶と、インドの独立運動を焚きつけて騒擾状態に陥れるという従来の目的に加えて、太平洋方面での敗北に対する国民の動揺を抑える、一種の「カンフル剤」としての効果が期待されるようになったのである。この目的のもと、3月18日、緬甸方面軍（ビルマ方面軍）が創設される。これは、ビルマ方面の守りを固めるべく、兵力増強の一環としての措置であった。隷下の第15軍とあわせて、ビルマの日本軍は「一方面軍、一軍」体制に移行した（司令官はそれぞれ、河辺正三大将と、第18師団長から転任した牟田口廉也中将）。
この頃から、牟田口第15軍司令官は、以前21号作戦に反対した意見を変えて、イギリス軍の反攻拠点であるインパールを攻略し、さらにインドのアッサム州へと進攻する、という攻勢防御的な計画を構想するようになった。これは、今後ウィンゲート旅団のような反攻を受けた場合、現在の北ビルマの防衛線が無効化することを恐れての判断の変更であった。そこで牟田口はさしあたり、チンドウィン川東岸の現在の防衛線を、チンドウィン川を渡河した西岸まで前進することを考えたが、河川を防衛線とするのは、乾季になると水量が減少して障害としては不十分な上、彼我兵力比を考えると防衛正面も広すぎるため、むしろインパールを経てアッサム地方まで進攻すれば、連合軍の反攻を封じることができるだけでなく、インドの独立運動を誘発して戦争の早期終結につながるとの期待も持っていた。
牟田口には、第15軍がアッサム深くまで侵入できれば、インド独立活動家であるベンガル州出身のスバス・チャンドラ・ボースの旗振りでベンガル州がイギリス統治への反抗に立ち上がり、マハトマ・ガンディーらが展開している「Quit India」（インドから出ていけ）運動がインド全土で盛り上がって、インドが不安定化して対日反攻基地として機能不全に陥るばかりでなく、インド独立と連合軍からの脱落も夢ではないという考えがあったとされる。この牟田口の壮大な構想について、インド軍最高司令官ウェーヴェルは「インドで反乱の起こる可能性は少ない」と一蹴していたが、第15軍と対峙していた第14軍司令官ウィリアム・スリム中将は「アッサムでの勝利が、辺境のジャングル地に留まらず、遥か彼方まで響き渡ると考えた日本軍は正しかった。事実、日本軍が部隊に訓示したとおり、世界大戦の全貌を変えたことだろう」とのちに振り返っている。
牟田口が、かつて自らが反対した21号作戦と類似の作戦を積極的に推し進めた理由としては、かつて日中が全面戦争に拡大するきっかけとなった盧溝橋事件に関与した牟田口の個人的責任感もかかわっていると思われる。盧溝橋事件では、牟田口を含む現場の軍人の独断専行により戦線が拡大して日中戦争へと発展しており、上位の軍司令部の意図に反することになったことに対して忸怩たる思いを持っていた。そして、21号作戦でも自らの反対によって作戦が中止になっていたことから、以降の牟田口は、大本営や南方軍の意思に従い、かつての21号作戦を忠実に遂行しようとしていたとされる。
そして、インド侵攻のための組織再編もまた、牟田口が突出して主戦論を通す下地になった。再編前の第15軍の参謀は、いずれも従来のインド・ビルマ方面の作戦に精通していたが、組織再編とともにそのほとんどがビルマ方面軍に異動になっており、新制第15軍の首脳陣で現地事情に詳しいのは、牟田口司令官と、参謀（防衛担当）の橋本洋中佐だけであった。そのため、参謀の役割である意見具申の役割が円滑に成り立たず、牟田口司令官の決心が先行し、参謀はその決心による事務処理に終始することとなった。
また、牟田口の直属の上官として赴任した河辺方面軍司令官の存在もあった。河辺は方面軍司令官に補任された時に東条英機陸相（首相兼任）と面会した時、ボースが亡命先のナチスドイツから日本に向かっている途中でインド問題に注目が集まっており、東條は河辺に「日本の対ビルマ政策は、対インド政策の先駆に過ぎず、重点目標はインドにあることを銘記されたい」と緬甸方面軍の使命を話していた。この後、3月31日に河辺はビルマの中心都市ラングーンに着任し、翌4月1日にビルマ戦況説明のために牟田口が訪問したが、その時の「何とかして今の内にインドの要衝に突入して、事変の解決に持っていきたい」という趣旨の牟田口の構想は、河辺が聞いた東條の意に沿うものであり、河辺はその構想を「壮大なる意見」として好意的に受け止めた。
また、河辺と牟田口は、上述の盧溝橋事件の際にも現地で上官と部下の関係性であり、この時に牟田口らの独走を河辺がフォローした経緯などから、元から個人的な信頼関係があった。この信頼関係から、インパール作戦に対する河辺の好意的な態度が牟田口への一種の「黙約」となっており、以降、牟田口は周囲の消極的、非協力的な態度を押しのけて計画を推進する原動力になったとされる。
南方軍は連合軍の本格的な反攻を1943年（昭和18年）と見ており、ビルマ防衛のためには9～10個師団が必要と大本営に増援を要請したが、1943年に増援としたビルマに送られたのは 第15師団（祭）と第31師団（烈）の2個師団に過ぎなかった。

### 武号作戦

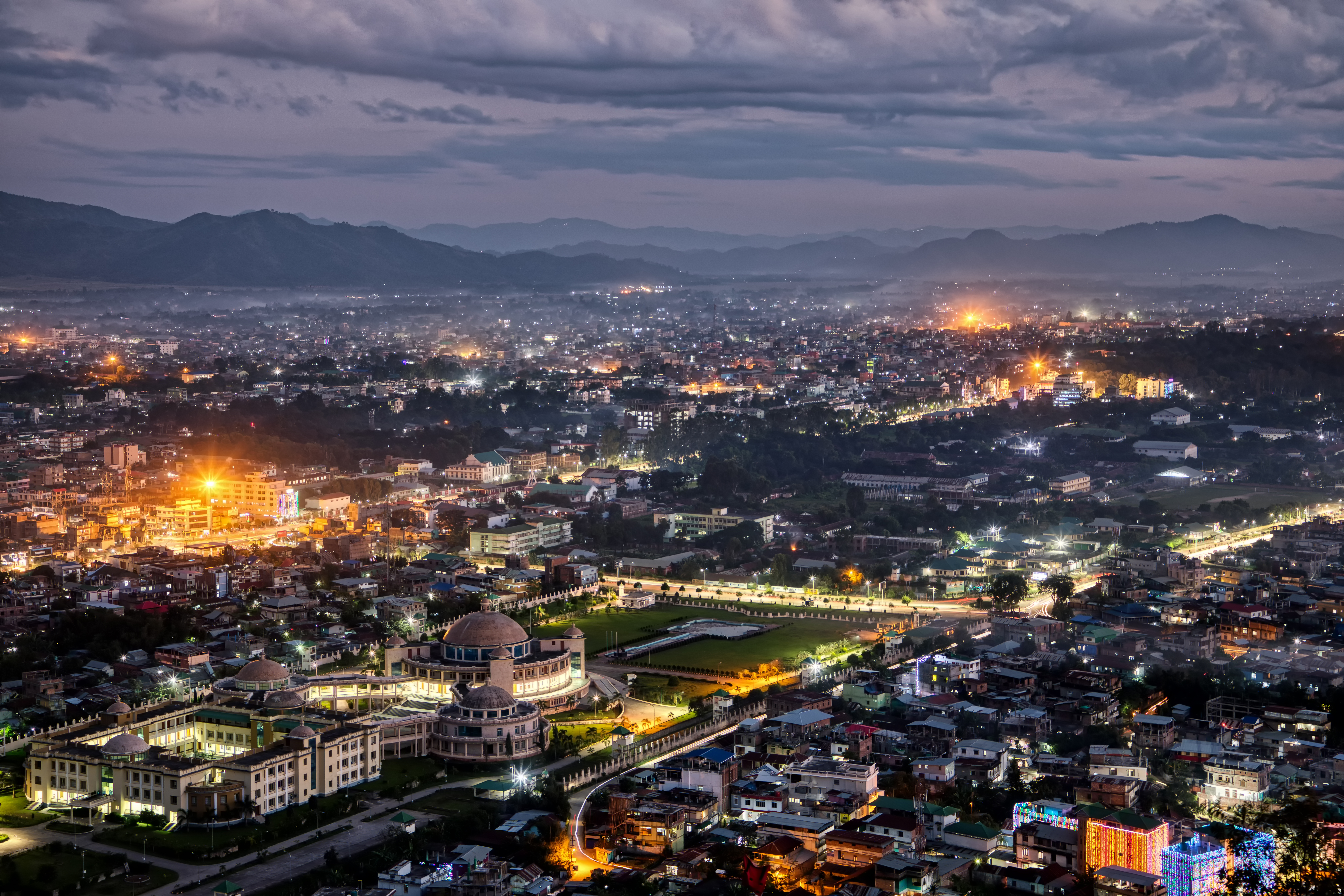
インパールの夜景（2019年）

牟田口は、まずインドへの侵攻という目的は胸の奥にしまって、防衛線をビルマ領内のチンドウィン川西方に進めることを主張、その時期としてはイギリス軍の反撃を避けるために、部隊行動が難しくなる雨期入り直前に奇襲的に防衛線を進めるべきとし、この作戦を「武号作戦」と呼称した。この作戦を研究するように指示された第15軍参謀長小畑信良少将ら参謀は、ウィンゲート旅団掃討後の部隊休養・再編が先決であることや、チンドウィン川西方への兵站・支援部隊の駐屯は困難であることなどから、検討の結果「武号作戦はこの際、実施せざるを可とする」との結論をまとめて牟田口に提出したが、激怒した牟田口はすぐに参謀を集めて「戦局は全く行き詰っている。打開できるのはビルマ方面のみ」「この広大なジャングルでは防衛は成り立たない」「大本営は2個師団増強を約束しているし、第18師団長田中新一中将はチンドウィン川西岸侵攻可能と言ってる」「私は、攻勢に出てインパールを攻略し、できれば（インド）アッサム州まで侵攻するつもり」と訓示し。「幕僚が反対するとは何事か。軍司令官が出ようと言っているではないか。そんな大げさな計算が何になるか。日本軍は困苦欠乏にも平気だ」と満面を朱にしてまくし立てた。一同は牟田口の熱弁に唖然としたが、のちに牟田口はお気に入りの参謀であった橋本を呼びつけると、参謀を怒鳴りつけた理由を話した。
輜重出身で、日本軍内における補給兵站の権威でもあった小畑は、牟田口の兵站を軽視した作戦構想に驚愕し、何とか牟田口を思いとどまらせばならないと考えたが、軍参謀全員の前で軍司令官の意思が示された以上はそれは軍命令であり、参謀長の立場とすれば、その意図を実行する以外の道はなかった。そのため、小畑は外力に頼ることとし、牟田口の作戦構想に賛同していると言われた田中の真意を確認することとした。
小畑は田中と面談すると「チンドウィン川西岸侵攻可能と話したか？」と尋ねたが、田中からは身に覚えがないとの回答であった。そこで小畑は「軍司令官の誤解を解くようにしていただきたい」と依頼した。田中自身は前職が参謀本部の作戦部長で、小畑と同様にインパールへの侵攻は全然可能性がないと考え、その可能性のない作戦のため、自分の師団が危険を冒してリンドウィン川西岸に地歩を獲得せよとの牟田口の意向には全然不同意ではあったが、厳格な性格であったので、牟田口に面会を求めると「武号作戦」に対する自分の考えを述べると共に、「隷下の師団長を介して意見を具申しようとした参謀長の措置は統率上憂慮すべき問題である」と進言している。
牟田口は「極めて遺憾である」と考えて、小畑の参謀長更迭を決心した。
4月28日に今度は河辺の方が初度巡視として牟田口のいるメイミョーを訪れた。牟田口は自分の構想を河辺に了承してもらうため「余人を交えないで、閣下と直接話したいことがある」と小畑と河辺に同行していた緬甸方面軍高級参謀片倉衷大佐を遠ざけて、河辺に軍司令官2人での密談を申し出た。片倉はインド侵攻作戦の強訴だと察して、「下手な言質をとられたら後でまずい」と考え、河辺に途中で自分を呼ぶように耳打ちした。密談では牟田口から小畑の更迭要請に加えて、片倉の懸念通りインド侵攻作戦についての説明が始まったため、河辺は約束通り片倉を密談の場に呼び入れた。片倉が入ると、インド地図を前にしてソファーに浅く腰かけた河辺を相手に、牟田口が自分のことばに酔ったように陶酔の涙を浮かべながら「こう申し上げては失礼でありますが、閣下と本職は支那事変を起こした責任があります。だからなんとしてもこの事変を解決しなければなりません」「ひとつビルマでこの暗雲を払い、明るい天日を迎えたいと牟田口は考えております。こうすることが宸襟を休め、大御心にそうゆえんと存じております」などとインド進攻の途方もない夢を披瀝していた。河辺は自分の意志を示さずに黙っているだけであったので、片倉は牟田口を適当にいなして、言質を取られないようにしその場を河辺と共に後にしている。
牟田口が直訴した小畑の更迭は認められ、就任後わずか1か月半の5月に参謀長を罷免された。小畑の後任には牟田口の希望により、牟田口に従順なかつてのお気に入りであった久野村桃代少将が選ばれた。教育畑で実戦の経験に乏しく温和な人柄の久野村は、部下から“無能村”と呼ばれた程に最前線の軍参謀に相応しくない人選であったが、牟田口からはかけがえのない無難な女房役となった。小畑はビルマを離任する際に河辺に面会しているが、そのさいに牟田口の作戦構想の無謀さを説き「いまや牟田口軍司令官の暴走を制止し得るものは、方面軍司令官たる貴下以外にはないと信ずる。くれぐれもお願いする」とまで極言したが、しかし、この後牟田口の暴走を容認して、その強引な作戦構想の後押しをするのが河辺となった。

### ラングーン兵棋演習

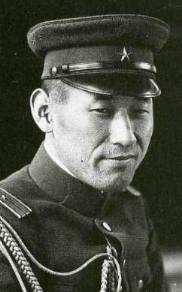
作戦に強硬に反対し続けた南方軍総参謀副長稲田正純少将

1943年（昭和18年）5月、「武号作戦」が見送りとなってからなおも自分の壮大な構想の実現に拘る牟田口は、南方軍司令部での軍司令官会合でもインパール攻略・アッサム侵攻を力説した。巡視の際は牟田口の直訴を片倉に遮ってもらった河辺であったが、当初から牟田口の積極策には同意しており、片倉に「なんとかして牟田口の意見を通してやりたい。君も反対しないで牟田口の案が成り立つよう研究してくれ」と頼んできた。片倉は内心「方面軍司令官は牟田口中将に対する私情に動かされているようだが、作戦はあくまでも合理的に検討しなければならぬ」と考えていたが、軍司令官の意向が示されたとあっては片倉の正論がどこまで通じるかが問題であった。5月13日には、南方軍総参謀副長稲田正純少将が緬甸方面軍司令部を訪れたが、作戦協議の際に片倉は「第15軍はインパール作戦を主張しているが、全く無謀な計画で、その頑迷さにも困ったものだ」と状況を報告している。
稲田は5月17日に牟田口と2人で懇談する機会を設けたが、その席で牟田口はいつもの通り、インパール及びアッサム州侵攻の必要性を主張、雨季明け後直ちに実行したいと訴え「死なねばならぬ時には、わたしを使ってくれ。アッサム州か、ベンガル州で死なせてくれ」と感情的にまくし立てた。しかし稲田は7期先輩の牟田口に遠慮することなく「アラカン山中の要線占領だけなら可能かも知れぬが、アラカンを下っても、アッサム州に突進するなどの案は全く話になりません」と却下した。このときは両者は議論することなく話を打ち切ったが、稲田は「中将の考えは危険だ。南方軍としては、よほど手綱を締めてかからないと、大変なことになる」と警戒した。稲田はアラカン山系への防衛線前進を図る攻勢防御が妥当とは考えていたが、あくまで限定的かつ慎重な作戦を採るべきという方針だった。
稲田は作戦の問題点を具体的に検討するため、河辺に第15軍、緬甸方面軍、南方軍、大本営が参加する兵棋演習の開催を申し出、河辺も了承した。演習では、チンドウィン川を渡河しミンタミ山系に進出すれば必ずイギリス軍が反撃してくると判定し、むしろ当初からインパール平地における敵の策源覆滅を目的にして積極的に進撃すべきという結論に至った。同席の南方軍・大本営参謀らからも攻勢防御案に異論は出なかったが、第15軍の主張する軍主力がアラカン山系の山岳地帯を一気に越えてインパールを電撃攻略し、さらにはアッサム地方へ進撃するという計画は兵站の点から問題視された。牟田口はこの作戦を、一ノ谷の戦いで源義経が行ったとされる奇襲戦法「鵯越の逆落とし」に因んで「鵯越作戦」と称したが、演習に列席した竹田宮恒徳王大本営参謀は、「一五軍ノ考ハ徹底的ト云ウヨリハ寧ロ無茶苦茶ナ積極案」と評し、また中永太郎ビルマ方面軍参謀長や稲田総参謀副長らは、補給困難を理由にインパール北方のコヒマへの投入兵力を限定して柔軟にインパール攻略を中止・防衛線構築に移行という修正案を提示した。
しかし河辺は、アッサム侵攻という考えには反対するが、「わたしは牟田口中将の心事をよく呑み込んでいる。最後の断は必要に応じわたし自身が下すからそれまでは方面軍の統帥を乱さない限り、牟田口中将の積極的意欲を十分尊重するように」と中や稲田の意見を強く抑えた。これは、河辺の基本的な考えである「方面軍の統帥と言うものは、部下の軍司令官にその達成すべき作戦目標を明確に示し、その手段方法は軍司令官に一任すべきである」に基づくものであり、河辺は、インパール周辺を攻略という作戦目標だけ明示し、アッサム突進だけ断じて抑えれば、特に信頼している牟田口に作戦を一任してよいと考えていた。そして牟田口も河辺の真意を察して、南方軍や方面軍からの提案は一切無視して、自己の所信に突き進んでいくこととなった。
河辺の牟田口に対する厚い信頼と親愛の情は、河辺の日記で読み取ることができる。

### チャンドラ・ボースの登場

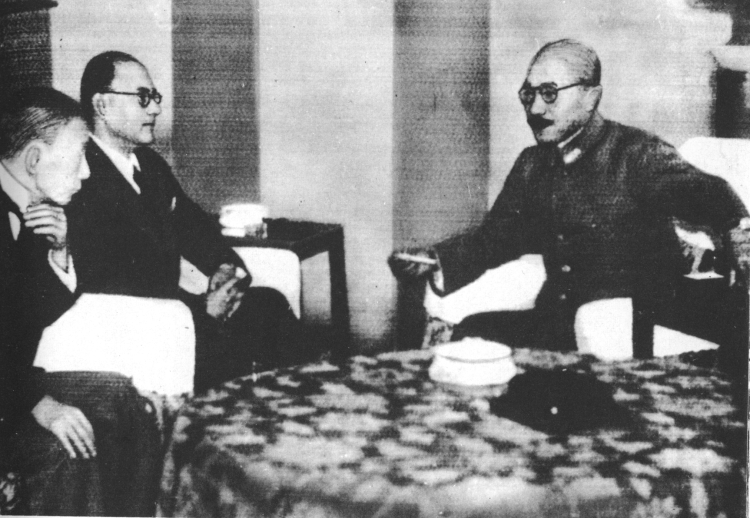
1943年6月10日、東條英機とチャンドラ・ボースの初会談の様子

河辺が作戦実行を決断した要因は、牟田口への信頼に加えてインド独立活動家ボースの存在もあった。ドイツに亡命していたボースは、日本にインド独立運動の支援を仰ぐべく1943年5月16日に来日を果たし、精力的に日本政府や軍中枢の関係者に会って「私の名前には充分の重みがある。私がベンガル州に現れれば皆が反乱を起こす。ウェーヴェルの全軍（インド兵のこと）が私につく」などと、日本軍によるインド進攻の必要性やその実現性について熱弁していた。日本軍や日本政府の大物のなかでも東條はボースに懐疑的であったが、同年6月10日にボースと会談すると、インド独立への情熱と理路整然として説得力のある話術にすっかり魅了されてしまい、ボースのカリスマ性や人間的な魅力に強く惹かれることになった。その2日後の帝国議会において東條は「帝国は、印度民衆の敵たる米英の勢力を印度より駆逐し、真に独立印度の完成の為、あらゆる手段を尽くすべき牢固たる決意を持っているのであります」とボースのインド独立構想に日本は全面的な支援を惜しまないとする演説をおこなった。その後も東條は、大東亜会議などでボースと会合を重ねるたび、その人物面を高く評価し「インドの独立は是非とも彼れの手で成就させたい」と念願するようになっていき、これがのちの牟田口の壮大な「インド進攻」構想に対する幻想へと繋がっていく。
他の日本政府や軍中枢の要人の多くも、いつしかボースの人柄と革命家としての強い信念に好感を抱くようになっており、参謀総長の杉山元元帥も「日本軍がインドに足を踏み入れれば、インド全体が服従する」との幻想を抱くようになっていた。河辺も例外ではなく、ラングーンに来訪したボースと会って面談するとすっかりほれこんでしまい、「好漢チャンドラ・ボースの壮図に、なし得る限りの協力助成を与えんとする念願が、この際、すでに強く固く暗黙のうち燃え上がった」と後に回想している。ボースに魅了されたのは要人だけではなく、第一線で活躍する指揮官や参謀も同様であった。印度独立協力機関（通称「岩畔機関」）の責任者としてインド国民軍（INA）の組織と指導・自由インド仮政府の樹立に尽力した岩畔豪雄も「自分はこれまで日本人外国人問わず様々な人物とあってきたが」「英雄という感じを受けたのはチャンドラ・ボースだけだった。本当に革命家という感じを受ける人物であった」と激賞している。これは、インパール作戦に慎重であった南方軍の参謀も同様であり、牟田口の無謀な構想を警戒してきた参謀の片倉ですら、ボースの情熱に打たれてしまい、本来であれば極秘であった「実は日本軍は国境を越える計画がある」という作戦計画をこっそり教えている。このようにボースの存在は、河辺をはじめ方面軍司令部に作戦決定に向けて少なくない影響を与えることとなった。

### 「ウ」号作戦準備命令
牟田口はアッサムへの侵攻に対しては、上級司令部の反対が根強いことを認識してまずはインパール攻略を優先し、順調に作戦が進めば機を逸せずにアッサム侵攻作戦を進言することとして、一旦は心中に秘めることとした。その後も、第15軍、緬甸方面軍、南方軍などで作戦検討が進められたが、南方軍は7月13日に稲田を大本営に向かわせてインパール作戦について協議させた。稲田は「牟田口中将の我武者羅な強気一辺倒の作戦構想には不安がある」としながらも、先日の兵棋演習で問題点を指摘したことによって牟田口に釘を刺すことができたと考えており、「作戦計画が公正妥当でない限り、南方軍としては絶対にこの作戦はやらせない」とあくまでも南方軍の管理下に置いたうえで大本営当事者に作戦実行可能と報告した。稲田は東條とも面会すると「現情勢上、インパール作戦はできれば実行すべきものと考えます。しかし、敵は既に反攻態勢を整えております。無理はできませんから、南方軍で十分監督し、筋の通らなぬことは絶対にやらせませんからご安心願います」と作戦実施を求めたところ、東條からも「無理はするなよ」と念を押されている。大本営では竹田宮恒徳王などの報告もあって作戦には慎重であったが、南方軍からの要請もあって、稲田がシンガポールに帰還するのと相前後して大本営から「インパール作戦準備実施の指示」が送られてきた。南方軍はこの趣旨に基づき、8月7日に緬甸方面軍に「ウ」号作戦準備命令を打電した。
この命令は「作戦準備命令」であり、なおかつ牟田口が主張する、軍主力がアラカン山系の山岳地帯を一気に越えてインパールを電撃攻略するといった「鵯越作戦」を危険視し「重点をチンドウィン川西方地区に保持しつつ一般方向をインパールに向けて攻勢をとれ」と兵棋演習も指摘されたように、慎重な作戦指導を求めていたが、牟田口は「作戦準備命令」で作戦実施は必至だと考えて喜び、方面軍の明白でない作戦指示を自分の都合のいい方に解釈して、「鵯越の逆落とし」戦法を見直すことはしなかった。第15軍高級参謀の木下秀明大佐は、この際の作戦準備要綱で方面軍が作戦意図を明確に示していれば、牟田口であっても再考せざるを得なかったはずであると回想している。
8月末には隷下の各兵団長を司令部に呼び、作戦準備を命じた。その席で第18師団長田中は補給担当の参謀に対して「君は主任参謀として、本作戦間後方補給に責任が持てるのか」と質問したが、参謀からは素直に「とても責任は持てません」との回答があった。田中は憤然として「この困難な作戦で補給に責任が持てんでは戦さはできん」と強く詰ったところ、その押し問答を聞いていた牟田口が突如立ち上がり、「もともと本作戦は普通一般の考え方では、初めから成立しない作戦である。糧は敵によることが本旨である。」「敵と遭遇すれば銃口を空に向けて3発撃て。そうすれば敵はすぐに投降する約束ができているのだ。」と本気とも冗談とも取れぬ発言をし、列席の兵団長は司令官の正気を疑ったという。この場には緬甸方面軍参謀長の中もいたが、牟田口が披瀝する「鵯越の逆落とし」戦法に異論を唱えることはなく、第15軍からは黙認されたように捉えられた。その報告を聞いた緬甸方面軍参謀片倉は、中の弱気な態度に憤慨しながらも、いつしか作戦に慎重な自分が孤立した立場に立たされていると感じ、河辺に転任希望を申し出たが慰留されている。
補給については第15軍も問題と認識しており、緬甸方面軍に対して兵站部隊の増強を申請したが、その要求が現実離れした過大なものであったので、緬甸方面軍から南方軍に申請があげられる段階で数を減らされ、その後も上部組織への上申の都度に数が減らされていき、最終的に大本営が認めたのは第15軍の要求数に遠く及ばないものとなった。しかし、兵站部隊の増援要求が認められなくとも牟田口が作戦計画を修正することはなく、この対策として「ジンギスカン作戦」を考案することとなった。（詳細は#ジンギスカン作戦で後述）
この兵站問題で、第15軍と緬甸方面軍は対策会議を行っている。

### 稲田南方軍総参謀副長更迭

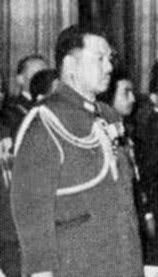
南方軍総参謀副長綾部橘樹少将

作戦準備が着々と進むなか、10月15日にはこれまで作戦に慎重論を述べ続けてきた南方軍総参謀副長の稲田が突然更迭された。稲田の後任には綾部橘樹少将が任じられたが、着任を前にし参謀総長の杉山は綾部に「戦局各方面行き詰りの折柄、何れかの方面において成果を挙げ得べき作戦を実行したい。その意味で南方軍においてインパール作戦の可能性を検討せられたい」と申し渡している。このようにインパール作戦には日に日に敗色が濃くなっていく戦局を一気に打開したいという陸軍上層部の思惑が強く働くようになっていた。慎重であったはずの東條も、「インド進攻可能ならば・・・」という形勢挽回への淡い希望からインパール作戦に期待を寄せるようになっていた。このときの大本営や南方軍といった日本陸軍中央のインパール作戦に対する認識は「たとえインパールが取れなくとも、インドの一画に立脚してチャンドラ・ボースに自由インドの旗をあげさせる。これでも相当の政治的効果をおさめ、東條首相の戦争指導に色をつけることにもなり得よう」であったと稲田は指摘している。その期待に沿った恣意的な人事が、東條とその忠実な部下である陸軍次官富永恭次中将によって行われており、稲田の更迭もその恣意的な人事の一つであった。
12月12日、メイミョーの第15軍司令部において作戦実施可否を判断するための兵棋演習が行われた。演習は牟田口の独壇場となり、南方軍、緬甸方面軍、第5飛行師団の参謀や師団長を前にして、牟田口がこれまで主張してきた「鵯越作戦」に基づく作戦構想が披瀝されたが、「鵯越作戦」を批判してきた稲田は更迭されていたため、牟田口の説明に異論をはさむものはいなかった。牟田口が「鵯越作戦」が成功すると確信していたのは「イギリス軍は弱い。果敢な包囲、迂回を行えば必ず退却する」とこれまでマレー作戦やビルマの戦いでイギリス軍を打ち破ってきた自信による敵への過小評価であった。それでも、演習終了後に南方軍参謀長の中がインパール作戦を再考する余地はないかと問いただしたが、牟田口は自信満々に「あなたはあまり実戦の経験がないから心配されるが、心配はご無用です。わたしの経験から申せば、今回ほど準備を周到にやった戦さはかつてないことです、インパールも天長節までにはきっと占領してみせます」と一蹴した。
また、牟田口は隷下師団長を集めると以下の様に訓示した。
この訓示を聞いていた各師団長や参謀のなかには作戦に無理があると考えている者も多かったが、南方軍としての作戦決定の是非を決めるため、綾部が各師団長の意見を求めたところ、補給に懸念を抱いていた第15師団長山内正文中将は「タイから駆け付けたばかりで、急に意見を聞かれても答えられる状況でない」と回答を保留、牟田口の作戦構想を「笑止の沙汰」と言っていたはずの第31師団長佐藤幸徳中将と、他師団長と同じく内心作戦に反対であった第33師団長柳田元三中将は「兵棋演習に参加していなかった」という理由で意見を述べなかった。
一方で、綾部に同行していた南方軍山田作戦主任参謀は、第15軍参謀のなかには作戦に否定的な意見を持つ者もいるが「この作戦の問題については軍参謀としての意見は一切、言わないことになっている」との無言の圧力がはたらいていることを、第15軍作戦主任参謀平井文中佐から聞いており、「実行部隊に必勝の信念は感じられない」「補給に随分無理がある」という理由で綾部に作戦中止を上申した。しかし、綾部自身は杉山からの言いふくめもあって作戦には肯定的であり、牟田口の独壇場であった兵棋演習に「牟田口軍司令官の熱意は極めて熾烈なものがあり、隷下兵団長、幕僚も確信を以て事に当たるの意気に燃えていることが認められた」という感想を抱き、作戦実施を決めていた。綾部は緬甸方面軍司令官河辺の意見を聞くこととし、ラングーンに立ち寄り「もし閣下が確実な見通しをお持ちなら上京して大本営に認可を請うつもりである」と申し出ると、河辺は「是非実行するよう具申されたい」と作戦認可を求めた。綾部はシンガポールに戻ると南方軍総司令官寺内寿一元帥から作戦決行の決裁を受けると、12月30日には参謀次長秦彦三郎中将宛てに作戦認可を求める電文を打電した。こうして、危険性が高いとして反対意見の多かったはずの牟田口の強引な作戦計画は、南方軍によって全面的に認可されることとなった。

### 第15軍攻撃命令下達

インド国マニプル州インパールの位置

インド国ナガランド州コヒマの位置

綾部は本作戦案を説明するため、1944年（昭和19年）1月4日に参謀本部を訪れた。そこで綾部は、参謀総長杉山や次長秦など主要幕僚を前にして作戦案を説明したが、以前より本作戦には否定的であった参謀本部第一部長の真田穣一郎少将が強硬な反対意見を述べた。綾部は「作戦全域の光明をここに求めての寺内元帥の発意であるから、まげて承認願いたい」と人情論で訴えたが、真田が意見を翻すことはなく、座が白けてしまうほどであったので、杉山がいったん休憩をとって真田を別室に招いた。そこで杉山も真田に対して人情論で「寺内さんの初めての要望であり、たっての希望である。南方軍でできる範囲なら希望通りやらせてもよいではないか。なんとかしてやらせてくれ」と作戦認可を懇願し、真田もここで折れた。後に真田は「わたしの終生の恨事であった」「なぜ所信を貫徹しなかったか」と悔やんだが、参謀本部統帥部の意向はインパール作戦決行で決まった。
作戦認可の参謀総長指示案はその後に陸軍省に送られ、総理大臣兼陸軍大臣の東條の決裁をあおぐこととなった。多忙であった東條がこの決裁を求められたのは、首相官邸で入浴中のときであり、浴室のガラス越しに軍事課長西浦進大佐が東條に話しかけると、入浴中の東條から作戦に対する6個の質問がなされた。東條は政治的意図からインパール作戦に期待をしていたものの、作戦計画に対する不安をぬぐい切れず、この質問をなげかけたのであるが、西浦が参謀本部に電話し「御心配無用」との回答があると、風呂からあがって、「決して無理はしてはならぬ旨を、よく綾部に伝えるよう」と指示して書類に決裁の花押を書いた。
東條の決裁により、インパール作戦は正式に承認され、1944年1月7日にその実施が南方総軍司令官に発令（大陸指令第1776号）された。しかし、東條や参謀本部は一抹の不安をぬぐい切れず、南方軍に「インパール作戦の終末指導を的確ならしむよう十分な配慮を望む」とする条件も出されており、それによって1月19日に緬甸方面軍は、これまで牟田口との間で意見の一致を見なかった作戦の重点指示について、再度方面軍の意向を徹底することとし、参謀長の中は「速やかにインパール付近に進攻し、当面の敵を撃滅してアラカン山系内一帯の要域を領有し、その防衛を強化すべし」というあくまでも「攻撃防御」による防衛強化が軍の目的であるという命令文を作成、さらにその命令文には具体的に軍の主攻方面および戦力配置基準を明記し河辺に打電の決裁を求めた。河辺は命令文を見ると「そこまで決めつけては、牟田口の立つ瀬はあるまい。また大軍の統帥としても、あまり格好がよくない。そこのところは削除したらよかろう」と牟田口のプライドに配慮、具体的な指示部分をすべて削除させてしまった。
この命令を受け取った牟田口は、「方面軍命令によって、ビルマ防衛強化という消極的作戦に変更された。第一「防衛強化」ということが腑に落ちない。進攻作戦で敵の策源を覆滅し、インドの独立を促進し、英国の戦争離脱を図り、戦争全般に寄与せんとしているのに気合をそがれた」という感想を抱き、防衛を目的とした消極的な作戦命令に変更されたと考えて不快感を抱いた。この失望感もあって牟田口は参謀長の久野村に「作戦目的を随分消極的に局限されたものだ」と不満を話している。これまで幾度となく、牟田口と緬甸方面軍は作戦協議を重ねてきたのにもかかわらず、一徹な牟田口は、もっとも根源的で初歩的な「作戦目的」を最後まで緬甸方面軍以上の上部組織と共有することができていなかった。そしてこの問題の危険性を誰一人として指摘する者もいなかった。
牟田口は、一度信念として刻み込まれたものを途中で放棄するつもりはなく、軍命令を無視し、当初の計画通り積極的な作戦を行うことにした。牟田口は戦後になって、緬甸方面軍の河辺や南方軍の寺内が牟田口の「鵯越作戦」に必ずしも同意していなかったことすら知らされておらず、仮に知っていたら作戦を修正していたと主張し、軍命令を無視した自分の決断についても「残念なことをした」と後悔している。しかしこの時点においては、河辺は全幅の信頼を置いて、危険度が高い「鵯越作戦」に対しても「危険や利害のみにとらわれていては戦さはできぬ。牟田口なら必ずやり通すだろう」と述べているのを牟田口も聞いており、河辺の同意を得ていると信じても仕方がなかったとも言える。
1944年2月11日、牟田口は第15軍に対して攻撃命令を下達した。牟田口の方針で作成された「インパール作戦計画」は、徹頭徹尾急襲を行い、奇襲によって敵軍と本格的な戦闘を交えることなく、敵を撤退させようというものであった。そのため、急襲の効果を阻害するような因子は、徹底的に排除して、ひたすら突進と急襲によって作戦目標を達成することに全ての力が注がれることになっていた。その作戦計画を段階的にまとめれば下記の通りとなる。
1. 第33師団（弓）が南方からいち早く国境を突破して北進しインパールに向かう
2. 第33師団にけん制された敵の虚をついて、 第15師団（祭）と第31師団（烈）が奇襲的にチンドウィン川を渡河して国境に向かう
3. 第15師団は直線的にインパールの東北角に進出して、第33師団と共にインパールを攻撃する
4. その間、第31師団は北進してコヒマを占領し、北方よりインパールに来る敵の増援を阻止する
5. コヒマの阻塞に成功すれば、第31師団の一部をインパールの主戦場に転用する
6. 3週間以内に攻略の目的を達成する

この「3週間」という作戦期間については、第15軍内部からも危険との指摘が再三あっていたが、牟田口がそれに耳を貸すことはなかった。牟田口はインパール3週間攻略の可能性を信じて疑っておらず、6月に緬甸方面軍司令部で行われた兵棋演習においても、緬甸方面軍や南方軍の参謀から指摘があっていたが、牟田口は自信満々に「補給が弱い？何を言うか。戦さは3週間で終わる。終わってインパールに入れば、町の中に補給品は棄てるほど残っている」と言い張った。牟田口の根拠のない自信に対して、参謀たちは戦術論で反論しても罵詈雑言を浴びせられるだけなので、反論する者はいなかった。
牟田口はかつて報道班員に対して自分の「鵯越作戦」について自信満々に披瀝したことがあったが、
報道班員はこの牟田口の話を聞いて、近代戦など考えたこともない必勝の信念だけがあるノンキな将軍だという印象を抱き、天佑神助を本気で信じていることにも不安を抱いたという。

### 第二次アキャブ作戦

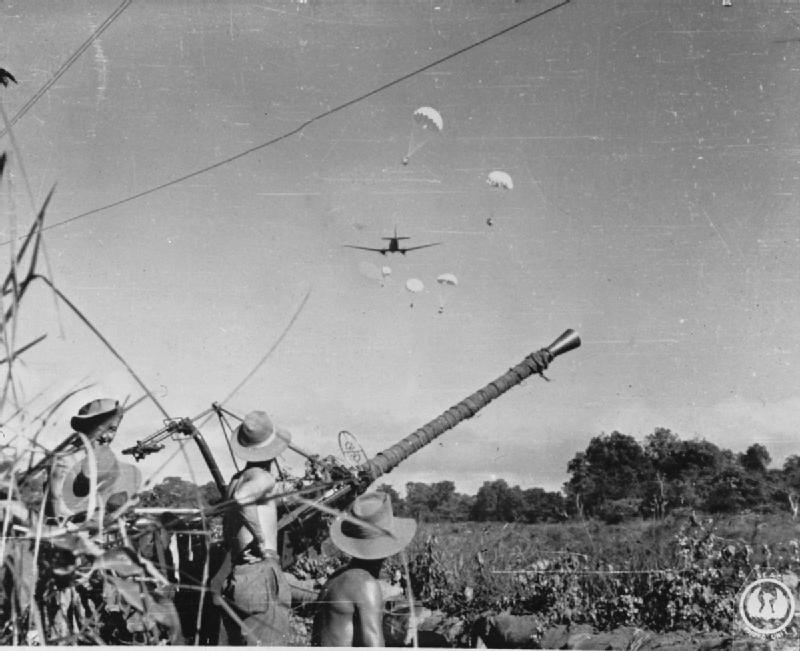
空中から補給物資をパラシュート投下するダグラス DC-3輸送機のイギリス軍運用型「ダコタ」（Dakota）

日本、イギリス両軍の行動が活発化すると共にビルマ方面の緊張は高まっていた。イギリス軍は日本軍の積極的な作戦行動とスティルウェルのアメリカ式中国軍の進撃に呼応し、ベンガル湾沿岸に位置する西ビルマの要衝アキャブ（現在のシットウェー）をビルマ反攻作戦の拠点とするため、2個師団を攻略に向かわせた。アキャブには港湾施設と広大な飛行場があって、ラングーンを奪還するための格好の戦略拠点となり得る、両軍にとっての重要な要衝であり、イギリス軍は1942年12月にもこの地を攻略するために軍を進めたが、日本軍の激しい抵抗の前に撃退されたこともあった（第一次アキャブ作戦）。
南下してきたイギリス軍は、1944年1月9日にビルマ領内にあるインド国境付近の町、プチドン、マウンドーを占領した。アキャブ方面を守っていた第55師団長花谷正中将は、第一次アキャブ作戦のときと同じように、イギリス軍をアキャブ近郊の奥深くまで引き込んで、一部部隊がイギリス軍を足止めしている間に、主力の精鋭部隊がジャングルを迂回して側面に回り込んで、侵攻してきたイギリス軍を包囲殲滅するといった作戦を立てて緬甸方面軍に決裁を仰いだ。攻撃してくる敵に対し防衛に徹するのではなく、むしろ攻撃に転じて敵の機先を制するというのは、牟田口による「ウ」号と同じような発想であったが、緬甸方面軍は、花谷の作戦案を「ウ」号作戦の陽動になると考えて認可した。作戦は第28軍司令官桜井省三中将によって微修正されて「ハ」号作戦として発令された。
作戦が開始されると、桜井徳太郎少将率いる精鋭部隊は、イギリス軍の背後に首尾よく回り込んで、イギリス軍第7インド歩兵師団を包囲した。この戦法は第一次アキャブ作戦などで幾度となくイギリス軍を撃破してきた日本軍が得意としてきた戦術であり、桜井はこれまでの通り、包囲されたイギリス軍が簡単に降伏もしくは撤退するとたかをくくっていたが、イギリス軍はこれまでの敗北を緻密に分析してこの対抗策を編み出していた。包囲された第7インド歩兵師団は通称「アドミン・ボックス（管理箱もしくは立体陣地）」と呼ばれた密集陣を構築して待ち構えていた。これは、30 - 50m（メートル）おきに戦車を配置し、戦車と戦車の間には装甲車ないし機銃座を設置して、前面には鉄条網を張って日本軍の侵入を全く許さないといった堅陣となっており、日本軍の偵察隊が遠く側面に回り込んでみても、どの方面もほぼ同一の陣形であって、いわば野原の真ん中に突然現れた要塞といってよかった。そしてこの敵中の陣地を支えたのが、大量の輸送機による空中からの補給であった。日本軍からは地上から空中に至るまで陣地化されているように見えていたため「円筒陣地（もしくは円筒型陣地）」と名付けられた。
花谷はこれまでの様に、包囲されたイギリス軍は補給の懸念から、容易く降伏するか撤退すると思っていたが、補給十分のイギリス軍は降伏も撤退もすることなく「アドミン・ボックス」は白兵突撃を繰り返す日本軍に多大な損害を強いた。一方でイギリス軍も連日の激戦で大損害を被っていたが、短期決戦を目論んでいた日本軍は十分な量の食糧を携行しておらず、最後には包囲している日本軍が補給不足で飢餓が始まるといった有様で、やむなく包囲を解いての撤退を余儀なくされた（第二次アキャブ作戦）。これまでジャングルで無類の強さを誇ってきた日本軍に勝利したことでイギリス軍は自信を深め、またこの勝利とチンディットの活躍によって輸送機による空中補給の有効性が実証されたが、この敗北の戦訓は日本軍では共有されることはなく、この後のインパール作戦でも各所に出現した「円筒陣地」に対して、第15軍も第55師団と同様に痛撃を浴びることとなった。しかし、第55師団はイギリス軍部隊の包囲殲滅に失敗し大きな損害を被りながらも、その後は花谷の苛烈な作戦指揮による決死的な防衛戦で、イギリス軍4個師団に死傷者7,951人の多大な損害を与えて、アキャブの防衛とイギリス軍大兵力の西ビルマへの足止めに成功、インパール作戦初期の第15軍の快進撃に寄与し、イギリス軍の防衛体制構築を遅らせて、陽動作戦の目的を達成している。

## 連合軍の作戦立案の経緯
連合軍の場合、ヨーロッパ戦線の戦況を睨みつつ、東南アジアに向けての反攻をどこで実施するかという観点から、多岐にわたる選択肢が議論された。
1942年（昭和17年）3月のアメリカ合衆国大統領フランクリン・ルーズベルトの提案により、英米両国は4月にその担当戦域を分割して、イギリスの担当は、インド洋・中東および地中海と決められた。インド洋・中東での指揮権については、陸海空三軍指揮官の権限は同格扱いであったが、陸軍指揮官が指導的立場にあることは認められた。
その後、戦局の進展に応じて幾つかの計画が立てられては消えていった。イギリスは日本軍にビルマから駆逐された当初は、ビルマ地域での反攻計画に積極的だったが、やがてヨーロッパ反攻を重視し1943年秋には消極的に変わっていた。

### ビルマ作戦
1943年（昭和18年）に構想されたビルマへの反攻作戦には、ANAKIMという呼称が与えられた。中華民国軍の指導に当たっていたアメリカ陸軍のスティルウェル中将は、この計画に強い関心を持っていた。1943年5月の第3回ワシントン会談に参加したスティルウェルは持論を説き、アメリカ海軍のキング作戦本部長も同調したが、スティルウェルが英国側に嫌悪されていたことや、チャーチルが必要性を認めなかったこと、身内の米陸軍からもマーシャル参謀総長が実施不能と否定的見解を示したことでお蔵入りした。
ビルマで攻勢を実施する利点としては、中国本土で航空基地を作戦させていた関係上、政治的には魅力のあるものと映り、ルーズベルト大統領の側近には、第1回ケベック会談の際にこの話を蒸し返す者がいたが、そのための兵力を調達しなければならないのはイギリス軍であったので、欧州反攻を重視していたイギリスは反対していた。

### 東南アジア指揮地域の分離
第1回ケベック会談ではビルマ戦域の指揮権についても議論された。将来的にはインド指揮地域から切り離して東南アジア指揮地域を設定し、その範囲をビルマ、セイロン、タイ、マレー半島、スマトラを包含することとし、米軍より副最高指揮官 (Deputy Supereme Commander) を迎え、最高指揮官と連合幕僚長会議との間に英国幕僚長会議を挟むこととなった。同会談での第2回全体会議の最終報告では下記のように述べられている。
これに従って1943年8月25日、チャーチルはルイス・マウントバッテン中将を東南アジア連合軍最高指揮官に任命した。マウントバッテンはヴィクトリア女王の曾孫ながら、13歳で海軍に身を投じ、第一次世界大戦ではユトランド沖海戦を経験、第二次世界大戦ではブリティッシュ・コマンドスの指揮官を務め、サン＝ナゼール強襲やディエップ港奇襲作戦を指揮するなど勇名をはせ、マダガスカルの戦いの計画にも携わるなど、イギリス軍の中でも豪胆で有能な将軍と評価されており、そのマウントバッテンの起用はイギリスのアジア植民地奪還の強い意志を示すものであった。

### チャーチルの方針
チャーチルは南ビルマの港湾には関心があったが、スティルウェルが中国支援強化のために再三求めてきた北ビルマの奪還には消極的であった。東南アジア連合軍最高指揮官にマウントバッテンを任じたのもの、ヨーロッパ戦線で水陸空の統合作戦を指揮してきた経歴から、大規模な上陸作戦に最適な指揮官だと考えたからであった。チャーチルの太平洋戦域での構想は、日本軍をビルマに封じ込めてから素通りして、その間にスマトラを経て、シンガポールや香港を奪還するというものであった。
1943年（昭和18年）10月に、チャーチルはマウントバッテンに次のように指令している。
この指令を受け、英印軍にとってビルマ戦域での作戦は支作戦となり、日本軍を誘出、拘束することが目的となった。従って、荒川憲一は、日本軍が攻勢を取るために兵力を増強すればするほど「思うつぼ」だったと主張している。
マウントバッテンの着任は日本軍側にも上陸作戦を警戒させて、ビルマの海岸線の防衛強化が図られた。しかしマウントバッテンは実際には大規模な水陸両用作戦の指揮は経験したことなく、またイギリス軍単独での大規模な上陸作戦は不可能でアメリカ軍の支援が必要であり、チャーチルの構想は実現困難であった。その後も連合国間で調整が進められたが、その間にもビルマの日本軍は順次増強されており、1943年にはステェルウェルが指揮するアメリカ軍式の中国軍が、日本軍第18師団と戦闘に突入するなど俄かに緊張が高まっていき、チャーチルも方針転換を余儀なくされて北部ビルマへの戦力増強をせざるを得なくなった。

### カイロ会談
その後、1943年（昭和18年）11月のカイロ会談では東南アジア作戦は主要議題とすることが議事日程で予告され、会談の前段としてスマトラ作戦とアンダマン作戦の2つを比較して参加国で検討が行われた。チャーチル以下、英国側はいずれもこれらの作戦に乗り気ではなかった。これらの作戦はオーバーロード作戦（ノルマンディー上陸作戦）後を予定していたが、OVERLORD後にはイタリア西部に対する上陸など地中海での作戦を切望していたからである。OVERLORD後に直ちにこれらの作戦のいずれかでも実施された場合には、地中海での作戦が台無しになると考えたのである。
一方、米国側は英国側の地中海での作戦提案を信用せず、スマトラ作戦、アンダマン作戦のいずれにしても中国に対する連合国の援助の保証として重要性が認められ、これらを断念することは蔣介石政権の弱体化に繋がると考えた。なお、カイロ会談には中華民国も参加していたので、英米は会談中の討議において中華民国に対しても外交上の配慮が必要であった。
なお、中華民国がこの会談で要求したのは下記の3点である。
1. ヒマラヤ山脈を越えて実施中の空輸作戦（英語版）（月間10,000トン）はビルマ作戦に関係なく継続すること。
2. TARZAN作戦（下記）は雲南の地上部隊のラシオ進撃と呼応するため、マンダレーを目標とすること。
3. 海軍作戦は陸軍作戦と同調するように開始すること。

### スマトラ作戦
スマトラ作戦には「CULVERIN」というコードネームが与えられた。カイロ会談においては、本作戦は北部スマトラに対する進攻として扱われたが、米国幕僚長会議は11月8日、本作戦に対しては必要な援助を与えることができないから、アンダマン作戦を早期に開始することに同意したが、「ビルマ南部の日本軍を釘付けにするために、更に別個の陸、海、空の作戦を実施することが出来るものと信ずる」とマウントバッテンにこの問題を研究するように勧告した。

### アンダマン作戦
アンダマン作戦には「BUCCANEER」というコードネームが与えられた。アンダマン諸島を攻略してベンガル湾方面の制海権を握ることを直接の目的にしている。本作戦を押していたのは上記のように米国側および中華民国であり、1944年3月に実施できる確固たる保証を欲していた。しかし、11月8日の米国幕僚長会議による勧告は英国幕僚長会議にとっては英軍が主導する作戦地域への不当干渉と映った。そのため英国側は、対日戦の主戦略が決定されるまで、東南アジア作戦についての取扱を延期しようと図った。

### チンドウィン川渡河作戦
チンドウィン川渡河作戦には「TARZAN」というコードネームが与えられた。スマトラ、アンダマンと同時期に計画されたものであり、北部ビルマでの攻勢を企図したもので、チンドウィン川を渡って概ね南東に進撃し日本軍を駆逐する。中華民国側が関心を示した。しかしカイロ会談にて、マウントバッテンは、
1. ビルマでの大規模な攻勢作戦を実施すれば中国への空輸には打撃となる。
2. マンダレーへの進撃は航空機500機の増援を必要とするがその入手には期待できない。

という説明を蔣介石に行っている。
これを受けた蔣介石は選択を迫られ、次のように回答した。
1. TARZAN作戦の目標についてはインド＝カーサ（英語版）の線で妥協する。
2. ビルマ作戦の成功は、陸上での攻勢と同時に実施する海軍の協力如何で決まる。

これに対し、チャーチルは次のように回答し、蔣介石の上陸作戦実施要求を拒絶した。
1. 海軍作戦は必ずしも陸上作戦とは関連しない。
2. 1944年3月までには適当な艦隊をインド洋に準備するが、上陸作戦の確約はできない。

しかし、蔣介石にはルーズベルトという援護者がいた。ルーズベルトは「次の2、3か月以内にベンガル湾を越えて」相当規模の上陸作戦を実施する旨を中国側に約束していた。そのため、翌11月のテヘラン会談の際、英国側は追い詰められた。結局、12月5日の連合幕僚長会議による協同覚書では
- 英側提案:BUCCANEER作戦延期
- 米側提案:TARZANおよび連接する上陸作戦は政治的にも軍事的にも必要性大

とそれまでの要求が併記されるに至った。ルーズベルトはBUCCANEERを断念することで対立状況が打開できると決心し、「欧州における作戦のために、ベンガル湾において大作戦を行う余裕がない」ことを名目とした書簡を送り、自身が蔣介石に行った約束を破棄した。マーシャル、キングはBUCCANEER実施を前提に議論を展開してルーズベルトを補佐してきたため、新見政一はルーズベルトの専断的な決定例と説明している。
1944年（昭和19年）1月に米国幕僚長会議はTARZAN作戦自体も渋々取り下げるに至ったが、その頃にはスティルウェルは自身の成功により、米国内での声望を高め、英国側は不利な立場になった。

### レド公路の建設計画

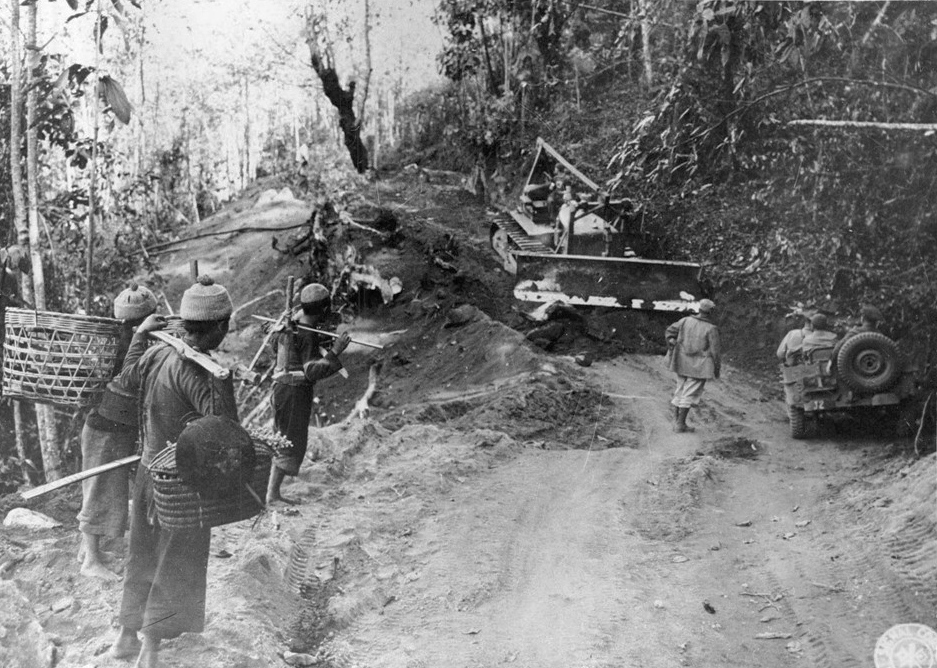
レド公路の建設

その後も議論はわずか数カ月の間に紆余曲折をたどった。テヘラン会談後の議論の焦点はスマトラでの作戦に戻った。マウントバッテンは1944年1月に新戦略を考案し、それはマクシオムと呼称された。それは（南西太平洋で対日反攻を指揮していた）マッカーサーの援護であり、ビルマでの攻勢ではなく、チャーチルの支持するスマトラ作戦と同じ方向性のもので、ビルマ戦線に集積した軍事的資源を転用する内容だった。ただし、マウントバッテンはスマトラでの作戦には洋上の艦隊の支援にしか頼ることが出来ないことを理由として、敵陸上戦力の5倍の兵力を要求した。チャーチルはこの要求は過大であると考え、アメリカが太平洋で実施した島嶼上陸の事例を挙げて反論した。
また、どの作戦を実施するにせよ、シンガポールに駐留する日本艦隊に連合艦隊主力が加わった場合など、出方次第ではインド洋方面からの攻勢に必要な海軍戦力が大幅に増強を迫られるため、この点もネックになった。
また、米国は1943年（昭和18年）以来、B-29による中国からの日本本土戦略爆撃の計画に執着しており、援蔣ルートの増強を求め、レド公路の建設と作戦用燃料のパイプライン建設計画を立てた。これらの建設には毎月26,000トンの資材と43,000人の人員を必要とした。インド北東部での準備はインド司令部の後援により1943年11月に開始されたが、本格的な着工には米国の熟練した土木労働者が必要であり、1944年（昭和19年）1月の開始であった。米軍の求めに応じ、最初の計画では、1944年（昭和19年）11月までに昆明まで一方通行、1945年3月までには両面通行可能なものとするとされ、パイプラインは1944年11月までには完成して、1945年（昭和20年）7月までに全能力を発揮可能なレベルに整備されることになっていた。しかし、東南アジア作戦の規模が縮小決定されたことと予期しない工事遅延により、昆明までの公路完成の予定は一方通行が1946年（昭和21年）1月、両面通行が1946年（昭和21年）6月とされた。なお、公路での輸送力は一方通行で毎月8,000トン、両面通行で20,000トンから30,000トンと見積もられていた。パイプラインは1946年（昭和21年）4月より送油を開始して、10月に全能力に達するとされ、その量は開始時13,000トン、全能力で63,000トンと見積もられた。このような遅延があっては実用上の役には立たないため、マウントバッテンは空輸の強化を勧告した。公路の建設を中止すれば、ビルマ北部の広大な領域を奪回する必要性も無くなるという計算もあった。

### 評価の修正
米国幕僚長会議はマウントバッテンが1月に提出した新作戦計画によりビルマ北部戦域の優先度が引き下げられることを危惧し、1944年（昭和19年）2月17日に、英国幕僚長会議に北部作戦の再開を要求した。元々ビルマでの攻勢に消極的な英国幕僚長会議は、マウントバッテンの意見があるまで回答を差し控えたが、その回答を要約すると
- 既に全兵力をビルマに投入している。
- スマトラでの作戦のための戦力は何も留保していない。
- 従って米国の目標を達成することはできない。
- 米国幕僚長会議はスティルウェルに引きずられている可能性があるのでマーシャル参謀総長による保証が必要。

というものだった。
なおルーズベルトも米国幕僚長会議同様にミイトキイナの占領要求をチャーチルに打電したが、チャーチルは欧州戦終結前の実施は不可という従来の回答を繰り返した。
またこの時点で航空偵察などの情報を総合し、日本軍の目標がインパールであることを察知していた。その顕著な例は3月21日の米国幕僚長会議決定で、英国側に北部ビルマでの活発な作戦行動を求める内容となっている。また、太平洋方面で英艦隊の増強が不要となったことも新材料であった。
これらの情勢を勘案し、チャーチルは国内の論争を裁定するための案を出した。その内容は東洋艦隊の増強と東南アジアでの新たな攻勢計画の立案の提示が主であり、英統合計画幕僚委員会は「中間戦略」と称してこの具体化を進めようとした。オーストラリア＝チモール＝セレベス＝ボルネオ＝サイゴンを軸線とし、マッカーサーの全般指揮の下その進撃を支援する内容で1944年7月頃まで議論されたが、実現には至らなかった。

### 作戦「木曜日」

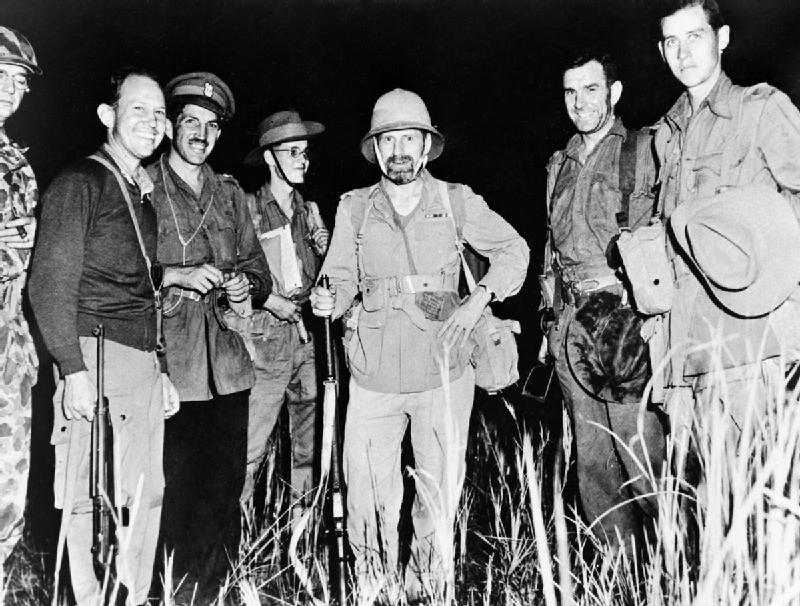
日本軍勢力下に構築した陣地内で輸送機による補給を待つチンディット、中央でヘルメットを被っているのが指揮官のオード・ウィンゲート准将

ロングクロス作戦では、特殊部隊チンディットを率いて、日本軍を航空機を活用したコマンド戦法で混乱させたウィンゲートであったが、スリムのウィンゲートに対する評価は高くなく、「日本兵は東アフリカで戦ったイタリア軍とは違う。後方をおびやかされてもそれだけでは撤退しない」などと度々苦言を呈していた。しかし、ウィンゲートがロングクロス作戦で成し遂げた実績は認めており、引き続いてウィンゲートに活躍させて「北部ビルマの日本軍に最大限の損害と混乱を与え」、第15軍との決戦を有利に運ぶことについては異論はなかった。スリムは2月1日にウィンゲートに対して第2次チンディット作戦を命令、作戦名は「木曜日」とされた。作戦内容は第16旅団がロバを活用し、チンドウィン川を渡河して陸路インドウに向かい、グライダーで空挺降下してくる第77旅団と呼応して、インドウ周辺の日本軍飛行場を攻撃するとともに、日本軍戦力圏内に強固な陣地を構築して後方を脅かすというものであった。インド最高司令部のクロード・オーキンレック将軍は、投入する戦力と航空機を手元に残置しておけばアラカン方面での戦力比は更に圧倒的になるからとして、この作戦には反対であったが、作戦は実施された。
降下地点に向かうグライダーを牽引した大量の輸送機は、インパール作戦開始のためにチンドウィン川渡河の準備をしていた第15軍各師団の頭上に飛来した。その壮観さに第15軍兵士は驚かされるとともに、渡河阻止の空爆と考えて身構えたが、輸送機編隊は第15軍に見向きもせずに飛び去って行った。空挺部隊は3月5日、3月7日、3月15日の3日に渡って飛来して次々とグライダーを着陸させて、第2次アキャブ作戦で猛威を振るった「アドミン・ボックス」を構築した。そして、陸路到着した部隊も加えたチンディットは総勢9,250人、ロバ1,350頭にも及び、この陣容を見たウィンゲートは「我々は敵の胃袋に入った」「いまや、歴史に生きる時がきた。我々の任務は偉大である」と訓示して士気を煽った。この円筒陣地群で構築された基地には、病院、畑、養鶏場、PXまで設けられて、日本軍の懐に腰を据える姿勢を示した。このような敵中深くでの戦闘行動は豊富な輸送機による補給の賜物であった。
敵空挺部隊降下の知らせは、インパール作戦開始直前の緬甸方面軍と第15軍司令部に飛び込んできた。第5飛行師団長田副登中将は昨年来からのチンディットの跳梁を見て、その影響は軽視できないと考えて緬甸方面軍参謀長中永太郎中将に「インパール作戦を中止し、敵空挺部隊の撃破を優先すべき」と進言したが、中は「作戦を中止すれば、雨季が到来するため無期延期となり、今年中には再開できない」「空挺部隊撃破は別に手を打つ」と反論して作戦続行を主張した。これは作戦開始に前のめりの牟田口も同じ姿勢であり、「敵の空挺はどうせ自滅する」とうそぶき。作戦開始になんのためらいも見せなかった。しかし、なんの対応もしないわけにはいかなかったので、差し当たって敵空挺部隊討伐のため軍直轄の小部隊を逐次派遣した。牟田口がこのような不十分な対応しかしなかったのは、作戦開始直前で動かせる兵力が殆どなかったことと、「敵空挺部隊が確実な地歩を占めないうちに迅速に攻撃すれば、大した困難もなく撃破できる」と敵を侮っていたからであった。牟田口が逐次派遣した雑多な部隊は、強固な「円筒形陣地」の前に次々と撃破され、チンディットは陣地から出撃して後方かく乱を続けていた。
第15軍では対処できないことが明らかになったため、緬甸方面軍は増援を派遣することとし、南ビルマから急遽混成第24旅団を急派した。旅団長林義秀少将は、モール付近に構築されていた円筒陣地を何度も攻撃したが、空中補給で支えられていたイギリス軍の猛烈な火力の前に損害を重ねて撃退された。しかし、この激戦のさなかの3月24日には司令官のウィンゲートが、前線視察のためにB-25ミッチェルで移動中に乗機が墜落して事故死している。ウィンゲートはその強引な作戦姿勢と粗暴さによって賛否が分かれており、東南アジア連合軍参謀長ヘンリー・パウナル中将は「ウィンゲートの視野は極端に狭く、周囲の形勢がわからずに走り、自ら選んだ道以外はよしとしない」「総司令部では、ウィンゲートを見るのも嫌になっていた」と酷評していたが、チャーチルには目をかけられており、「3月24日残念至極にも彼は空で死を遂げたのである。彼と共に輝かしい炎は消え失せたのである」とその事故死を悼まれている。
ウィンゲートが事故死したのちも激戦は続き、インパール作戦に前のめりであった牟田口に、チンディットは厄介な存在になりつつあった。第15師団歩兵第67連隊の主力もチンディット討伐に派遣され、インパール作戦当初からチンドウィン川を渡河できたのはわずか1個大隊だけであった。また牟田口は、チンディット対処のため、インパールの最前線からは400kmも遠方のメイミョーの司令部を動かすことができず、インパール作戦初動の作戦指揮に支障が生じた。牟田口は戦後になって「我が軍はチンディットに対処するため、第15師団の一部を割かざるを得なかった。そしてこの第15師団の1個連隊（歩兵第67連隊）がいたならば、コヒマにおける事態は我が軍に有利になったことだろう」と回想し、作戦「木曜日」はウィンゲートの目論見通り、インパール作戦に多大な影響を及ぼすこととなった。牟田口がインパール作戦を構想した大きな要因が、ウィンゲート率いるチンディットの跳梁によって、その対応に迫られたことと、インド侵攻の可能性を植え付けさせたことであり、またウィンゲートは航空機を駆使した立体作戦の有効性を証明し、イギリス軍はこれを最大限活用して勝利を呼び込んでおり、インパール作戦でウィンゲートの果たした役割は極めて大きいものがあったとも言える。　
日本軍はどうしてもイギリス軍の「円筒形陣地」を突破することができなかったので緬甸方面軍はやむなく、インパール作戦最高潮の4月7日に第33軍を新設して、空挺部隊討伐を続行させた。このウィンゲートの基地は、インパール作戦における補給路に打撃を与えたばかりか、レド公路の完成にも大きく寄与し、中国本土からの日本本土空襲への前進とビルマ北部のイギリス軍の勢力拡大にも繋がっていったが、緬甸方面軍も第15軍もその重要性を全く認識することはなく、インパール作戦に集中していった。

## 準備および戦場の状況

### 日本軍の状況

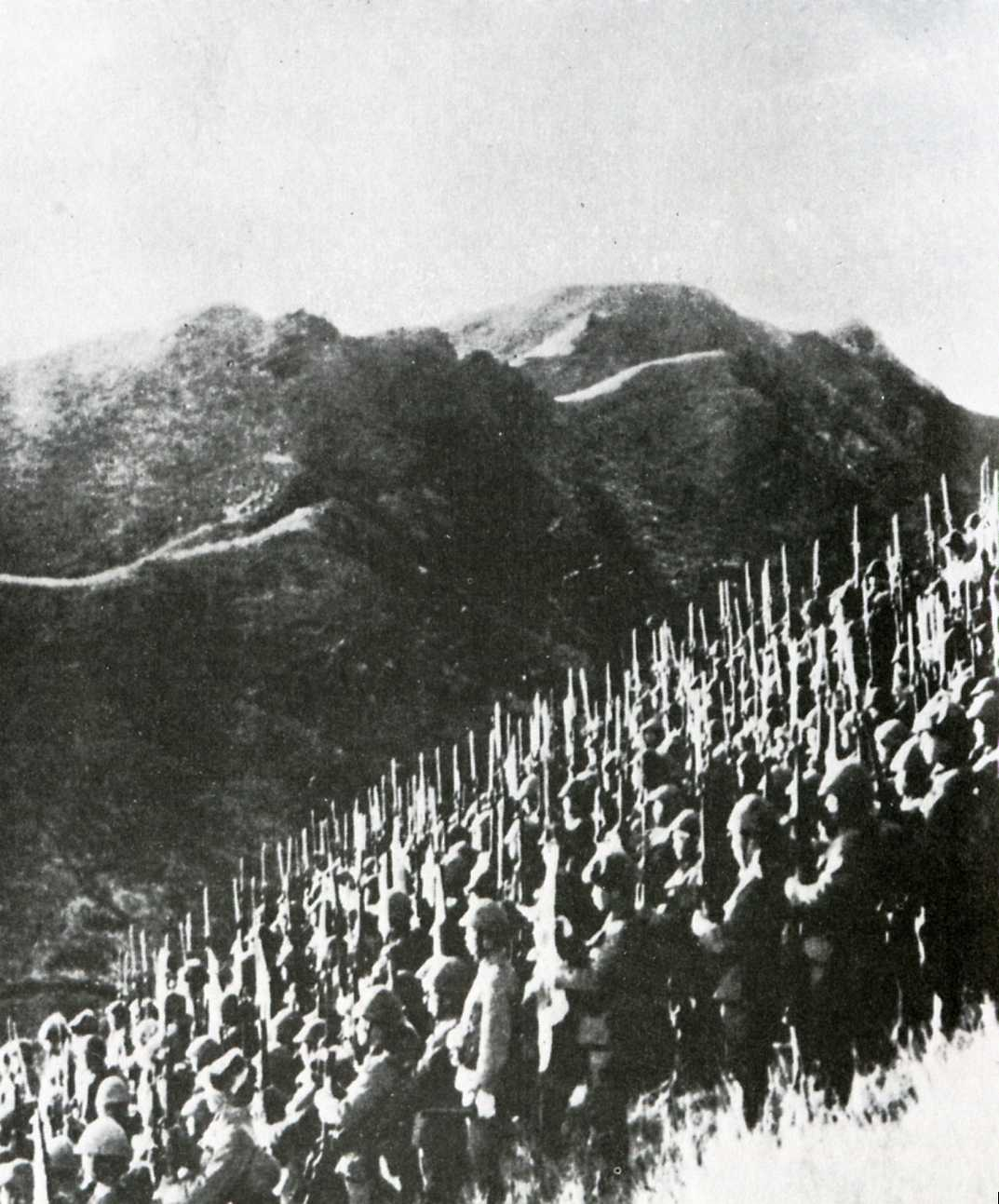
第15軍兵士（1942年）

インパール作戦に参加した兵力は、5月上旬時点で第15軍の3個師団で計49,600人、その他軍直轄部隊など36,000人の総兵力約85,000人であった。その後の増援も含めると7月までの総兵力は、約90,000人と達したと推計されている。ただし、チンドウィン川を渡河したのは3分の2の約60,000人に限られ、残りの人員は後方に残っていた。
作戦開始前には、主力の一角の第15師団のビルマへの到着が遅れており、迅速な作戦開始を画策していた牟田口を怒らせていた。これは、本作戦に反対していた当時の南方軍総参謀副長稲田が、同師団をビルマに早く到着させると牟田口が作戦開始を前倒しにし兼ねないと危惧し、連合軍の反抗開始で政情不安となっていたタイ国に、その抑えと、ビルマ作戦のための道路構築などのインフラ整備を目的として派遣していためであった。
作戦準備のため、師団主力のビルマ入りが決定され、その予定が1944年2月末となったが、作戦開始を焦る牟田口は、軍司令部に出頭する第15師団参謀に対して「第15師団は、戦さが恐ろしいのか」と叱責していた。第15師団は緬甸方面軍からの命令通りにタイに駐留していたのであって、この牟田口の叱責は常軌を逸していた。牟田口は居ても立っても居られず、2月7日に第15師団司令部を訪れて師団長の山内に「師団長が自信をもって作戦を発起し得るのは何日ごろか」と質問した。山内は2月20日の戦闘部隊の到着次第、師団は順次ビルマ入りするが、作戦準備開始は3月に入ってからの開始となるので、作戦発起は3月10日頃になると報告すると、牟田口は熟考して、2月11日に「第33師団の攻撃発起は3月8日、軍主力の攻撃発起は3月15日と予定するも決定は3日前に電報する」と各師団に打電させた。軍主力（第15師団と第31師団他軍直轄部隊）の攻撃発起を3月15日としたのは、後半夜に月が出るので、渡河攻撃に都合がいいと考えたからであった。
作戦には、インド独立運動支援という政治的な理由もあって、インド国民軍第1師団主力6,000人も参戦することとなった。これはインド国民軍の実戦戦力のほぼすべてであった。当初日本軍はインド国民軍を少数によって破壊工作や住民扇動を行うゲリラ戦力程度にしか見ていなかったが、ボースが東條や杉山に「日本軍と連携して行動する自律軍隊」として扱ってほしいと要請し了承されたものであった。ボースは河辺とも交渉して、インド国民軍を同盟国として扱うことや、インド進撃の先陣を切ることを約束させていた。インド国民軍の兵士の多くがシンガポールの戦いでイギリス軍として戦い捕虜となった兵士であり、「チャロー・デリー」（デリーへ進め!）「ジャイ・ヒンド」（インド万歳!）をスローガンに意気盛んであったが、日本側もインド国民軍の活躍を捏造してまで国内外に報道し、その意義を強調するなど政治的に利用していく。

### ジンギスカン作戦

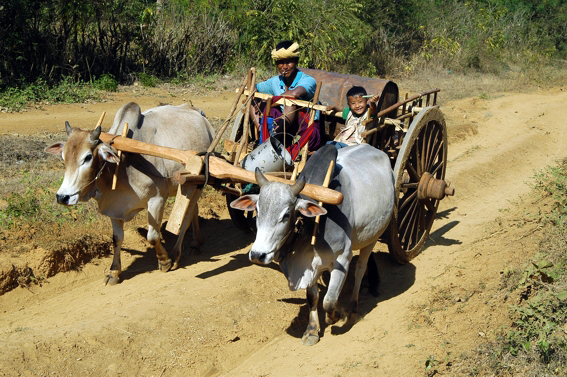
ビルマ（現ミャンマー）の牛と牛車

インパール作戦のような長距離の遠征作戦では後方からの補給が重要であるところ、当時の第15軍は自動車輜重23個中隊、駄馬輜重12個中隊の輜重戦力を持っており、その輸送力は損耗や稼働率の低下を考慮しなかった場合、57,000トンキロ程度であった。しかしながら実際に必要とされる補給量は第15軍全体において56万トンキロ程度と推計され、到底及ぶものではなかった。なお、自動車中隊は、当時のビルマ方面軍全体でも30個中隊しかなかった。
この点は第15軍としても先刻承知の上であり、事前に輜重部隊の増援を要求したものの、戦局はそれを許さなかった。第15軍は150個自動車中隊の配備を求めたが、この要求はビルマ方面軍により90個中隊に削減され、さらに南方軍によって内示された数に至っては26個中隊（要求量の17%）へと減らされていた。しかも、実際に増援されたのは18個中隊だけにとどまったのである。輜重兵中隊についても、第15軍の要求数に対して24%の増援しか認められなかった。第15軍参謀部は作戦を危ぶんだが、牟田口はインパール付近の敵補給基地を早期に占領すれば心配なしと考え、作戦準備の推進につとめた。
牟田口は車輛の不足を駄馬で補うために、1944年初頭から牛、水牛、象を20,000頭以上を軍票で購入もしくは徴用し、荷物を積んだ「駄牛中隊」を編成して共に行軍させることとした。特にウシについては広大なチンドウィン川の渡河が懸念され、渡河中に先頭の1頭が驚いて頭を岸に回すと、他の全部が一斉に岸に向かって走り出すという習性があるので、先頭のウシについては銃爆撃に怯えないような訓練をさせた。そしてウシは訓練の結果、1日13kmの行軍が可能となった。牟田口はさらに家畜を輸送手段だけではなく、「歩く食料」として連れていくことを思い立ち、山羊・羊を数千頭購入した。これは、過去のモンゴル帝国の家畜運用に因んで「ジンギスカン作戦」などとも呼ばれた。作戦計画において食糧は「各兵士7日分、中隊分担8日分、駄馬4日半分、牛2日分」を携行して輸送し、最後は輸送してきた牛を食べて3日分食いつなぎ合計25日分とされた。これは既述の通り3週間以内という作戦期間に基づくものであった。
牟田口はこの「ジンギスカン作戦」を自信満々に報道班員に披瀝している。
しかし、ヒツジは1日にせいぜい3kmしか移動せず、逆に進軍の足かせとなってしまった。モンゴル帝国は家畜を伴いながらゆっくりと進撃していたが、第15軍の部隊はわずか20日でインパールに達しなければいけないという時間的制限を課されており、ヒツジの習性を理解しないで企画した作戦であることは明らかであった。そのため、ヒツジは作戦開始早々に見捨てられることとなった。また肝心のウシもチンドウィン川の渡河で消耗したうえ、もともと農耕用であったビルマのウシはいくらムチで叩こうが急峻な山道を登ろうとはしなかったため、山岳地帯の移動でも順次消耗していった。第31師団を例にとると、渡河から最初のミンタミ山脈踏破でまず3分の1を消耗、次のアラカン山脈でも次々と損耗し、目的地のコヒマに到着できたのはわずか4％に過ぎなかった。
本作戦に第15師団に陸軍獣医（尉官）として従軍した田部幸雄の戦後の調査では、日本軍は平地、山地を問わず軍馬に依存していたが、作戦期間中の日本軍馬の平均生存日数は下記。日本軍の軍馬で生きて再度チドウィン川を渡り攻勢発起点まで後退出来たものは数頭に過ぎなかったという。
- 騾馬:73日
- 中国馬:68日
- 日本馬:55日
- ビルマポニー:43日

また、輸送力不足は戦力的にも大きな影響を及ぼした。牟田口は乏しい輸送力でなるべく多くの食糧を輸送するため、険しい山脈を進撃する予定の第15師団（祭）と 第31師団（烈）については、火砲などの重装備は極力減らして軽装備とさせた。特に速射砲が減らされたが、これは敵が戦車をあまり装備していないという都合のいい想定に基づくものであった。しかし、実際には多数の戦車が待ち構えており、対戦車火力に乏しい両師団は敵戦車に甚大な損害を被ることとなった。このように「ジンギスカン作戦」は輸送力強化にも、食料確保にも大きく寄与することはなく破綻し、結局のところ輸送は人力に頼らざるを得ず、兵士らは消耗していった。
家畜を輸送力として有効活用できなかった日本軍に対してイギリス軍の場合、途中の目的地までは自動車で戦略物資を運搬し、軍馬は裸馬で連行した。自動車の運用が困難な山岳地帯に入って初めて駄載に切り替えて使用していたという。また使用していた軍馬も体格の大きなインド系の騾馬だった。これらの騾馬は現地の気候風土に適応していた。なお、田部は中支に派遣されていた頃、騾馬は山砲駄馬としての価値を上司に報告した経験があったという。

### 連合軍の状況

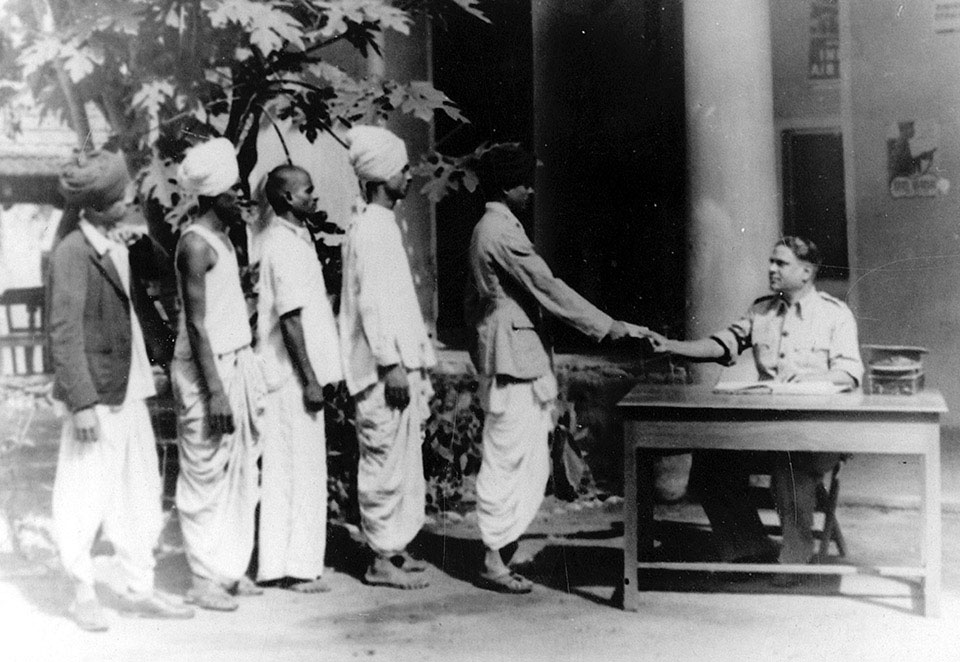
インドで志願兵を募るイギリス軍

イギリス軍は第14軍第4軍団を中心に、約15万人がこの地域に配備されて、第15軍と対峙していた。アキャブで激戦が繰り広げられている間に、イギリス軍は、チンディットによる偵察、地元原住民などからの情報、暗号解析などによって、1944年2月頃までに第15軍が3方向より侵攻してくるであろうという確実な兆候をつかんでいた。そこで第14軍司令官ウィリアム・スリム中将など連合軍司令部では、外辺に点在している諸部隊を撤退させて、インパールに箱の様に閉じこもり、日本軍には補給線が伸びきるまで前進を許し、日を追って補給問題が悪化するようにしようと考えていた。日本軍は制空権を確保していないので空中からの補給は不可能であるが、イギリス軍は第二次アキャブ作戦での実績によって、たとえインパールが包囲されても、大量の輸送機による空中補給で十分に持ちこたえられると判断していた。
しかし、スリムのこの作戦方針は、戦後になって殊更、作戦当初から確立されていたかのように吹聴されるようになり、なかにはイギリス軍が緻密な準備を重ねて、第15軍はその罠にはまったなどとする主張もあるが、チンディット参謀長デリク・タラク少将によれば、当時の第14軍の状況について、次から次へと作戦の変更があり、1944年2月末時点でも確固たる作戦計画がなかったのが実情だったという。
スリムは1944年1月ごろに第15軍による侵攻の兆候を確認すると、「チンドウィン川を渡河して、日本軍に先制攻撃を仕掛ける」もしくは「日本軍がチンドウィン川を渡河している最中に全力で攻撃する」という攻撃的な作戦方針を立てていたが、これまでのビルマ戦線での日本軍に対しての敗北を思い返し「日本軍が背後に強い兵站線を持っている場合、こちらは苦戦に陥る。これまで我々は散々酷い目にあってきたから、今回は逆をいってみよう」と考えて、まずは第4軍団の第17インド軽師団と第20インド歩兵師団の2個師団を、補給が容易なインパール平原まで後退させて、そこで第15軍と決戦するという作戦方針を思い立った。
しかし、手持ちの戦力だけでは心もとないので第11軍集団司令官ジョージ・ギファード中将に、配下の 第5インド歩兵師団と第7インド歩兵師団をインパール方面に転用するよう要請したが、同2個師団は鉄道輸送の面で無理と却下されている。この2個師団を含む第15軍団の4個師団は、既述の第二次アキャブ作戦に参戦し、第55師団に足止めを喰らいインパール・コヒマ方面への転用が遅れて、作戦当初の第15軍の順調な進撃を許し、牟田口をほくそ笑ませることになった。
さらにスリムは日本軍がチンドウィン川を渡河してくる時期と、コヒマに侵攻してくる日本軍の戦力を読み違えていた。スリムは日本軍の作戦開始を3月15日と予想していたが、実際には軍主力の第33師団（弓兵団）は3月8日にチンドウィン川を渡河してきたため、ビルマ国境を越えて展開していた第17インド軽師団は、スリムの作戦によるインパール平原への撤退が間に合わず、第33師団に包囲されることとなった。また、スリムはアラカン山系を踏破してコヒマに侵攻してくる日本軍を1個連隊程度と想定し、その想定に沿って第202兵站地区からの部隊を回して守備させたが、実際には第31師団の1個師団が侵攻してきたため、後述のディマプルの危機を招くこととなった。
ビルマ北部のイギリス軍は、広い地区に師団が点在していたが、連絡路は確立されておらず各個撃破される懸念もあった。配置されている師団間でも認識の相違があり、第20インド歩兵師団は冬季の間に大変な努力と徹底的な偵察を行って、タム,ミャンマーとカポー河谷地域に強固な陣地を構築して支配を完成しており、師団長のダグラス・グレーシー少将は、どんな日本軍の攻撃にも対処できると自信を深めていたが、ただインパール平野に集結するためだけに、何か月もかかって構築した陣地を放棄せよとの命令を受けてひどく嘆いた。第4軍団長ジェフリー・スクーンズ中将がグレーシーを説得して、陣地放棄をどうにか了承させたときには、第33師団が徹底が遅れていた第17インド軽師団を包囲しようとしており、決してイギリス軍も計画通りに作戦が進んだわけではなかった。第15軍も様々な問題で牟田口の構想通りにはいかなかったものの、作戦初期に順調な進撃が可能であったのは、イギリス軍の作戦通りに招き寄せられたというわけではなく、イギリス軍の準備が整う前に攻勢に出ることができたので、大きな奇襲的効果を得られたからであった。

### 地理的状況
この作戦の困難さを、吉川正治は次のように説明している。
「この作戦が如何に無謀なものか、場所を内地に置き換えて見ると良く理解できる。インパールを岐阜と仮定した場合、コヒマは金沢に該当する。第31師団は軽井沢付近から、浅間山（2,542m）、長野、鹿島槍岳（長野の西40km、2,890m）、高山を経て金沢へ、第15師団は甲府付近から日本アルプスの一番高いところ（槍ヶ岳3,180m・駒ヶ岳2,966m）を通って岐阜へ向かうことになる。第33師団は小田原付近から前進する距離に相当する。兵は30kgから60kgの重装備で日本アルプスを越え、途中山頂で戦闘を交えながら岐阜に向かうものと思えば凡その想像は付く。後方の兵站基地はインドウ（イラワジ河上流）、ウントウ、イェウ（ウントウの南130km）は宇都宮に、作戦を指導する軍司令部の所在地メイミョウは仙台に相当する」。
このように移動手段がもっぱら徒歩だった日本軍にとって、戦場に赴くまでが既に苦闘そのものであり、牛馬がこの険しい山地を越えられないことは明白だった。まして雨季になれば、豪雨が泥水となって斜面を洗う山地は進むことも退くこともできなくなり、河は増水して通行を遮断することになる。

## 参加兵力

### 日本軍

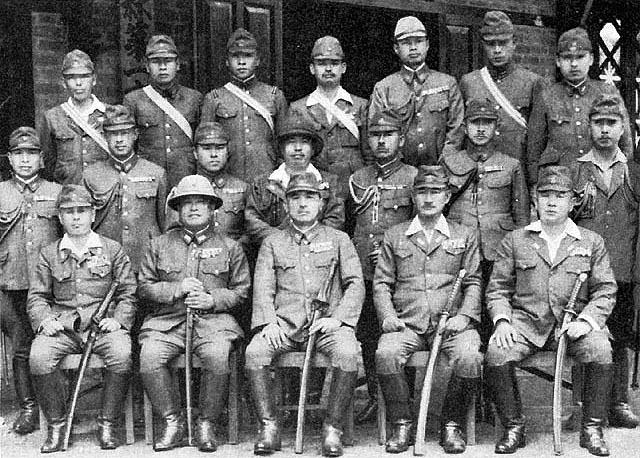
第15軍首脳及び幕僚の会同。左より右へ、第33師団長柳田中将、第18師団長田中中将、第15軍司令官牟田口中将、第55師団長松山中将、第31師団長佐藤中将（1943年5月）

5月上旬時点での参加兵力は、第15軍の下記3個師団で計49,600人、その他軍直轄部隊など36,000人の総兵力約85,000人であった。7月までの総兵力は、約90,000人と見られる。
（）内は通称号。
- 第15軍（林） - 司令官：牟田口廉也、参謀長：久野村桃代
  - 第15師団（祭） - 師団長：山内正文 - 5月時点での兵力16,000人[150]
  - 第31師団（烈） - 師団長：佐藤幸徳 - 5月時点での兵力16,600人[150]
  - 第33師団（弓） - 師団長：柳田元三 - 5月時点での兵力17,000人[150]

- 第15軍馬匹[165]
  - 軍馬12,000頭（専ら物資運搬に使役）
  - ビルマ牛30,000頭（物資運搬及び食用）
  - 象1,030頭（専ら物資運搬に使役）
  - 羊、山羊等を食用に交付 - 第15師団だけで約10,000頭

- 第5飛行師団（一部部隊が作戦支援）

### インド国民軍
- 第1師団主力6000人

### イギリス軍

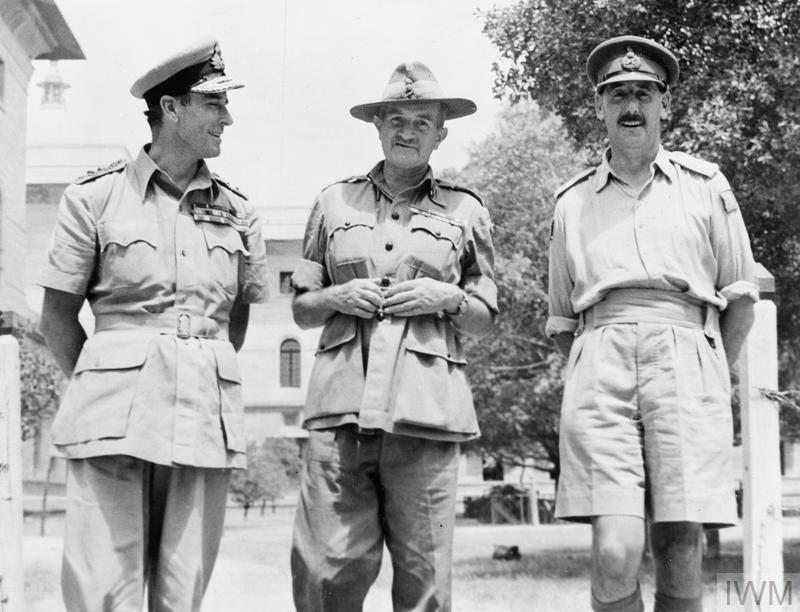
ビルマ方面のイギリス軍司令官、左より東南アジア地域連合軍（SEAC）総司令官ルイス・マウントバッテン元帥、第14軍司令官ウィリアム・スリム中将、第11軍集団司令官オリバー・リーズ
中将

第14軍は第二次世界大戦中に編成されたイギリス連邦軍の中で最大規模の軍であり、兵員、後方支援などを含めると合計100万人を擁していた。
- 第14軍（英語版） - 司令官：ウィリアム・スリム中将
  - 第4軍団（英語版）（インパール方面） - 軍団長：ジェフリー・スクーンズ（英語版）中将
    - 第17インド軽師団（英語版） - 師団長：デービッド・コーワン（英語版）少将
    - 第20インド歩兵師団（英語版） - 師団長：ダグラス・グレーシー（英語版）少将
    - 第23インド歩兵師団（英語版） - 師団長：オーブリー・ロバーツ（英語版）少将

  - 第15軍団（英語版）（コックスバザー方面） - 軍団長：フィリップ・クリスティソン（英語版）中将
    - 第5インド歩兵師団（英語版） - 師団長：ハロルド・ブリックス（英語版）少将
    - 第7インド歩兵師団（英語版） - 師団長：フランク・メサーヴィ（英語版）少将
    - 第81西アフリカ師団（英語版）- 師団長：フレデリック・ジョセフ・ロフタス・トッテナム少将

  - 第33軍団（英語版）（西部ビルマ・コヒマ方面） - 軍団長：モンタギュー・ストップフォード（英語版）中将
    - 第2師団（英語版） - 師団長：ジョン.グローヴァー（英語版）少将
    - 第25インド歩兵師団（英語版） - 師団長：ヘンリー・デイビス（英語版）少将
    - 第36歩兵師団（英語版） - 師団長：フランシス・フェスティング（英語版）少将
    - 第50インド戦車旅団（英語版） - 旅団長：ジョージ・トッド准将
    - 第50インド空挺旅団（英語版） - 旅団長：M.ホープトンプソン准将

  - その他軍直轄部隊等
    - チンディット（通称ウィンゲート旅団） - 旅団長：オード・ウィンゲート准将
    - 第26インド歩兵師団（英語版）- 師団長：シリル・ロマックス（英語版）少将
    - 第82西アフリカ師団（英語版）- 師団長：ヒュー・ストックウェル（英語版）少将
    - 第254インド機甲旅団（英語版） - 旅団長：R.スコーンズ准将
    - 第89インド歩兵旅団（英語版） - 旅団長：W.クローサー准将

他

## 戦闘経過

### 日本軍の攻勢

#### 第33師団による第17インド軽師団包囲

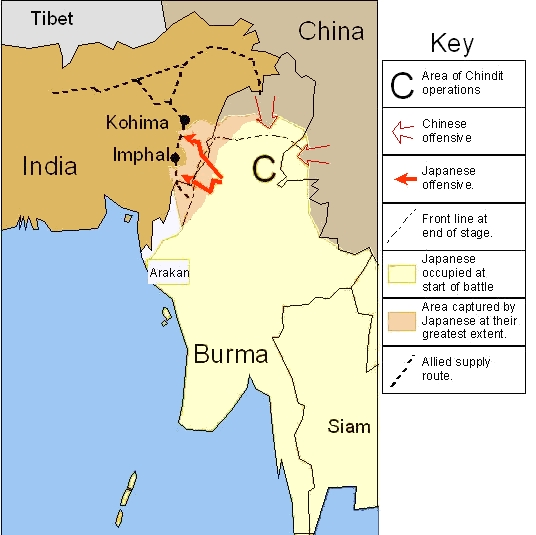
インパール作戦時のビルマの戦況と第15軍の作戦構想

3月8日、第15軍隷下3個師団（第15、31、33師団）を主力とする日本軍は、予定通りインパール攻略作戦を開始した。
進撃する3個師団の中で主力は第33師団であり、インパール盆地を北進、南方からインパール市街を包囲し、北部から進攻してくる第15師団と連携してインパールを占領する計画であった。軍の主力であるため、もっとも戦力が充実しており、歩兵3個連隊のほかに戦車第14連隊や野戦重砲連隊も指揮下に入れており、総兵力は20,000人を超えていた。師団長の柳田元三中将は、陸士第26期の首席で、陸軍部内でも有数の知性派将軍と言われていた。しかし、インパール作戦には計画時から反対の立場で、作戦の準備段階としてチン高地を攻略するよう牟田口から命じられると補給の問題から命令に反対した。それでも作戦は強行され、チン高地は牟田口の目論見通り攻略できたので、牟田口は柳田を「それでも軍人か、それが師団長のいいぐさか」叱責し、柳田は牟田口に対して不信感を抱いていた。
柳田は師団を3つに分けて、他の師団よりは一足早く3月8日にはチンドウィン川を渡河、インパールに向けて進撃させた。第33師団はイギリス軍が整備していたチンドウィン川西岸からインパールに通じる車輛通行可能な軍用道路（パレル道）を利用してインパールに進攻するため、まずはその前面にあるイギリス軍の重要拠点トンザンとシンゲルを目指していた。この方面は第17インド軽師団が守っていたが、日本軍の前進を察知した「パンチ男」の異名を持つ師団長のデービッド・コーワン少将が、「いかなる犠牲を払っても死守せよ」と死守命令を出したため、師団の将兵は塹壕を掘って第15軍を待ち構えていた。しかし、インパール方面防衛を担当する第4軍団司令官G.スクーンズ中将が、これを日本軍の本格侵攻と看破し、コーワンにスリムの作戦方針通りの撤退を命じたので、ようやく第17インド軽師団は撤退を開始した。
コーワンは、1,000人程度の兵力をトンザン周辺に構築していた陣地を守らせ、背後を固めてうえでシンゲル方面まで撤退していたが、3月13日に歩兵第215連隊基幹の左翼突進隊（指揮官笹原政彦大佐）が2,500ｍ以上の山系をジャングルをかき分けてシンゲルまで到達し、撤退するイギリス軍先頭と接触した。イギリス軍の隊列先頭は主に後方部隊であり、日本軍の姿を見ると来た道をトンザン方面に引き返して行った為、左翼突進隊はシンゲルにてパレル道を遮断し、第17インド軽師団の退路を断った。シンゲルにはイギリス軍の物資集積所があり、左突進隊は車輛1,200台、大量の弾薬、ガソリン、食糧を鹵獲し士気が上がった。さらにトンザン方面には、歩兵第214連隊基幹の中央突進隊（指揮官作間喬宣大佐）が迫り、その前面にある高地陣地を攻撃中で、第17インド軽師団は包囲されることとなった。左翼突進隊からは、山岳地帯の幅6mの自動車道に、自動車1,600、軽戦車80、自走砲60などが縦隊のままでなすすべなく放置されているようにも見え、その報告を受けた第15軍は開戦劈頭に大量の鹵獲品を得ることができたと喜んだ。
第17インド軽師団が包囲されたことを知ったスクーンズは、少ない手持ちの予備戦力から救援部隊として、2個旅団と軽戦車連隊を派遣したが、予備戦力を使い果たしたインパール方面の防備が手薄になってしまい、スクーンズの置かれている戦略的立場を危ういものとした。スリムは第17インド軽師団の危機と、スクーンズがその救援のために予備兵力をすべて出撃させたと報告を受けると、このインパール作戦中で最も動揺し落胆している様子を部下参謀に見せている。スリムは冷静な人物で取り乱すことはほとんどなかったが、この時だけは深い憂慮の表情をして参謀を驚かせている。
しかし、この救援によって、包囲されていた第17インド師団の動揺は抑えられ、コーワンの巧みな指揮もあって自然にできた城塞のような地形を利用して堅陣を構えて、簡単には投降する様子もなく、逆に包囲突破のために反撃に転じており、3月17日には反撃された左突進隊の歩兵第215連隊第3大隊の半数が死傷するという大損害を被らせている。
一方でトンザンを目指していた中央突進隊もその前面陣地の攻略で時間をとられ、ようやく3月17日になってトンザンの攻撃を開始したが、陣地は強固に構築されており、また火力も攻める日本軍よりもはるかに優秀で苦戦を強いられた。中央突進隊の兵士たちは、これまで戦ってきたイギリス軍と異なり、戦意、装備、訓練を一新した精強な軍に生まれ変わっている現実を突きつけられた。3月23日には、本作戦における唯一の機甲部隊の戦車第14連隊から数輌の九五式軽戦車が攻撃に投入されたが、地雷による損害続出で撃退された。
中央突進隊がトンザン攻略に手間取っている間にも、左突進隊は、制空権を握っていたイギリス軍航空機による激しい銃爆撃と、第17インド軽師団の反撃で苦戦していた。それでもどうにかパレル道の遮断を続けていたが、3月22日にはスクーンズが送り込んだ救援部隊もシンゲルに達して攻撃を開始し、左翼突進隊は苦戦を強いられ、笹原がもっとも信頼していた第1大隊長の入江増彦中佐が戦死してしまった。3月25日になって笹原は先日の勝利報告から一転し「連隊は軍旗を奉焼し、暗号書を焼却する準備をなし、全員玉砕覚悟で任務に邁進する」という悲痛な報告を打電したが、柳田には電信の最終部分の「覚悟で任務に邁進する」の部分がうまく伝わらず、左翼突進隊が壊滅寸前と誤認してしまい、柳田は慌てて、笹原に2km西方への撤退を命じた。これで退路を確保した第17インド軽師団は無事にビシェンプール方面に脱出していった。せっかく鹵獲した大量の物資もこの際に奪還されてしまい、左突進隊に残されたのはわずかな自動車だけであった。同日には、中央突進隊が航空支援と重砲の支援砲撃でトンザンを攻略していたが後の祭りとなった。
第33師団が包囲を解いたことについて牟田口は激怒し、「私が第33師団長であったら、敵と一体となり、敵に混じり合って一気にビシェンプールに飛び込んで行った」などと考えていたが、これは実際の戦況を知らなかった牟田口の妄想に過ぎず、左翼突進隊は歩兵第215連隊だけでも295人の戦死者とそれ以上の負傷者という大損害を被っていたが、これは連隊の兵員の15％にも上り、とても追撃できるような状況ではなかった。また、第17インド軽師団の撤退を目の当たりにした中央突進隊の歩兵第214連隊の戦記によれば、第17インド軽師団は敗走したのではなく、整然とした撤退で部隊はしっかりと統率がとれており、もし日本軍が攻撃しようものなら、同行している戦車隊も含めての反撃で打ちのめされるのは必至で、とても手が出せる状況ではなかった。

#### 大本営発表
インパール作戦における大本営発表の第1報は作戦開始に遅れること13日後の3月21日に行われた。第一報は「強力なる我部隊は印度国民軍と共に3月15日「ホマリン」附近に於いて、「チンドウィン」河を渡河し緬印国境に向かい進撃中なり」と抑制した報道であったが、3月23日に第33師団が国境を越えてインドに侵入し第17インド軽師団を包囲しているという戦況が伝わると、まずはラングーン発の新聞電報が国境超えを伝え、国内新聞の夕刊の遅版でも大きく報じられた。この時点では公式な大本営発表はなかったが、その夜に大本営陸軍部報道部長松村秀逸大佐の自宅に電話がかかってきて、松村が出ると「東條だ」と名乗った。松村はまさか自分に直接総理大臣から電話があるとは思わず、誰かのいたずらかとも疑ったが、本物の東條からの電話であり「国境突破は重大ニュースだ、現地に任せておいてはいけない、すぐに大本営で発表しろ」と命じられた。松村は慌てて登庁すると、夜半であったのにもかかわらず異例の大本営発表を行いマスコミを驚かせた。
太平洋戦域ではラバウルがダグラス・マッカーサー大将によるアイランドホッピング作戦で孤立し無力化されるなど、戦況の悪化が著しく東條に対する批判の声が日増しに高まっており、東條はインパールの勝利に大きな期待をかけざるを得なかったため、このように異例な大本営発表を行わせたのであった。
しかし、この発表が行われた時には既に第33師団はイギリス軍の反撃に苦戦中で、上記の通り3月25日には包囲を解いて第17インド軽師団は脱出していた。この開戦早々の敗北に牟田口は激怒して柳田に叱責と敵軍追撃命令の電文を送ったが、知性派軍人の柳田は、この戦闘によって山岳作戦のため軽装備としている第15軍の戦力では、作戦が想定している短期間で重装備のイギリス軍を撃破することは至難と認識、また、初めからインパール作戦には反対であり、この敗戦によりその想いが一層強くなったため、3月25日に自ら起案した「インパール作戦を中止し現在占領しある地域を確保して防御態勢を強化すべき」という電文を牟田口に対して発信した。柳田の作戦中止の進言は牟田口を激怒させ、さらに督戦電報を打電したが、翌26日に柳田は「反省電報」を打電にさらに牟田口に作戦中止を迫った。
再三に渡る作戦中止勧告に牟田口の怒りは頂点に達した。まだこの時点では他の2個師団は順調に進撃を行っており、軍参謀や第33師団においても、柳田のこの消極的な態度には批判が多く、この後に牟田口の信頼が厚い参謀長の田中鐵次郎大佐と柳田の対立が激化することとなった。柳田はこの後、後方から食糧を輸送するなど部隊の再編制に10日近くもかけ、その後も拠点を攻撃する前には入念に偵察を行ってから、十分な時間をかけて進撃する「統制前進」を命じた。これは装備を一新し火力が増していたイギリス軍の実力を痛感させられたための対策であったが、迅速な進撃を要求する牟田口は督戦し続けた。しかし、柳田は再三の督戦を意に介さずにその進軍速度を速めることはなく、他の師団からは大きく遅れをとってしまい、その間にインパールの防備は着々と強化され、作戦の成否に大きな影響を及ぼした。
この柳田による「統制前進」は事実誤認との指摘もある。第33師団は食料の補給や死傷者への対応などで数日を費やしたが、左翼突進隊は3月29日には撤退する第17インド軽師団を追ってインパール盆地の入り口にあるトルボン部落に向けて前進を開始、その後に他の部隊も後に続いており、第15軍が憤慨していたように10日間も進撃を停止していたこともなければ、柳田が意図的に進撃を遅らせた事実もないという見解もある。いずれにしても、第33師団の追撃にイギリス軍は防戦することもなくビシェンプール方面に向けてさっさと後退してしまい、それを追撃する左翼突進隊がインパール平地の入り口に達したのは、作戦開始5週間後の4月8日となり、当初の計画よりは大きく遅延していた。

#### 第15師団によるインパールとコヒマ間の遮断

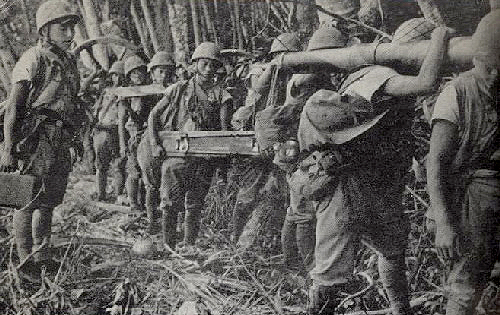
インパールに向かって進軍する第15師団兵士、運んでいるのは四一式山砲

軍主力の第33師団と連携してインパールを攻撃する第15師団は10門の砲兵しか装備していない軽装備師団であり、その砲兵は四一式山砲の他に旧式の骨とう品のような三十一年式山砲も含まれていた。第15師団はその軽装備であることを活かし、アラカン山系の進撃路もない縦深70㎞の大山脈を踏破し、インパールに続く幹線道路をコヒマの手前で遮断しインパールを孤立させたのち、幹線道路に沿って北側からインパールを攻撃する計画であった。元から火力に乏しいため、その主戦術は日本軍が伝統的に得意とした、迂回や奇襲や斬りこみであった。インパール作戦のために急遽ビルマに派遣された師団で、もともとは南京守備という閑務にあって、当然ながら山岳戦の訓練は全く受けていなかったが、兵士たちは自分たちを第一次世界大戦において山岳地帯の戦闘で活躍したアルペン兵団と自負しその士気は極めて高かった。
師団長の山内正文中将は、陸軍士官学校と海軍兵学校を同時に受験し、両方とも優等で合格したという伝説的な人物であり、陸軍大学校を首席で卒業した後にカンザス米陸軍大学校も首席で卒業するといった経歴を持つ将来を嘱望された軍人であった。本来であれば第15師団のような軽装備師団の師団長をするような人物ではなかったが、知米派であったので陸軍大臣の東條に疎まれたため第一線の師団長に追い出されたとも噂されていた。山内も東條に疎まれていることを自覚しており、報道班員に以下の様に述べている。
しかし、山内自身は前線勤務を好み、第15師団長拝命についても誇りと感じていた。そのため、合理的な思考でインパール作戦の問題点を指摘していたが、牟田口の強引な作戦計画であっても、軍命令として忠実に遂行しようとしていた。参謀長も戦術巧者であった岡田菊三郎少将で、人格者としての評判も上々で山内をよく補佐した。第31師団、第33師団は師団長と参謀長の人間関係が悪く、作戦指揮にも大きな影響を及ぼしていたが、山内は岡田の忠告に助けられて円滑な作戦指揮を執ることができた。
山内は師団を3つに分け、第33師団に1週間遅れて3月15日にチンドウィン川の渡河を開始した。急流で駄馬や駄牛が多少水死した以外は渡河は無事に完了し、ミンタミ山脈に踏み入っていったが、右翼を進む歩兵第60連隊（連隊長松村弘大佐）がトンへ北西1㎞地点で70人～80人の部隊と遭遇して撃破した以外は、敵と遭遇することもなく順調な進撃を続けた。3月25日には、歩兵第60連隊の第9大隊は攻略する予定のイギリス軍拠点サンジャックに到着したが、本来第15師団の作戦地域であったのにもかかわらず、第31師団歩兵第58連隊が攻撃しており、ここで両師団にひと悶着を残す問題が発生したが、結局は松村が折れてサンジャックはそのまま歩兵第58連隊が攻略した。（詳細は#サンジャック前哨戦で後述）
インパールとコヒマ間の幹線道路上の部落ミッションまで進撃し幹線道路遮断を命じられた、第67連隊第3大隊を基幹とする挺身隊（指揮官：本多宇喜久郎少佐）は、一度も師団司令部に報告することもなく、遮二無二ミンタミ山脈とアラカン山脈を進撃していた。戦況が全くわからない山内は憂慮して、右翼隊から増援を出そうとも検討していたが、3月28日なってようやく師団司令部にミッション到達の連絡があり山内らを安堵させた。本多は幹線道路を見下ろす位置まで進むとその様子を偵察したが、道路は幅員15ｍと広くアスファルト舗装されており、1時間に120輌以上の軍用車両が往来していた。本多はその物量に驚愕し、「日本の大都会ですらも、かくの如き自動車縦列の往来を見ることは不可能」との感想を抱いたが、これでもインパールのイギリス軍は極度の車輛不足として補充を訴えていた程であった。本多は師団司令部に「本28日22：00挺身隊はミッション東方高地に進出せり。コヒマ＝インパール道上敵自動車の往来盛なり」と打電すると、翌日の29日には橋梁を爆破して幹線道路を遮断した。
日本軍がインパールを孤立させ得る地域に出現したことでインパール市街は一時的パニックに陥った。その状況をスクーンズは「まるで海底火山が噴火口を探し求めているよう」と評したように、次々と波及していった。しかし、孤立させたはずのインパールを救ったのは圧倒的な連合軍の航空戦力であった。戦闘開始当初は、ビルマ戦線にあった連合軍輸送機の多くは援蔣ルートの中でもヒマラヤ山脈を越えて援助物資を輸送する「ハンプ越え」に使用されており、しかもウィンゲート空挺団やアラカン方面の第15軍団の支援にも駆り出され、輸送機が不足していた。苦心の末に3月中旬からハンプ越え用輸送機のうち20機を抽出してインパールへの空輸に振り向けたが、なおも不足していた。しかし、インパールが孤立すると、連合軍はアメリカ、イギリス両軍のC-47を中心とする輸送機を動員して大量の人員や物資をインパールまで空輸したため、インパールの混乱は程なく収まり、逆に防備は加速度的に強化されていった。インパール近郊の本格的なパレル飛行場が酷使による滑走路破損や日本軍のコマンド攻撃で使用不能になったため、インパールに設置された仮設滑走路が頼みの綱であって、輸送量は十分ではなかったが、インパールの第4軍団は食糧を定量の2/3に減らし、また市街に残っていた非戦闘員43,000人を空路で脱出させるなどしてしのいだ。その後、イギリス空軍の輸送司令部の改編が効果を上げたことで、第4軍団への補給不足は解消された。

#### インパールへの最接近
第15師団は第60連隊は、先の本多部隊のミッション攻略に加えて、4月7日にはインパールの北15キロメートルのカングラトンビを攻略、第51連隊（連隊長：尾元久雄大佐）も幹線道路が眼下に望める展望点に達し、第15師団の各部隊は全部隊が目標地点に進出した。苦戦する第33師団をしり目に、4月7日には決死隊を編成してインパールへの侵入を計画するほどの順調な進撃であった。そして、4月11日には第51連隊第3大隊の兵士が、イギリス軍が強固な陣地を構築していたヌンシグム高地（日本軍呼称：3833高地）の北側斜面まで到達し、激戦のうえに攻略した。そこからはインパールまでわずか10kmの距離であり、高地からはインパール平原を一望のもとに見下ろせて、インパール近郊の飛行場を発着する航空機や、街へ続く道路と朝日に黄金に輝く王宮の様な建物の屋根も見ることができた。その光景を見た第3大隊の兵士は、ついにインパールの「指呼の間」に迫ったと士気があがった。
第15師団は他師団よりも厳しい山岳地帯を踏破してきたことに加え、イギリス軍の日本軍戦力過小評価によって、進撃路に少数のイギリス軍部隊しか配置されておらず、殆ど戦闘もなく進軍できたことが順調な進撃の要因となった。しかし、第15師団の進撃はここまでで、予想外の日本軍の進撃に混乱したイギリス軍であったが、最高司令官スリムは日本軍の戦法を研究し、日本軍が得意の夜襲でイギリス軍の制高拠点を占領し、そこに機関銃座を設置して日中はその機関銃射撃でイギリス軍を制圧するという戦術に対して、スリムはイギリス軍が圧倒的に勝っている砲兵、戦車、航空機によって、日が明るいうちに距離をとって徹底的に叩くというヨーロッパ戦線型の戦術を導入した。この戦術導入以降は日本軍が稜線に姿を現すと、徹底した砲爆撃が浴びせられるため、日本軍は日中にイギリス軍に発見されないように山の反対斜面に息をひそめて隠れる以外に手はなく、時折、平地上に日本兵が姿を現すと、イギリス軍戦車対日本軍歩兵の肉弾戦闘が繰り返されて、対戦車火力に乏しい第15師団兵士は消耗を重ねていった。ヌンシグム高地を攻略し、インパールの「指呼の間」に迫った第51連隊第3大隊も、戦車を伴ったイギリス軍に反撃され、3日間飲まず食わずで戦ったが高地から撃退されている。
防戦一方となった第15師団は25日分の食料しか携行していなかったうえ、第15軍からの補給は一切なく飢餓に苦しめられることとなった。物資が欠乏した各部隊は相次いで補給を求めたが、牟田口の第15軍司令部は「これから送るから進撃せよ」「糧は敵に求めよ」と電文を返していたとされる。追い詰められた日本兵は皮肉にもイギリス軍輸送機の投下した物資（「チャーチル給与」と呼ばれた）を拾って飢えをしのいだため、この物資を拾う決死隊が組織される有様となっていた。イギリス軍の携行食糧はすべて缶詰になっていて、1個の缶詰のなかに朝昼晩3食分の包みが入っていた。そのなかで朝食は乾パン、チーズ、粉ミルク、コーヒー、角砂糖、チョコレートに煙草まで入っていたという。夕食用には、これまで日本兵が見たことすらないコンビーフやベーコンといった栄養たっぷりのレーションも入っていた。また、そのメニューも白人用、インド人用、グルカ人用と何種類か作られており、日本軍の乾パンと金平糖だけの携行食糧とは雲泥の差で、兵士たちはチャーチル給与に舌鼓を打ちながらも、物量と質の違いを思い知らされて「これでは戦さも勝てない」と思い知らされている。

#### イギリス軍の誤算

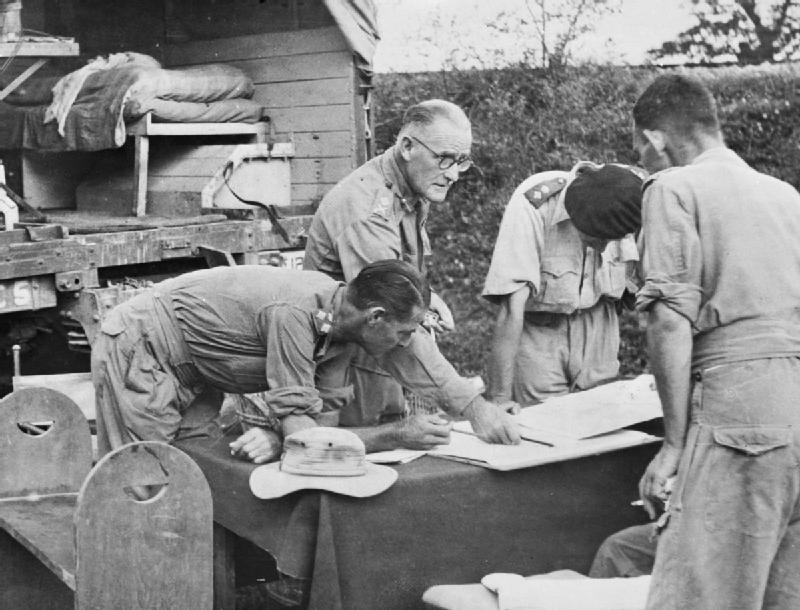
インパール作戦緒戦で第33師団に包囲された第17インド軽師団司令部、中央の眼鏡をかけた人物が師団長の「パンチ男」ことデービッド・コーワン少将

第15軍はスリムの予想より1週間も早く進撃を開始しチンドウィン川を渡河した。スリムは慌てて、当初計画通り第17インド軽師団と第20インド歩兵師団のインパール平原への撤退に加え、第二次アキャブ作戦で第55師団に足止めされている第5インド歩兵師団と第7インド歩兵師団のインパール方面への転用、第33軍団の第2師団、第50インド戦車旅団、第50インド空挺旅団の戦線投入を命じた。しかし、各部隊の移動はスリムの命令通りにはいかず、第17インド軽師団は、軍司令官のスクーンズの命令による撤退中に、第33師団に捕捉されて包囲されてしまい、スクーンズは数少ない予備戦力を救援に派遣せざるをえなくなった。また、戦場に投入された第50インド空挺旅団も、第31師団の宮崎繁三郎少将率いる宮崎支隊に包囲されて大損害を被っている。（詳細は#サンジャック前哨戦で後述）
アキャブ方面の第5インド歩兵師団と第7インド歩兵師団は、第55師団の激しい抵抗で足止めされており、なかなかインパール方面に移動することができずにいた。そして第17インド軽師団はどうにか日本軍の包囲から脱出したものの、少なくない損害を被ってしまった。スリムは不利な戦況を見て激しく動揺し、対応が後手に回って無用な損害を被ったスクーンズに失望した。また、補給基地ディマプルからコヒマを経由しインパールに通じる道路と鉄道の補給路は、日本軍の進撃による分断を受けやすく「誰がこんなに日本軍向けにビルマを設計したのか？」などと、イギリスが自ら構築した社会インフラに対して八つ当たりしている。しかしスリムは、そのコヒマとディマプルが自分の判断ミスによって危機を迎えつつあることには未だ気が付いていなかった。
そして、このようなビルマにおけるイギリス軍全体の問題を精力的に解決してきた東南アジア連合軍最高指揮官のマウントバッテンは、第15軍侵攻直後にジープから落ちて負傷しており、この大事な時期に4日間も入院することになってしまった。マウントバッテンは退院するとすぐにスリムと面談したが、アキャブ方面の2個師団が移動に手間取っているので、空輸の手配をしてほしいと依頼されると、すぐにアメリカに頼み込んで輸送機ダグラス DC-3「ダコタ」30機を回してもらい、第5インド歩兵師団のインパール方面への空輸を可能としている。しかし、退院したマウントバッテンの耳に入る戦況報告はいずも厳しいものばかりであり、3月25日には戦局の全般的不利を認識し、ロンドンの参謀長委員会に以下の悲観的な戦況報告を打電している。
4月3日にスリムは、中国からビルマをうかがっているアメリカ軍中国ビルマインド戦域指揮官スティルウェルと作戦会議を行ったが、その席では素直に「今後5日ないし10日が危機だ」と戦況の厳しさを吐露し、部隊の移動はマウントバッテンの尽力もあって進みつつあるが、防御陣地の構築にはまだ時間が必要と述べている。しかし、その貴重な時間を第33師団が与えてしまうことになった。

### コヒマの戦い

#### 第31師団の任務

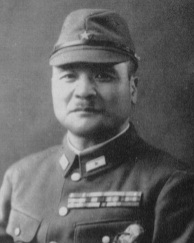
コヒマ攻略を指揮した第31師団歩兵団長宮崎繁三郎少将

コヒマはインパール東方60kmに位置し、東インドの補給基地ディマプルとインパールを結ぶ幹線上にあった。そこで第31師団（烈兵団）は、他の2個師団による主目標インパール攻略の支援をするため、コヒマを攻略してインパールのイギリス軍の増援を遮断し、補給を断ち切ることが命じられた。しかし、牟田口は各師団に最終的な作戦計画が命じられたあとも自分の構想を実現するため積極的に行動しており、緬甸方面軍司令官河辺も同席した第31師団との作戦会議において、第31師団参謀長加藤国治大佐が師団の任務を、｢第31師団はコヒマを攻略した後は、同地を確保して敵のインパールへの動きを一切阻塞する｣と作戦計画通りに述べたところ、牟田口が｢阿呆！なぜ1個師団すべてをコヒマに止めるか。敵はディマプルに向けて逃げるは必定。なぜこれを追わぬか。お前の仕事はこれを捕捉殲滅することではないか｣と叱責している。
第31師団に命じられた作戦計画指導要領には、師団任務として「コヒマ占領後インパール作戦間凱地を確保し、ディマプル方面から予測される敵増援阻止」としており、ディマプルへの侵攻は命じられてなかったが、牟田口は参謀本部や南方軍といった上部組織から認可を受けた作戦計画を逸脱した指示を行ったこととなる。このやり取りを聞いていた河辺は、あくまでも計画通りに作戦を進めようと考えていたが、ここでは敢て牟田口の気勢を削ぐことは避けて否定せず、師団長の佐藤も同様であった。さらに牟田口の越権行為は続き、作戦開始直前には第31師団司令部に参謀長の久野村を派遣し、「コヒマ占領後、引き続きディマプルに突進してもらいたい」と念押ししている。ここでも牟田口の構想が否定されることはなく、のちにこの構想が牟田口による作戦正当化主張の論拠とされることになった。
第31師団の進撃路は標高3,000ｍから5,000ｍの山岳地帯で、師団長の佐藤は20日分の物資は師団の人力でどうにか輸送できるものの、その後は第15軍からの補給が必須と考えており、作戦直前に師団に訪れた軍司令部後方主任参謀を捕まえると、特に補給に対して念押しして、以下の約束をさせた。
1. （チンドウィン河）渡河後、1週間後には日量10トンを後続補給する。
2. 渡河後、25日頃までの間に200トンの弾薬、糧秣を「ウクルル」方面より挺身補給する。
3. 渡河後50日後には「ウクルル」方面より常続補給する。

後に佐藤はこの約束が守られず、補給が受けられなかったことを主な理由として独断撤退を決意するが、作戦開始前には以下の様な訓示を行っており、補給の困難は十分に認識していながら、結局は精神論で押し切ろうとしていたことになる。
また、佐藤は作戦開始前からこの作戦に批判的であったとされるが、表面的には作戦に対する決意は未だ強固なもので、作戦開始3日前の3月12日における師団士官への訓示では「我々がひとたびインドビルマ国境を越えて進撃すれば、インド4億の民衆は、決然として我が方に馳せ参ずる。イギリスの圧政から解放される。これが歴史の必然というものである」「諸君は将校である。そこでわたしはこの際、はっきり諸君に言っておこう。奇蹟が起こらないかぎり諸君の生命は、この作戦で捨ててもらうことになろう。敵弾にたおれるばかりでなく、大部分のものはアラカンの山中で、餓死することも覚悟してもらわなければならない」という厳しいものであり、さらに翌日には師団会報で「各自、帯革に自殺縄を縛着しおくものととする」という佐藤の指示が全師団に伝達されたため、歩兵第58連隊を主力とする第31歩兵団の団長宮崎繁三郎少将は、「そのこと（部下に死を覚悟させること）を上級者が要求してはいけない。甘えである。どんなことがあっても、自分の力で、そうさせないように努力するのが軍隊指揮官じゃないのか？」と非難の気持ちを抱いている。

#### サンジャック前哨戦
佐藤は指揮下の部隊を3つに分けると3方面からコヒマに向かって進撃することとし、先行する第33師団の7日後の3月15日にチンドウィン河を渡河した。第31師団の中で左翼を進むのは宮崎が率いる第31歩兵団を主力とした宮崎支隊であり、宮崎支隊は補給基地を置く予定のウクルルを攻略したのちにコヒマに向かうこととなっていた。宮崎支隊は渡河に成功した3日後の18日にはインド国境を越えて、21日には目標のウクルルに到達した。ウクルルにはイギリス軍1個中隊が守っていたが、宮崎支隊の猛攻に近くの重要基地サンジャックに撤退した。本来であればサンジャックは第15師団の担当地域であり、歩兵第60連隊第9大隊が攻略する予定であったが、宮崎支隊は士気が上がっており、撤退する敵追撃の余勢でそのままサンジャックを攻撃した。
しかし、サンジャックには砲兵を有する、第50インド空挺旅団の3個大隊弱が防衛しており、一方で宮崎支隊の火砲は連隊砲がたった1門で、火力不足は明らかであり、22日～24日の攻撃はいずれも撃退された。やがて歩兵第60連隊第9大隊もサンジャックに到達したが、宮崎は「軍旗の名誉にかけても必ず攻略する」として支援を断った。それを聞いた第60連隊の兵士たちは「助太刀無用とは、何たるいいぐさか」と激昂したが、結局は連隊長松村弘大佐の命令により一部の部隊が攻撃に参加した。
宮崎支隊は第60連隊の支援を受けて26日に3回目の夜襲を行い、ようやく27日の未明にサンジャックを攻略した。宮崎支隊は499人の死傷者を被り、この損害と攻略に要した1週間の時間はのちのコヒマの攻防戦に影響を及ぼすこととなったが、戦力の低下については鹵獲武器を使用し装備を強化することである程度の補充できた。ここで宮崎支隊が鹵獲したイギリス軍装備は、10cm榴弾砲3門、迫撃砲50門、ジープ40台以上、無線機50台と大量の小火器であり、宮崎支隊はイギリス軍の兵器で再装備を行っている。宮崎はこの後も牟田口の構想通りにイギリス軍の物資や食料を奪取し、友軍からの補給をあてにしなかった。一方でイギリス軍も将校40人、兵士582人の死傷者と100人の捕虜の大きな人的損失を被って、第50インド空挺旅団は壊滅的損害を被り、後方への撤退を余儀なくされた。

#### コヒマ突入

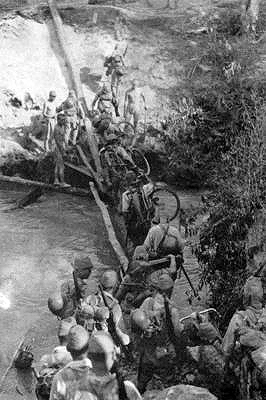
コヒマに向かって進軍する第31師団兵士

サンジャックで寄り道した宮崎支隊であったが、その後は得意の強行軍で1,500mから2,000m級の稜線を踏破してコヒマに迫っていった。日本の山地とは全く異なる峻険な光景に恐怖感を覚える兵士も少なくなかったが、宮崎は部下将兵に「山頂涼風、渓谷清流」との題目を言って聞かせ恐怖感を和らげた。宮崎支隊は4月3日にコヒマ手前のマオソンサンに到達し周囲を偵察するとイギリス軍が相当動揺している様子が見えたため、攻撃の好機と考えて師団長の佐藤に単独攻略の許可をとった。
イギリス軍はコヒマに日本軍が達するのを2週間後と考えており、戦力をあまり置いておらず、1個旅団より少ない2,500人がいただけで、そのうち1,000人は非戦闘部門の人員であった。宮崎支隊は4月5日の夜にコヒマ市内に突入、全くの奇襲となったため、イギリス軍は殆ど抵抗することもなく退却し、その日のうちにコヒマは占領された。宮崎支隊の進軍速度は司令官スリムの想定を遥かに超え「日本軍は想像よりも2週間も早くコヒマに現れた」と驚愕させられており、イギリス軍は慌てて撤退したため、奪取した新築されたばかりのイギリス軍の師団司令部は塗りたてのニスの匂いが充満し、窓際にはお祝いの赤い花が咲いている立派な花瓶がそのまま残されていた。コヒマの倉庫には、大量の食料や武器弾薬などの物資と燃料があふれており、そのまま宮崎支隊に鹵獲された。コヒマの占領は第15軍や方面軍を喜ばせ、早くも4月8日には「我が新鋭部隊はインド国民軍とともに、4月6日早朝、インパール、ディマプル道上の要衝コヒマを攻略せり」と大本営が発表した。コヒマから退却したイギリス軍は、その対面にある高地に陣地を構築して立て籠ったが（コヒマ三叉路高地）、この後、これらの陣地を巡っての攻防が繰り広げられることとなる。

#### ディマプルの危機

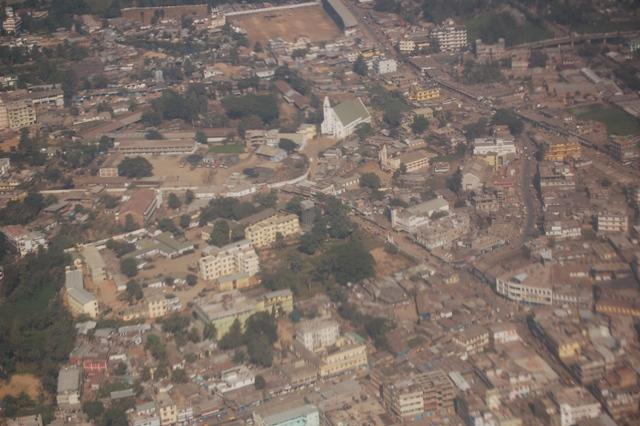
ディマプル市街（2006年）

コヒマ攻略の報告を受けた牟田口は、これまで抱き続けてきた壮大な構想であったアッサム州進攻への扉が開いたと考え、佐藤に対して作戦計画にはなかった師団主力によるディマプルへの進撃を命じた。牟田口はこれまでの戦況報告から、ディマプルが殆ど無防備であることや、そこに大量の物資が貯蔵されており、それを分捕れば、牟田口のインパール作戦の基本方針であった、食料や弾薬などの物資補給は“敵の糧によること”が実現できることを、これまでの経験から嗅ぎ取っており、第15軍の補給問題が解決すると同時に、ビルマの連合軍の補給網をズタズタにし、戦況を大きく有利にできるものと考えていた。これは緬甸方面軍の方針に反するものであったが、牟田口はこれまで自分の構想に反論がなかったことや、優柔不断な河辺の態度から「そのときになれば、方面軍も必ず同意する」と軽く考え、この命令は認められるとたかをくくっていた。しかし、牟田口の命令を知った緬甸方面軍は「悪い予感が的中した」と考えて、河辺は牟田口に対して即座に「追撃中止」の命令を出した。牟田口は予想外の河辺の命令に憤り「佐藤がたった1か月ディマプルを抑えるだけで、インパールは手中にできる」と強弁したが、河辺の思考は硬直的で変わらず、牟田口は河辺の消極性を呪いながらも、渋々と佐藤にディマプル進撃命令取り消しを打電した。コヒマを攻略した宮崎は、鹵獲したイギリス軍の車輌から2台を佐藤の師団長車として準備して、ディマプルへの進撃命令を待っていたが、佐藤からの命令はついに下されることはなく、宮崎は戦後に至るまでの長い間｢佐藤師団長はなぜ動かなかったか｣との疑問を抱き続けることになる。
ディマプルはベンガル・アッサム鉄道とコヒマ・インパールを結ぶ道路の結節点で、補給物資の集積所になっており、インド・ビルマ国境付近のイギリス軍のみならず、中国からビルマをうかがっていたステルウェル率いるアメリカ陸軍とアメリカ式装備の中国軍の補給拠点となっており、常に大量の補給物資が貯蔵されていた。その重要な補給拠点で交通の要衝であるディマプルを日本軍に奪われれば、インドからビルマに補給物資を輸送する鉄道を切断されることとなり、インドからの鉄道補給に頼っているビルマ全域の連合軍への補給が滞る可能性が大きかった。それを補う手段は、大量の輸送機による空輸しかないが、いくら豊富な物量を誇る連合軍とは言え、ビルマ戦域全域の補給を支える数の輸送機があるはずもなかった。従って、牟田口の読み通り、ディマプルの失陥はビルマ全体の戦況に大きな影響を及ぼす懸念があった。そのような重要拠点であったディマプルであったが、第14軍司令官スリムはコヒマに侵攻してくる日本軍の規模と時期を読み違えていたため、戦力を分散させており、ディマプルにはまともな守備隊を配置していなかった。
4月1日にようやく第2師団の先遣隊が到着したが、街は混乱しており、多くの住民が着の身着のままで街を逃げ出そうとしており、長い難民の列ができていた。街の中にいた後方部隊の兵士が塹壕掘って迎撃準備を続けており、酒保には誰もおらず、大量に積み上げられているチョコレートでもウィスキーでも取り放題となっていた。後方部隊は混乱していたが、それを増長させていたのは兵士よりむしろ士官であって、まともに戦闘訓練も受けておらず、また戦闘用の装備も不十分であったため、士官たちは悲しそうに「俺はここに戦闘するために来たんじゃないんだ」と誰にも聞こえる声で嘆いていた。先遣隊指揮官であったビクター・ホーキンズ准将はそのようなディマプルの状況を見て途方に暮れている。
第31師団がコヒマに現れて以降、イギリス軍は第31師団がコヒマに固執せず、ディマプルに侵攻することをもっとも恐れていた。そのため、第31師団がイギリス軍の想定以上の戦力とスピードでコヒマに現れたのは完全な奇襲となっており、極東戦域を統括していたイギリス第11軍集団司令官ジョージ・ギファード中将は慌てて、上官の東南アジア連合軍最高指揮官マウントバッテンに｢一旦後方のカルカッタ方面まで下がって後図を策してみては｣という進言を行なっている。
スリムは地元の原住民ナガ族などから、日本軍が「4月10日にディマプルを攻撃する」という情報をつかんでおり、「破局だ。そして、いずれの事態も容易に想像できる」と戦線の崩壊を覚悟し、慌てて、第2師団を順次鉄道で送り込むと共に、機械化部隊を輸送機によってディマプルに移動させたが、結局第31師団はコヒマに止まったため、ギファードやスリムたちの懸念は杞憂に終わり。不十分な兵力と混乱の中で戦うことを避けられたホーキンスも神の恩恵に感謝した。
スリムは、ディマプルで立ち止まり、自分の最大のピンチ（日本軍にとってはチャンス）を図らずも救ってくれたのは佐藤の不作為によるものと考えており、戦後にその回想記で、インパール作戦を指揮した将官のなかでもっとも佐藤のことを酷評している。
佐藤に対しては 第33軍団司令官モンタギュー・ストップフォード中将もまた、｢イギリス空軍が佐藤の本部を爆撃しないように待命させた。それはもし佐藤が殺されて、もっと利巧な者が佐藤の代わりになって来られたら困るからだ｣というスリムと同じようなエピソードを、戦後のイギリス軍ビルマ作戦関係者のディナーパーティーで披露したという。スリムはさらに、当初の作戦計画に拘り、牟田口に命令を撤回させた河辺に対しても、作戦の硬直性を招いたとして以下の様な批判を行っている。
このスリムの評価は「日本軍指導者の根本的な欠陥は､道徳的勇気の欠如であった。自分たちが間違いを犯したことを認める勇気がないのである」などと意訳され、インパール作戦やビルマ作戦全体への批判のように言われることもあるが、あくまでもディマプル侵攻に対する河辺の作戦指導を念頭に置いた評価である。
スリムの評価と同様に、この時点で多くのイギリス軍関係者が第31師団によってディマプルは攻略可能であったと判断していた。真っ先にこのことについて指摘したのが、父親スティルウェルの下でアメリカ陸軍中国ビルマ戦域司令部参謀としてビルマ作戦に従軍したジョセフ・スティルウェル・ジュニア中佐で、終戦の翌年1946年に来日すると、日本軍ビルマ作戦関係者に「なぜディマプルを攻めなかったのか？」という疑問を呈し、そのときのイギリス軍の狼狽ぶりを以下の様に述べている。
ウスターシャー連隊士官としてコヒマの戦いに従軍し、戦後にイギリス陸軍と日本側からも防衛大学校やインパール戦従軍者からの全面的な協力で、戦記「コヒマ」を執筆した歴史家アーサー・スウインソンも、コヒマ攻略の時点ではワーテルローの戦いのときと同様に勝敗の行方は未だ判らなかったとし、ディマプル侵攻を止めた河辺よりも牟田口の方が正しかったと記述している。さらに「サトウの洞察力、掌握力、兵運用の練達さがもうひと回り大きかったら」「サトウが1個連隊をディマプルに向けていたら、そこでディマプル基地を奪取し、鉄道を破壊していたならば、事態はもっとうまく運ばれたのではあるまいか」とも記述している。
インパール作戦当時の第4軍団の参謀アーサー・バーカー中佐（最終軍歴は大佐）も「もし佐藤中将がコヒマに牽制部隊を残して、そのままディマプル方面に主力を進めれば、彼はストップフォード中将率いるイギリス軍第33軍団が防御しうる前に、アッサム州に進攻することができた」と述べている。そして、スウィンソンとバーカーも牟田口に命令を撤回させた河辺の硬直性についても批判しており、スウィンソンは「彼（河辺）にとって成功、不成功というよりも、忠実に司令通りに戦いが進められることの方が大切だった」と批判し、バーカーも、スリムやストップフォードといった、インパール作戦に従軍したイギリス軍指揮官たちと長時間に渡って議論を重ねた結果として、河辺を｢融通のきかない人物であった｣と評している。
実際に第31師団にディマプルを攻略できたかについては、既述の通り連合軍側は肯定的に評価しているのに対して、日本側は否定的悲観的に評価する傾向が強い。戦史叢書では、編者である元緬甸方面軍参謀不破博の見解として、この後のコヒマ攻防戦の展開から見れば、たとえ第31師団が牟田口の命令通りディマプルに侵攻したとしても、その攻略は困難であったとしている。同様に元緬甸方面軍参謀後勝も、宮崎支隊がコヒマを攻略したといっても、部落を占拠しただけで、周囲の高地には頑強な敵が陣地を構築していたうえ、宮崎支隊の糧食は4月5日には枯渇していて現地徴発に頼っており攻勢限界点に達していたが、牟田口はその実状を把握していなかったに過ぎないと断じている。また近年においても、2002年（平成14年）に日本とイギリスの研究者を集めて開催された、防衛省防衛研究所主催の戦争史研究国際フォーラムにおいて、防衛研究所戦史部主任研究官の荒川憲一1等陸佐が、イギリス側は第31師団を過大評価しており、宮崎支隊は携行してきた物資も底を尽きかけてディマプル攻略は困難であったと指摘している。しかし、当事者の宮崎は、コヒマ攻略時点の携行物資について｢当初3週間分準備していたが少しも減らさずそのまま持っていた｣｢兵器や弾薬は鹵獲したものを利用し備蓄も充分だった｣｢ディマプルへの進撃は、一部をコヒマに残置し、主力は山の斜面を通過すれば、容易に急追できる状態にあった｣と述べ、既述の通り、コヒマ攻略直後に佐藤がディマプルへの進撃を命じなかったことをずっと疑問に思っており、戦後になって、この時のことを振り返って牟田口に対し「本当に惜しいことをしましたな」と話していた。
そして牟田口も、戦後暫く経って当時のイギリス軍側の見解や状況を知ると、ディマプル攻略は可能であったと考えるようになった。雑誌「丸」で作家山岡荘八と対談した牟田口は「せっかくコヒマをとってディマプルに行けということを命令していたのにもかかわらず、河辺さんがとめた。撤回を命じた。その撤回を命じた時期は本当に唯一の勝機だったのです」とも述べている。しかしこの牟田口の主張は、牟田口に批判的な者たちからは自己弁護しているとの激しいバッシングを浴びることになった。（詳細は#戦後で後述）

#### テニスコートの戦い

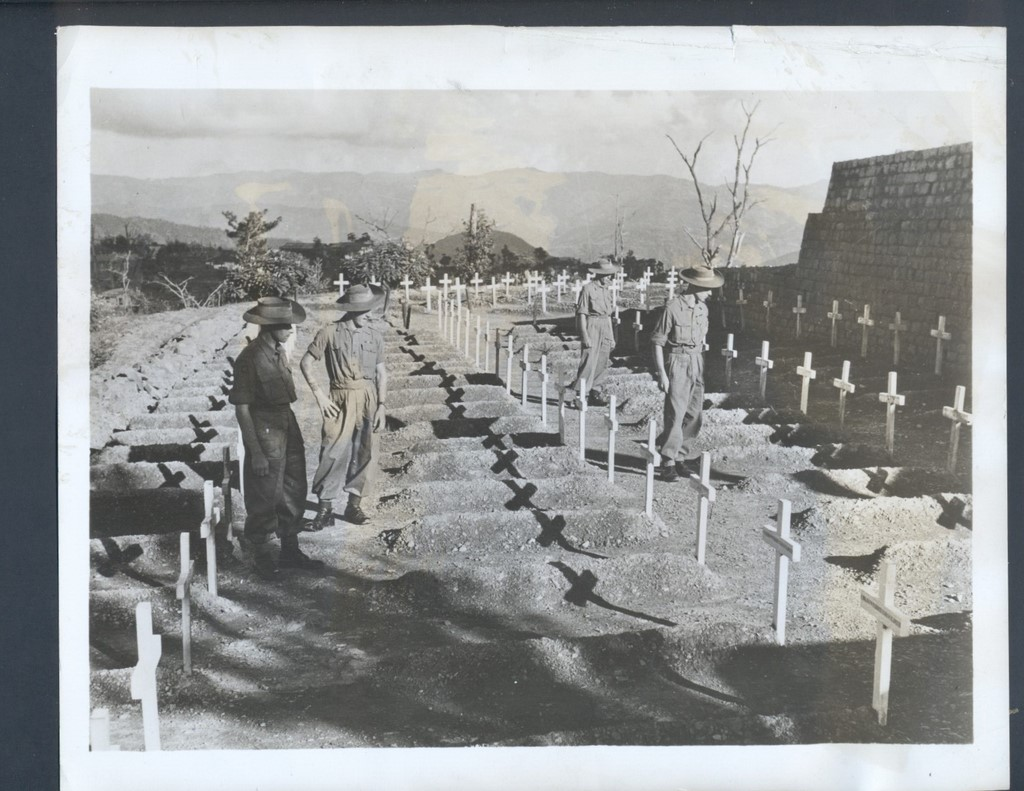
コヒマで戦死したイギリス軍兵士の墓

宮崎支隊の奇襲でコヒマ市街からあっさりと退却したイギリス軍であったが、その対面にある高地に陣地を構築して立て籠った。インパールに続く幹線道路はこの高地群に沿って走っており、これらを攻略しなければインパール＝コヒマ間を完全に遮断したことにはならなかった。宮崎はその高地群に、イヌ、サル、ウシ、ウマ、ヤギ、ネコと名前を付け、攻略のために攻撃を繰り返し、このあとは2か月にわたって陣地攻防戦が続くことになった。特に激戦となったのが、宮崎がイヌと呼称した、インド省副長官チャールズ・ポージーのバンガローにあったテニスコートを含む狭い地域で、のちにテニスコートの戦い（日本側呼称：コヒマ三叉路高地の戦い）とも呼ばれることになった。
第31師団に虚をつかれた形となったスリムは、コヒマに向かわせてた第161インド歩兵旅団を慌ててディマプルを守るために戻したが、第31師団がディマプルには来ないと判断すると、再びコヒマに向かわせた。まずは伝統あるクイーンズ・オウン・ロイヤル・ウェスト・ケント連隊の第4大隊と、インド軍アッサム連隊が先行してコヒマ三叉路高地のイギリス陣地に到着し、守りを固めて宮崎支隊の猛攻に激しく抵抗した。イギリス軍の防衛体制が強化されると、これまで圧倒的な強さを誇ってきた宮崎支隊も、イギリス軍陣地攻略に手間取ることとなった。イギリス兵は昨年の第一次アキャブ作戦で投降した友軍兵士が日本軍によって虐殺されたことを知っており、攻撃前に「GIVE UP（投降しろ）」と英語で呼びかけてくる日本軍に対し、投降するどころか却って闘志を燃やして激しく抵抗した。クイーンズ・オウン・ロイヤル・ウェスト・ケント連隊第4大隊長B中隊長はそのときの想いを「彼らは人として当然尊重されるべきいかなる権利も無視しており、我々は彼らを根絶すべき害獣と見なしていた。我々は壁を背にしており、この命をできるだけ高く売りつける覚悟だった」と振り返っており、日本軍が侮っていたような弱兵ではなかった。
宮崎支隊は鹵獲した迫撃砲も使用して、イギリス軍各陣地に猛攻をかけた。さらにイギリス軍守備隊には4月7日にインド軍ラージプート連隊も加わって強化されていた。イギリス軍は手持ちの輸送機をかき集めて、連日に渡って大量の補給物資を空中から投下し続けた。そのため、イギリス軍の陣地は加速度的に強化されて、宮崎支隊は攻撃のたびに損害続出したが、イギリス軍も損害を被りながらじりじりと撤退を続け、残るはイヌ陣地のみとなり、4月8日、ついにはテニスコート付近の狭い一角まで押しやられることになった。宮崎支隊の猛攻でイギリス軍は唯一の水源まで奪われたため、やむなくイギリス軍輸送機が地上すれすれを飛行して飲料水が入った金属製の5ガロン缶を投下し続けた。このようにコヒマのイギリス軍はいま一押しで崩壊寸前まで追い込まれていたが、ここにきてようやく、第2師団と第161インド歩兵旅団主力がディマプルに向かい、また第二次アキャブ作戦で戦った第5インド歩兵師団と第7インド歩兵師団などの増援が続々とディマプルに到着しつつあり、コヒマに向かおうとしていた。
宮崎も時間が経てば経つほどイギリス軍が強化されることを認識していたので、追い詰めたイギリス軍守備隊に4月9日から4月10日にかけて30分おきに攻撃を繰り返し、イギリス兵を休ませなかった。塹壕には両軍の死傷者があふれ、数ヤードしか離れていない前線では両軍ともに弾丸を撃ち尽くしてしまったので、最後は大量の手榴弾を投げ合うほどの接近戦となり、あと一歩でイギリス軍守備隊を撃破するところまで追いつめた。のちにこの時の戦いの様子を東南アジア司令部(SEAC)の広報官が「バンガローのテニスコートで手榴弾投げの試合が行われた」とユーモアを交えて公表している。なお、この日の戦いでイギリスの億万長者でブリストル海峡上にあるランディ島の所有者でもあったマーティン・コールズ・ハーマンの子息ジョン ハーマンが戦死している。宮崎は常に最前線の蛸壺壕を司令部として直接部隊を指揮した。宮崎のモットーは「指揮官は命令を出しっぱなしにしてはならぬ」であり、一度として指示を取り消したこともなければ、また実現不可能な不十分な命令を出したこともなく、部下将兵は宮崎の指揮に一点の疑いも持たずに戦い続けた。

#### 佐藤師団長軍命令拒否
牟田口は「インパールは4月29日の天長節までには必ず攻略してご覧にいれます」と約束していたが、軍主力によるインパール方面の攻勢が停滞しており、その前途に不安を抱いていた。そこで牟田口は第31師団の宮崎支隊歩兵3個大隊と山砲1個大隊をコヒマからインパールに転用し第15師団の指揮下に入れて、4月21日に3方面からインパールに進攻して一気に攻略する作戦を立て、4月17日に牟田口は第31師団長の佐藤に以下の通り宮崎支隊のインパール正面への兵力転用を命じた。
1. 天長節マデニインパールヲ攻略セントス。
2. 宮崎繁三郎少将ノ指揮スル山砲大隊ト歩兵3個大隊ヲインパール正面ニ転進セシム。
3. 兵力ノ移動ハ捕獲シタ自動車ニヨルベシ。

この命令を受けた佐藤は動揺した。佐藤は作戦開始前に第15軍司令部とかわした補給の約束が全く守られないことに怒りを覚えていたのに加えて、前面のイギリス軍が日を追うごとに強化されており損害続出であった状況での戦力転用命令に「師団を徒死させるつもりか」とさらに憤りを募らせることとなった。動揺した佐藤であったが、それでもまずは軍命令通り宮崎に転進させる命令を出し、師団主力はコヒマで防衛体制に移行することとしたが、これまでの牟田口に対する不信感や第15軍司令部に対する憤りもあって決心がつかず、軍司令部からの督促に対して「明日出発さす」などと回答をはぐらかし、なかなか宮崎支隊へ出発の命令を出さなかった。そしてついに、4月21日には宮崎に転進取り消しの命令を出し、軍司令部には「当師団より兵力を抽出するのは不可能になれり」と打電し、公然と軍命令を拒否した。
佐藤より兵力転用拒否されると牟田口は困惑した。この時点でコヒマの最前線で戦っているのは宮崎支隊だけで、佐藤はコヒマにすら入っておらず、師団主力もコヒマの東方にあって戦闘には加わってなかった。そのため牟田口は命令実行可能とも考えたが、やむなく天長節の4月29日に宮崎支隊の転用中止を決定し「天長節までにインパールを」という牟田口の約束は達成不可能となった。ここで牟田口と佐藤は完全に決裂、作戦開始前は強固であった佐藤の決意も、牟田口や第15軍司令部に対する不信感で完全に揺らいでおり、今後、佐藤は第15軍を相手にせず、第31師団の任務を最低限に止めて出来得る限り消耗を避けることとし、「今後は師団長独自の考えで行動する」と第15軍の命令を将来にわたって無視することを決めた。

#### イギリス軍反撃

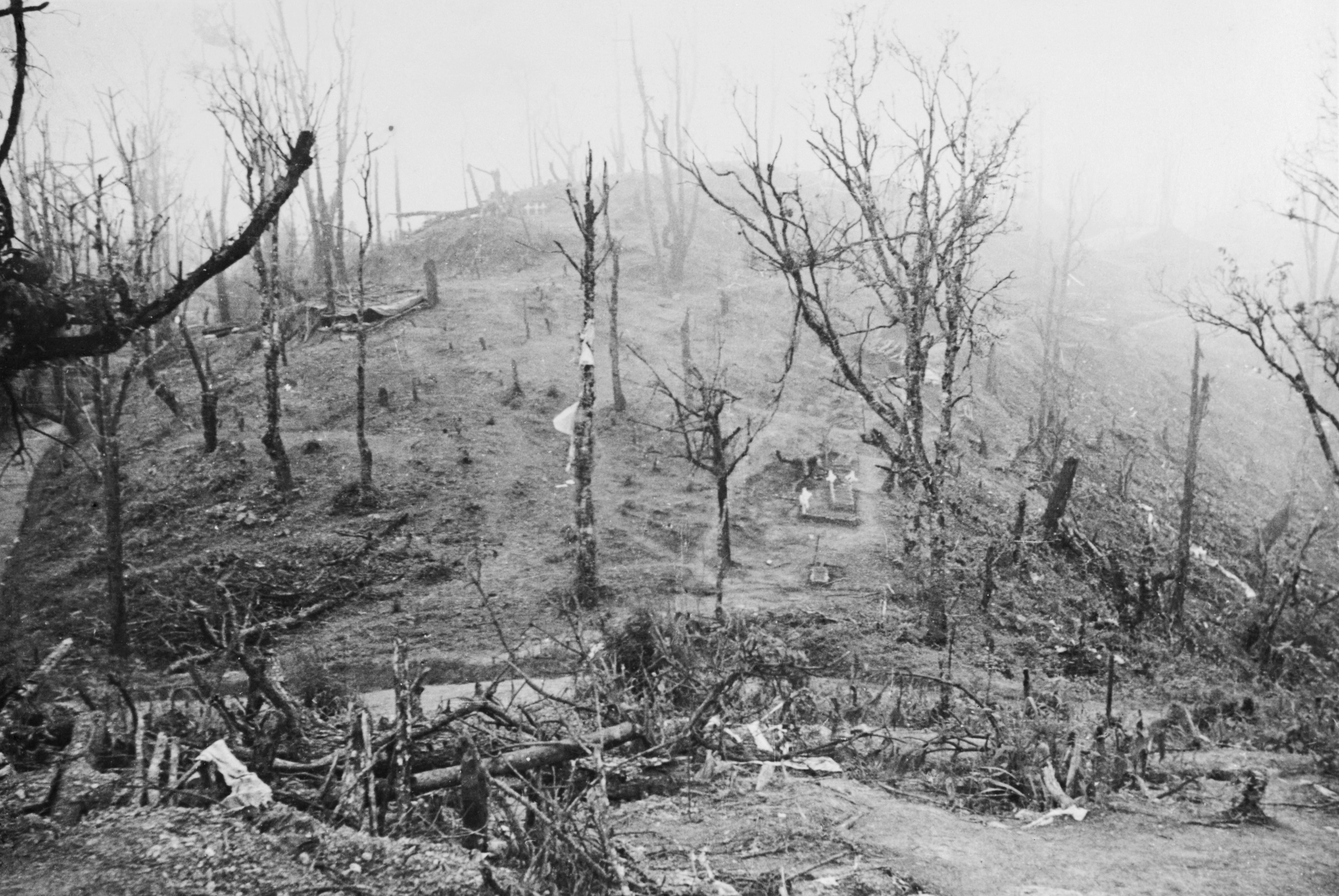
激戦によって禿山と化したコヒマ三叉路近くの高地、イギリス軍から「ガソリン・ヒル」と名付けられた。

インパールへの転用をめぐって牟田口と佐藤がもめている間もコヒマでは激戦が続いていたが、イギリス軍増援部隊が次々と到着、戦場に到着した王立砲兵隊の野砲が宮崎支隊を射程内に収めており、連日激しい砲撃を浴びせていた。この頃すでにディマプルよりコヒマに急行していた第2師団と第161インド旅団主力が幹線道路を封鎖していた第31師団の部隊を撃破しながら進撃中で、コヒマに到達するのは時間に問題となっており、イギリス軍守備隊の士気は著しく向上していた。宮崎支隊が確保していたコヒマは、約800戸の家屋に3,000人が居住する小さな街であったが、イギリス軍の激しい砲撃でたちまち瓦礫の山と化してしまった。街中の建物の中にいる方が危険なので、宮崎支隊兵士は街の外に塹壕を掘削して生活していた。航空機による銃爆撃も激しかったが、コヒマ上空の制空権は完全にイギリス軍に握られており、第31師団がコヒマで苦闘している間、友軍航空機による支援はたったの1回であった。（詳細は#1944年4月で後述）
その後もイギリス軍の砲撃は激しさを増すばかりであり、1日10,000発が宮崎支隊の陣地に撃ち込まれたが、宮崎は敵陣地攻略を諦めておらず、4月18日にテニスコート一帯に夜襲をかけた。この夜襲は成功して、イギリス軍は多くの死傷者を出して撤退したが、夜が明けてイギリス軍の猛砲撃で撃退された、宮崎支隊の最後の攻勢は4月23日の夜襲となった。宮崎支隊は第138連隊の残存を部隊に加えると、砲弾が残りわずかとなった山砲の支援を受けてイギリス軍陣地に夜襲をかけた。しかし、鹵獲していた大量の燃料が誘爆して辺りが明るくなってしまったため、夜襲はイギリス軍に丸見えとなってしまい、正確な砲撃を浴びせられて多数の死傷者を出して撃退された。この一連の激しい接近戦は、のちにアメリカの著名な歴史家・軍事史家ウィリアムソン・マーレーやアラン・R・ミレットから「第二次世界大戦のどこでも、東部戦線でさえ、戦闘員がこれほどの無分別な野蛮さで戦ったことはなかった」とも評された。
コヒマでの攻守は完全に入れ替わり、イギリス軍陣地を猛攻していた宮崎支隊は陣地に籠っての防衛戦を余儀なくされていた。宮崎支隊はじりじりと後退を続けていたが、イギリス軍は毎日10,000発の野砲の砲撃を宮崎支隊の陣地に撃ち込み、空からは激しい空爆を加えた。そして地上の攻撃には、第149連隊王立機甲部隊のM3 グラント戦車36輌も攻撃に加わった。重装甲のM3 グラントには宮崎支隊が保有していた火砲では効果が薄いため、止む無く指揮官の宮崎が自らコヒマに多数転がっていた空き瓶にガソリンをつめて火炎瓶を自作して前線に届けた。5月6日にM3 グラント隊が宮崎支隊の陣地を攻撃してきたが、宮崎支隊は2人1組の対戦車攻撃班を多数編成して陣地内の蛸壺壕に縦横に展開させており、M3 グラントが近づいてくると蛸壺壕から飛び出して火炎瓶を投げつけた。数個の火炎瓶が命中したM3 グラントからはもうもうたる黒煙と青光りする炎が噴き出し、戦車兵があわててハッチを空けて脱出をはかったが、そこを待ち構えていた日本軍兵士から射殺された。さらにもう1輌も火炎瓶が命中して立ち往生していたが、対戦車攻撃班の兵士が近づき、手榴弾を車内に投げ込んで撃破した。するとたまらずM3 グラント隊は後退を開始し、最前線で指揮していた宮崎は冷静に「無理な追撃はするな」と大声を出して命じたが、対戦車攻撃班長の耳には届かず、さらに斜面を進行するM3 グラントに対戦車攻撃班が攻撃を集中し、攻撃されたM3 グラントは操縦を誤って斜面を転げ落ち、戦車兵は戦車を放棄して逃走してしまった。宮崎支隊の近接攻撃に懲りた第149連隊王立機甲部隊は、戦車の周囲に金網を貼り付けて火炎瓶を防止するとともに、距離をあけて戦車砲を撃ち込んでくるようになったが、コヒマの戦闘で6輌ものM3 グラントを失うこととなった。野砲の砲撃と空襲は激しさを増す一方で、当初はうっそうとした草木で埋め尽くされていた高地がどれも赤肌を露出する禿山と化してしまい、最大の激戦となったテニスコートを含めたイヌ陣地は、草木がほとんど焼失してしまったのでイギリス軍から「ガソリン・ヒル」と呼ばれた。この激戦の報告を受けた総司令官スリムは以下の感想を抱いた。
コヒマ市街を含む一帯はその標高から5120高地と呼ばれたが、特に宮崎支隊の歩兵第58連隊が死守しているアラズラ突出高地は難攻不落を誇っていた。第58連隊の陣地構築があまりにも巧妙であったため、 第2師団師団長ジョン・グローバー少将ら幕僚たちは「日本兵が射撃してくる迄は、まさかそこが日本軍によって占領されているとは思えなかった。異様な塹壕や退避壕、その凄惨さはとても筆が及ぶことろではない」と舌を巻いている。イギリス軍は、5月9日に戦車の進入路を拡大して、火炎放射器を装備したタイプも含めた大量の戦車を伴って攻撃してきた。宮崎はここを死守するつもりであったが、3日間に渡る激戦の末、連隊本部と前線部隊が分断されて包囲殲滅される危険性が高まったため、アラズラ突出高地後方の小川のほとりまで後退を命じた。実に歩兵第58連隊は40日間にも渡ってアラズラ突出高地を守り続け、4,500人の連隊人員のうち約半数が死傷していた。
グローヴァーは、簡単には攻略できない日本軍陣地の頑強さと、死傷者続出による戦力不足に頭を抱えていた。イギリス軍の戦死者の中には第4旅団長ウイリー・ゴーシェン准将も含まれていた。ゴーシェンは5月6日のアラズラ突出高地攻撃を陣頭指揮していたが、先頭で戦っていたヘッダーウイック中佐率いる中隊が宮崎支隊の頑強な抵抗で窮地に陥り、中隊長のヘッダーウイックを含めて全士官が死傷してしまった。そこでゴーシェンの司令部要員が中隊の救出に向かったが、ヘッダーウイックを救出しようとしたゴーシェン付き看護兵が日本兵に狙撃されて戦死したので、次にゴーシェン自らがヘッダーウイックを救出しようとしたが、また日本兵に狙撃された。その一部始終を見ていたノーフォーク連隊の第2大隊長ロバート・スコット中佐が塹壕から飛び出してゴーシェンを助け出したが、スコットの腕の中で息絶えた。この2日後にはゴーシェンの後任のテオバルド准将も別の高地の戦闘中に戦死し、また他の旅団長も1人が戦死しており、5月だけで第2師団は3人もの旅団長の准将が戦死している。激戦のなかでわずかな人数ながら日本兵が投降してきたが、その尋問で、中隊の全将校が戦死して下士官が指揮を執っていることや、飢餓と疫病が蔓延していることなどもわかったが、目の前の日本軍はそんな窮状が感じられないぐらい激しく抵抗しており、グローヴァーは日本軍の執拗さと勇気を強く印象づけられることとなった。
その後歩兵第58連隊は歩兵第124連隊と合流し、稜線に構築されていた陣地に立て籠って、優勢なイギリス軍と戦い続けなければならなかった。第二次アキャブ作戦で第55師団に大損害を与えた第7インド歩兵師団もコヒマに到着し、イギリス軍がチャーチ山とハンター山と名付けた稜線の日本軍陣地に猛攻を加えた。まずは航空機による空爆ののち、火炎放射器や速射砲や迫撃砲などあらゆる武器を携行した兵士が、重砲隊の支援砲撃の下で進撃していったが、まもなく宮崎支隊の猛烈な迫撃砲の砲撃の前に損害が続出して、3回もこの山から突き落とされた。それでもイギリス人士官に率いられたインド兵は、勇敢にも4回目の進撃でようやく山頂に達し、喜んでいたら、うまく隠れていた日本兵の射撃で次々とイギリス人士官が死傷して、またもや撃退された。第7インド歩兵師団長フランク・メサーヴィ少将は、第二次アキャブ作戦で、歩兵第112連隊（善通寺連隊・連隊長：棚橋真作大佐）から師団司令部を襲撃されても、巧く脱出したり、「アドミン・ボックス（円筒形陣地）」で棚橋連隊と戦っていたときも、日本兵の目の前で毎朝犬の散歩を日課にして、棚橋連隊を煽っていたぐらいの勇猛な師団長であったが、そのメサーヴィですら、宮崎支隊の頑強さには舌を巻き、イギリス軍の武器庫にある全ての武器を持ってきても、この堅陣は突破できないと嘆き、宮崎支隊の弾薬とその勇気は無尽蔵だと感じさせられていた。第33軍団司令官のストップフォードとグローヴァーとメサーヴィは作戦協議をしたが、この宮崎支隊のような抵抗が続くのなら、どうやれば幹線道路を打通してインパールを救援できるのか想像もつかなかった。
コヒマを巡る一連の激戦は、後に東南アジア連合軍最高指揮官にマウントバッテンをして「コヒマの戦いは史上最大の戦闘のひとつとして後世に伝えられるだろう」と言わしめている。

### 戦線の膠着

#### ビシェンプール包囲戦

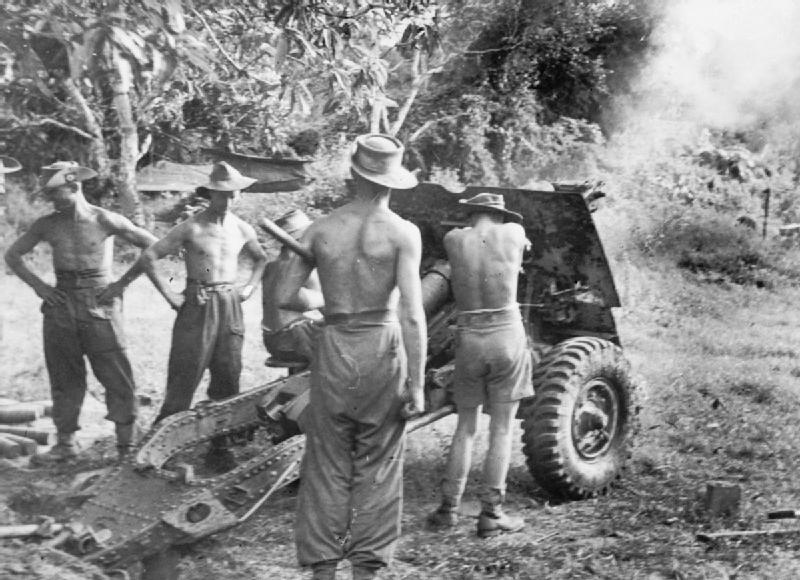
日本軍を砲撃するイギリス軍QF 25ポンド砲

インパール方面においては4月10日頃になってようやく第33師団がインパール盆地の入り口にあるトルボン部落まで進撃してきた。トルボンからインパールまではインパール街道が通じていたが、インパール前面にある都市ビシェンプールの攻略がインパール攻略に不可欠であった。しかし、イギリス軍は第33師団の進撃停滞中の間に、マウントバッテンがアメリカから追加で64機の輸送機増強を取りつけ、続々と兵力と物資をインパールに送り込んで兵力の再配置の目途をつけていたうえ、ビシェンプールに強固な陣地を構築してしまった。さらに、今までの山地戦とは異なり平地での戦いとなるため温存していた戦車の運用が可能となった。4月18日からは「スタミナ作戦」と称した補給強化作戦を開始、1日平均で148トンの物資を補給し続けた。これでもイギリス軍の作戦目標の50％程度の補給量であったが、物資弾薬不足に悩む日本軍とは比較にならない潤沢な補給であり、イギリス軍の防御陣地は加速度的に強化されていった。
4月10日頃から、第33師団主力は先の戦いで第17インド軽師団を取り逃がした歩兵第215連隊と同214連隊に加え、各部隊から戦力を抽出した師団長直轄の部隊でビシェンプール外郭の陣地を攻撃した。しかし、火力に劣る第33師団では外郭陣地であってもなかなか攻略することができず、損害が積み重なっていった。イギリス軍は第33師団の攻撃に呼応して外郭陣地に増援を送り、陣地は日を追って強化されており、もはやインパール盆地全体が、第二次アキャブ作戦やチンディット相手に日本軍が多大な出血を強いられた「円筒陣地」化していた。もっとも強固であった外郭陣地は「森の高地」と名付けられた赤土の禿山であったが、この禿山はビシェンプール内に配置されてあったQF 25ポンド砲を主力とする21門の重砲に支援されており、攻撃した第33師団の兵士は「森の高地」からの観測による正確な砲撃で大損害を被り、何度も撃退された。
それでも第33師団は外郭陣地の至る所で浸透していた。ビシェンプールを防衛していたイギリス軍第20インド歩兵師団第32旅団は、これ以上の日本軍の浸透を許さないためにM3中戦車と歩兵により反撃を行った。4月20日から25日にかけてビシェンプール西方のニントウコン集落に進出してきた日本軍と激戦となったが、4月22日にはイギリス軍はM3中戦車十数両を伴って反撃に転じた。攻撃された第213連隊第2大隊は一式機動四十七粍速射砲を3門配備されており、陣地を構築して待ち構えていたが、戦車砲のつるべ撃ちでたちまち周りの樹木がなぎ倒されて、陣地が丸裸となってしまった。そこで速射砲隊が砲撃を開始、一式機動四十七粍速射砲の貫通力は高く、たちまちM3中戦車5輌を撃破擱座させたが、イギリス軍はビシェンプールから次々と援軍を繰り出して砲撃を浴びせて、善戦する速射砲が1門また1門と撃破されていった。速射砲を失った第2大隊は擲弾筒や手榴弾で対抗し、終日に渡って激戦が続いたが、ついにはイギリス軍は撤退していった。
日本軍からは脅威であったイギリス軍の重砲であったが、ビシェンプール全域を支援するためには圧倒的に数が足らず、その穴埋めを戦車で行っていたが、日本兵による肉薄攻撃で損害を出していた。その損害はイギリス軍の公式戦史によれば「将来憂慮されるほどの損害を受けた」と評され、輸送機による空輸では戦車までは補充できなかったので、その損失は穴埋めできず、大損害を受けたイギリス機甲部隊第150中隊は生き残った戦車を、同じく損害を受けていた第3カラビニア戦車連隊に提供すると戦車兵だけ後方に撤退している。
じりじりと浸透を続ける第33師団であったが、5月18日には歩兵第214連隊本部がビシェンプールを見下ろすヌンガン高地まで達した。同連隊第2大隊はさらにレッドヒルを攻略して、その後500人の大隊が40人になるまでイギリス軍の反撃を耐え抜き、1週間にわたって守り抜いている。5月20日には、第1大隊が夜襲によるビシェンプールへの侵入を試みた。大隊長は44歳の老兵森谷勘十大尉であったが、攻撃開始後すぐに行方不明となってしまったので、第3中隊長松村昌直大尉が代わりに指揮を執って、小雨の降る中、湿地帯から夜陰に紛れてイギリス軍が野営している三叉路上のテントに接近すると、一斉に手榴弾を投擲して軽機関銃を撃ち込んだ。完全な奇襲となったため、乱戦乱闘の白兵戦のなかでイギリス兵はバタバタと倒されたが、大混乱の中で慌てて照明弾を上げたため、かえって動きが丸見えとなって、反撃してきたイギリス軍部隊が日本軍の軽機関銃の斉射で全員撃ち倒されている。松村隊は確保した食糧倉庫から奪った「チャーチル給与」で腹を満たしつつ、夜明けまでに陣地を構築してイギリス軍の反撃を待ち構えたが、イギリス軍は6輌のM3中戦車を伴って反撃してきたため、対戦車兵器を持たない松村隊は一方的に戦車砲で撃ちまくられて多くの死傷者を出した。翌22日は雨が降ったためイギリス軍の反撃はなく、松村はより陣地を強固なものとするため雑木林のなかに円形の陣地を構築させたが、既に380人いた大隊の兵力は130人となっていた。天気も回復した23日にまた戦車を伴ったイギリスが反撃してきた。松村隊は果敢に反撃したが、次々と倒れていき松村も戦車砲の直撃で戦死し、24日に松村隊が占領していたビシェンプールの一画は奪還された。
牟田口は自分に従順な第33師団参謀長の田中を通じて、連隊長の作間に対し速やかなビシェンプール確保を再三に渡って命じており、やむなく作間はビシェンプール再奪還のために部隊を出すこととしたが、その指揮官として連隊作戦主任山守恭大尉が自ら名乗りを上げた。殆ど成功の見込みのない作戦であり、日頃から聡明な山守を目にかけてきた作間はこみあげてくるものを抑えながら「そうか、山守が行ってくれるか」と山守に託した。しかし、山守が率いた戦力は松村隊の生還者などわずか70人足らずであり、イギリス軍陣地を突破できないのは明らかであった。山守隊はビシェンプールに続くインパール道でトラック7～8台の自動車部隊と接触、山守自ら歩哨を片付けるため軍刀を持って近づき歩哨を抜き打ちで斬り倒したが、その光景を他のイギリス兵に発見されて自動小銃で射殺されてしまった。その後残る山守隊とイギリス軍部隊の戦闘となり、山守隊兵士は手榴弾を持ったまま敵中に飛び込んで自爆するなど激しい白兵戦となって、イギリス軍部隊にも大損害を与えたものの殆どが戦死して、ビシェンプールに突入することはできなかった。
やがて、戦力をすりつぶした第33師団主力は攻撃力を喪失し形だけはビシェンプールを包囲して戦況は膠着したが、包囲しているはずの第33師団はイギリス軍の1/5しか戦力はなく、しかもその戦力差は圧倒的な航空機による補給で日を追うごとに拡大していった。この「ビシェンプール包囲戦」はこのあと70日間続くことになった。

#### パレル攻防戦

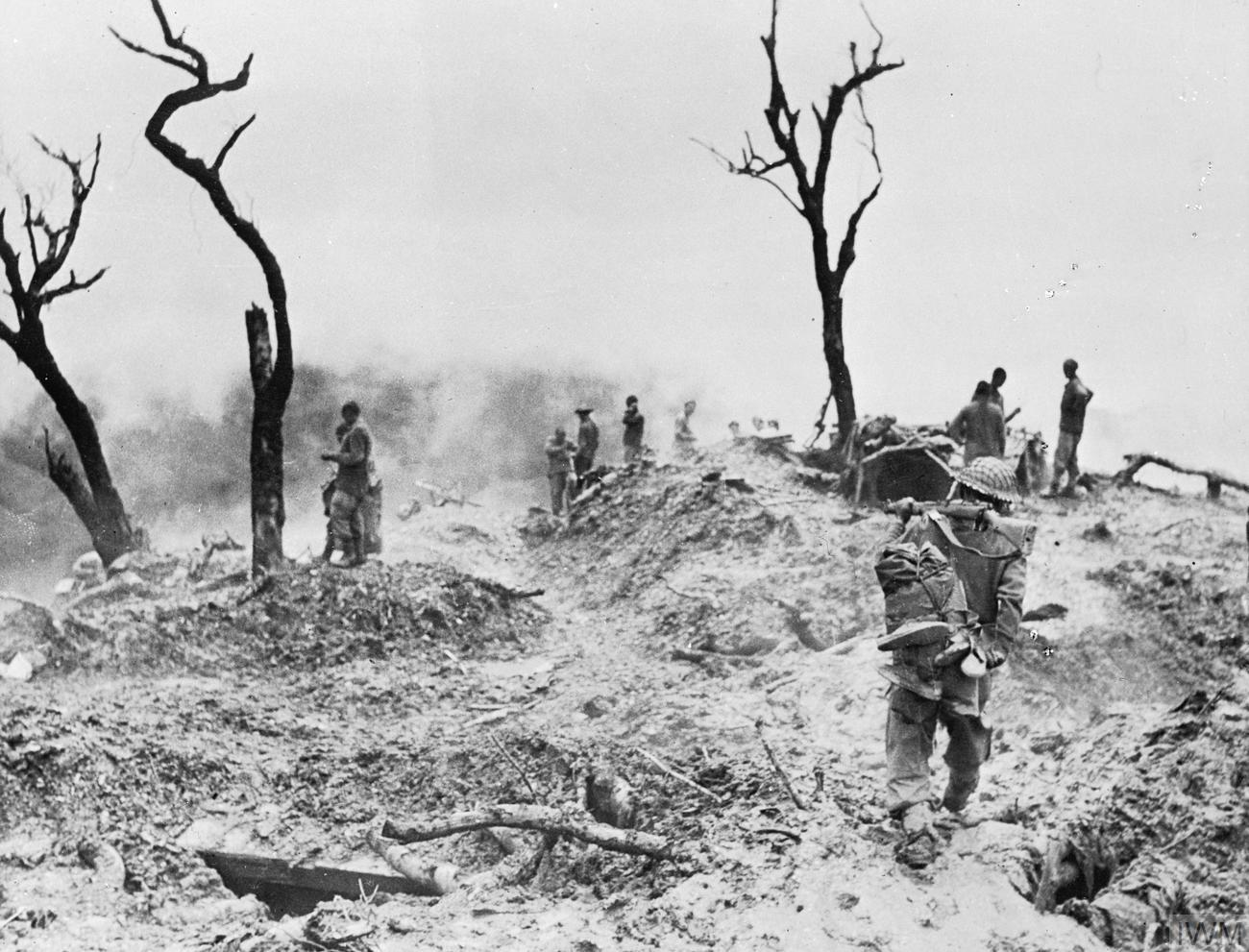
焼き尽くされたパレル近郊の「伊藤山」（日本軍呼称）を行く第10グルカライフル連隊の兵士たち。

第33師団の中で、山本募少将率いる歩兵3個大隊を基幹とする戦力（山本支隊）は、作戦当初は第33師団の右突進隊として国境の街タム,ミャンマーから、インパール近郊で飛行場もある拠点パレルを目指して進撃していた。山本支隊の進撃路は比較的に平坦であったので、歩兵兵力の他に、戦車第14連隊（九七式中戦車、九五式軽戦車、鹵獲M3軽戦車合計30輌）、速射砲1個大隊、山砲1個大隊、野戦重砲1連隊、同1個大隊（九六式十五糎榴弾砲8門、九二式十糎加農砲10門）を伴う、第15軍でもっとも火力を持った部隊であった。山本支隊はウィトックで小部隊を撃破すると、カボウ台地を突進してモーレも攻略した。しかし3月23日になって、第33師団の中央突進隊と左突進隊が第17インド軽師団の包囲戦で苦戦していることを苦々しく思っていた牟田口が、山本支隊の指揮権を師団長の柳田からはく奪し第15軍の直轄部隊とするという強引な命令を下した。第15軍直轄となった山本支隊は、さらに第15師団の歩兵1個大隊を指揮下に入れた上で、パレルの外郭陣地であるデグノパール陣地に達した。テグノパール陣地帯はいくつもの高地で構成され、その高地間は舗装された道路で縦横に連結し、要所要所にコンクリートで作られたトーチカも配置されている強固な陣地となっており、これを見た山本支隊兵士は「これは日露戦争の203高地みたいなものじゃないか、こんなところを攻めていては大変なことになる」という懸念を抱いた。
その懸念は的中し、山本支隊は大苦戦を強いられた。歩兵大隊は勇戦敢闘でどうにか数個の高地を攻略したが、イギリス軍の優勢な火力と航空攻撃に晒されてそこから進撃どころか防戦一方となり、歩兵第213連隊第3大隊第11中隊は3月26日に攻略した高地を4月11日まで防衛したのち、イギリス軍の反撃で全員戦死している。その勇敢な防衛戦を賞賛してイギリス軍はその高地に「日本山」と名付けたが、目の前で指揮下の部隊の全滅を見せつけられながら救援できなかった第213連隊第3大隊長伊藤新作少佐は、この山を戦死した中隊長の名前から「前島山」と名付け、4月16日に逆襲で「前島山」を奪還した。歩兵が勇戦敢闘している一方で戦車部隊は苦戦しており、その地形から十分な運用ができなかったうえ、イギリス軍の対戦車砲には装甲の薄い日本軍戦車はひとたまりもなく、損害が増大したためやむなく攻撃開始点に退却している。
「前島山」をどうにか突破した伊藤隊であったが、テグノパール陣地帯は縦深に構築してあり、次には「川道山」「伊藤山」（日本軍呼称）の陣地とぶつかった。戦車も撤退し重火器にも乏しい日本軍は昼間に正攻法でイギリス軍陣地を攻撃するのは不可能となっており、昼間はジャングルに隠れて敵機をやり過ごし、夜になってから夜襲をかけることしかできなかった。そのため、日本軍の攻撃がない昼間にイギリス軍は、わずか日本軍と300～400ｍしか離れていない最前線で悠々と鉄条網の張替えなどの陣地構築作業を行い、中には日本軍陣地の方を向いて「撃ってみろ」と挑発してくるイギリス軍兵士もいたという。夜になると日本軍の戦意を削ぐため拡声器で「日本の兵隊さん。今夜は砲撃しないからゆっくり眠って下さい。故郷でも思い出して、この歌を聞いてください」と呼び掛けて、日本の歌謡曲などのレコードを鳴らし、「こっちから攻めていって皆殺しにしますよ。命の欲しい人は降伏してきなさい。こっちにはごちそうがたくさんあるよ」と投降を促してきた。
伊藤隊は敵の呼びかけにも惑わされず「川道山」「伊藤山」を夜襲で猛攻したが損害続出するだけでなかなか攻略できなかった。支隊長の山本は激怒して伊藤を呼びつけると「お前が先頭に立って伊藤山を必ず奪取せよ」と命じた。伊藤は山本の無茶な命令に「私が死ぬのは覚悟しているが、連隊長も不在だし、自分が戦死した後の連隊がどうなるか心配だ」「昨夜の攻撃で死傷者が出ているがまだその実数すら把握できていない。今夜攻撃すると言っても偵察すらしていないのにできるもんじゃない。準備ができるまで待ってほしい」と正論を述べたが、山本は「何を言うか。この臆病者め。貴様は俺の命令を聞かんのか。これは陛下の命令だぞ」と怒鳴りつけたので、伊藤は「そんな無茶な命令は、陛下がお出しになるわけはない」と食って掛かった。しかし、結局は夜襲は強行され、伊藤は先陣を切って「伊藤山」に斬りこんでこれを占領し、背後が脅かされることとなった「川道山」のイギリス軍も撤退していった。これほどの武功を挙げた伊藤であったが、その後も山本に対して反抗を続けたので大隊長を解任されて内地に帰されることとなった。内地に帰る際に伊藤は牟田口と会って申告をしたが、今までの経緯を報告すると牟田口は伊藤に対して激怒し軍刀の鞘で頭を殴りつけている。
こうして、山本支隊主力はパレルの外郭陣地であったテグノパール陣地帯の一部を攻略したが、既に4月中旬時点では戦力の大半を失ってこれ以上の前進が困難となっていた。山本は第15師団から山本支隊の指揮下となった第60連隊第1大隊（吉岡大隊）に、本道から力攻を続ける支隊主力の援護のため、パレルの北東方に進出するように命じたが、吉岡大隊もシタチンジャオの陣地攻略に失敗すると、同陣地を迂回して山岳地帯をパレルに向かって進んだが、その近くのランゴールで阻止されパレル突入はできなかった。山本支隊にはインド国民軍第1師団主力が同行しており、最高司令官スバス・チャンドラ・ボースも進軍を指揮するためメイミョーに進出していた。インド国民軍部隊は4月20日に支隊主力の両翼に展開しての作戦参加を求められたが、その頃にはパレル方面の戦況は完全に停滞しており、この後80日間にも渡る防衛・退却戦を強いられて、インド国民軍兵士は日本軍兵士と同様に飢えに苦しみ多くの戦死者を出すこととなった。

#### 雨季到来

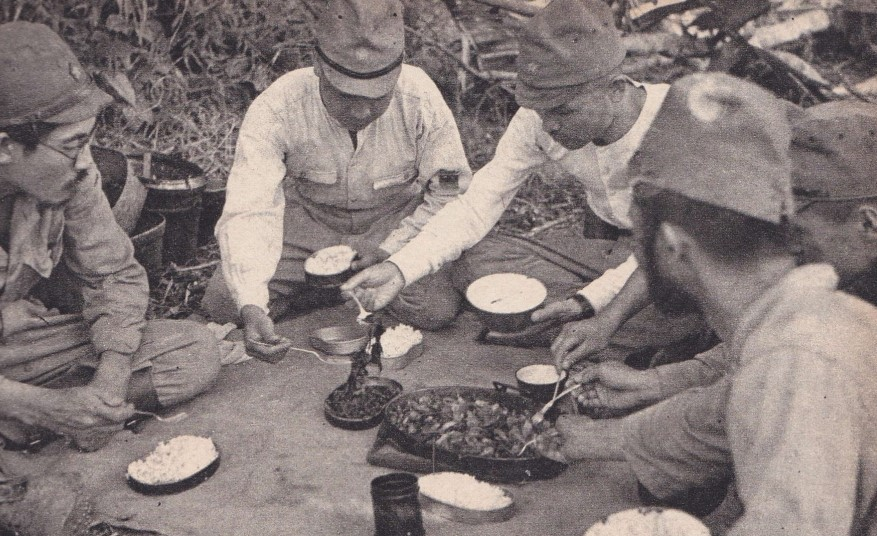
野草を煮て食べる第15軍兵士

空輸によって混乱を収拾させ態勢を立て直したイギリス軍は、各地で激しい抵抗を見せ、一部では反撃も開始して各師団はこれ以上の進撃はできなかった。雨季が始まり、補給線が伸びきる中で、空陸からイギリス軍の強力な反攻が始まると、前線では補給を断たれて飢える兵が続出。極度の飢えから駄馬や牽牛にまで手をつけるに至るも、死者・餓死者が大量に発生する事態に陥った。また、飢えや戦傷で衰弱した日本兵は、マラリアに感染する者が続出し、作戦続行が困難となった。機械化が立ち遅れて機動力が脆弱（）な日本軍には、年間降水量が9,000mm（ミリメートル）にも達するアラカン山系で雨季の戦闘行動は、著しい損耗を強いるものであった。しかし、牟田口は4月29日の天長節までにインパールを陥落させることにこだわり、作戦続行を前線部隊に命令した。しかし、上記の通り、戦力転用を指示された第31師団は牟田口の命令を拒否したうえ、この頃では、各師団は多数の戦病者を後送出来ないまま本部に抱えており、増加する戦病者と、欠乏した補給に次第に身動きが取れなくなっていた。
後方からの補給は滞っていたが、それでも比較的地形が平坦な第33師団には日量20トンの補給を実現できていたのに対し、険しい山脈を進撃していた第15師団と第31師団には殆ど補給品が届いていなかった。雨季到来によって、舗装されていない道路は泥濘となって自動車が通行できず、補給は人力や駄馬による輸送に限られてさらに補給が滞ることとなった。雨季の豪雨は日本軍の想定を遥かに上回る激しさであり、猛烈な豪雨は一旦降り始めると12時間もの間は休まず降り続けて、窪地はたちまち沼地に変貌していった。さらに降り続く雨で窪地からは水が溢れて濁流と化して、立木をなぎ倒しながら滝となってチンドウィン川へと落ちて行ったという。この濁流の前では第33師団への補給も断絶を余儀なくされ、テグノパール陣地帯を攻撃していた山本支隊にも補給品は届かなくなった。指揮官の山本はこのときの状況を「（補給品は）途中で消えてしまい前線には届かない。確実に届くのは（命令の）電報ぐらいのものだ」と皮肉を込めて振り返っている。
また、連合軍航空部隊による空爆も大きな影響を及ぼしていた。緬甸方面軍は第15師団への補給のため、後方の3か所の補給基地に、弾薬0.2会戦分、燃料10日分、食糧20日分をかき集めて備蓄していたが、連合軍による空爆により、3か所とも貴重な食料・物資が炎上してしまい、少ないところで30％、多いところでは80％が焼失してしまい、そもそも第15軍に届けられる食料・物資が少なくなっていた。
第15師団では食料の支給を3分の1まで減らして凌ごうとしたが、それでも食料が尽きかけていた。将兵はみるみるやせ細っていったが、特に深刻なのが塩分不足で、将兵は塩分の不足による身体のだるさを訴え、腰をかがめて両腕をぶらぶらさせながら歩くようになり、まるでその様子はやせこけたゴリラのように見えたという。もはや、毎日の日課は戦闘より食料探しとなっており、急斜面を下って少量の自然薯や食べられる野草などを採取してみんなで分け合って食べた。食べる野草も時期よって変わり、4月はセリやワラビ、5月はタケノコが主食となった。山の斜面には野生のバナナが群生していたが、食用のものとは異なり房は小指ほどのちいさなもので、さらに硬い種子がびっしりと入っておりとても食べられるものではなかった。仕方なく茎を食べると全員が腹を下してしまった。また、地面を掘ると里芋が見つかったので喜んで食べたところ、口がしびれて七転八倒し数日間苦しんだ兵もいたという。
作戦開始前に第15軍は野草で食いつなぐことを研究していたが、実際はこのありさまで机上の空論に過ぎず、やむなく師団司令部は現地住民からの食料の徴発を命じた。米どころとして豊富な米の収穫量を誇るビルマとは言え、雨季には現地住民も籾で食べ繋いでおり、それを徴発するのは現地住民の命を奪うことに等しかった。各部隊は現地住民の食用のために徴発は備蓄の半分とするようにしていたが、それでも抵抗は激しく、日本軍が籾を持ち去ろうとすると女性や老人が「もっていかないでくれ」と泣きながら追ってきたという。そのような状況に耐えかねたある大隊長が師団司令部に「糧秣をどうにかして欲しい」「現地人は容易に米を渡そうとしない」と窮状を訴えると、ある師団幕僚が「抵抗したら、殺せ」「敵地に糧を得る、これが兵法だ」と言い放ったため、その大隊長は「強盗殺人を犯せというのでありますか」「私の大隊はガダルカナルから転進してきた部隊であります。飢えたりといえども、強盗の真似をせよと命じられたことはありませんでした。強盗にはなり下がりたくない・・・」と泣き崩れた。

#### 第15軍司令部の状況

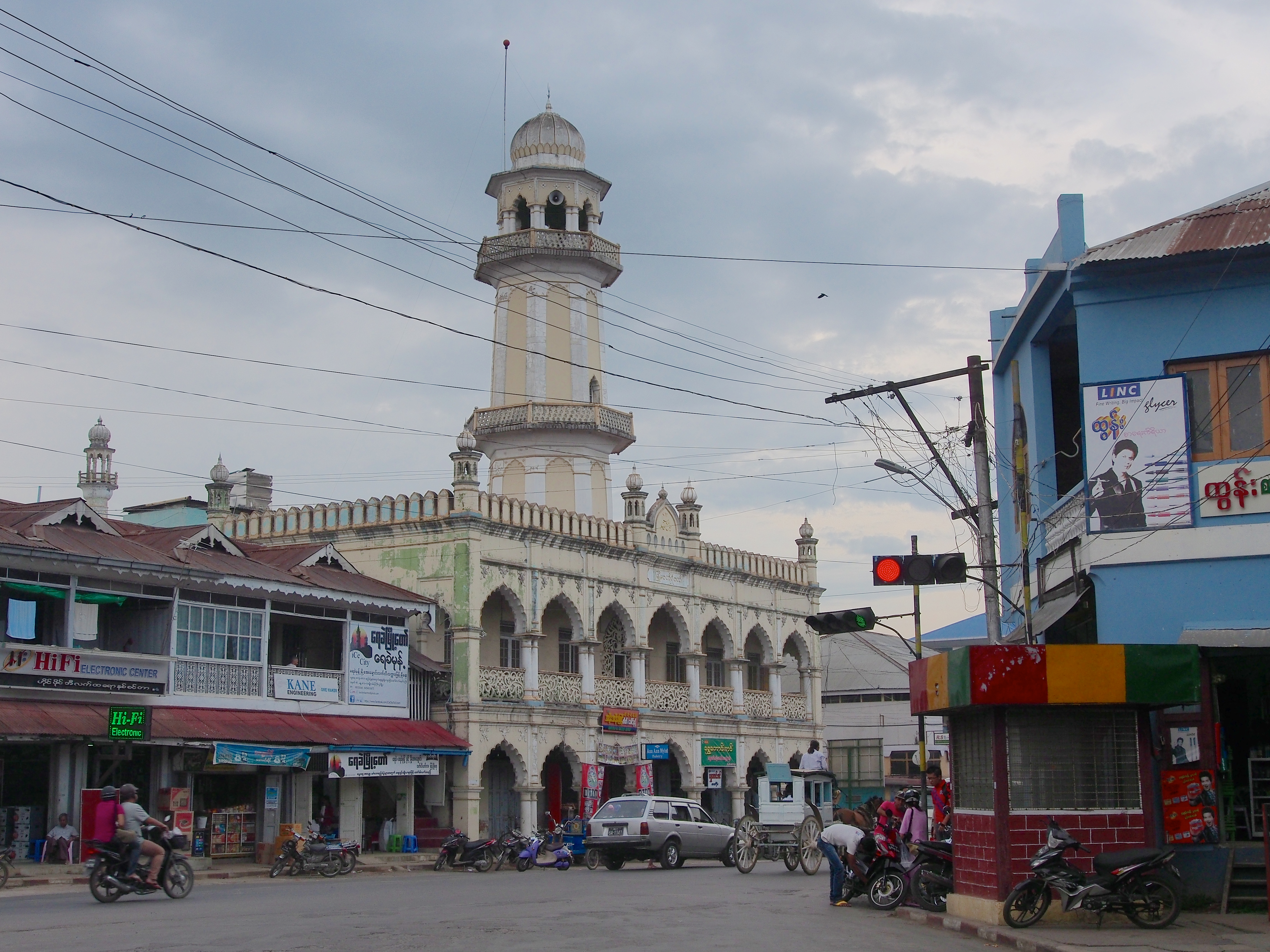
2014年のメイミョー（現在ピン・ウー・ルウィン）

既述の通り、インパール作戦発起に先立ってチンディットの作戦「木曜日」により、第15軍に背後に空挺部隊が降下してきた。牟田口はすぐにでもインパール方面に前進するつもりであったが、このチンディット討伐の指揮を執る必要があった。また、フーコン河谷でアメリカ軍兵装の中国軍と戦っていた第18師団の作戦指揮もあって、牟田口は同時に3つの大きな任務を果たさなければいけなくなってしまった。そのような状況で牟田口はその関心をインパール方面のみに向けることができず、作戦指揮に支障を生じさせただけではなく、インパールの最前線からは400kmも遠方のメイミョーの司令部を動かすことができず、牟田口自身も司令部から動くことはできなかった。インパール作戦初期の段階で、ウィンゲートが戦いの主導権を握ることとなり、牟田口は自分の計画通りに動くことができず、この後の作戦展開に大きな影響を及ぼした。
距離感としては、インパール方面の最前線を関ケ原とすれば、メイミョーは仙台に当たり、天下分け目の関ヶ原の戦いを仙台から指揮しているに等しかった。そのため、第一線への命令は全て電報によるもので、実情を無視した督戦ばかりとなり、各師団は「軍は戦線から400km以上も離れたメイミョーで、師団の実情がわかるか」と不満を募らせることとなった。その後、第33軍が編成され、チンディットやフーコン河谷への対応を行うようになったことや、各師団の進撃も停滞したこともあって、作戦開始から1か月半も経過した4月20日なってようやく第15軍司令部はインダンギーまで前進した。
牟田口はインダンギーまで前進すると、精力的に前線部隊を督戦して回ったが、予想もしていなかった苦戦ぶりに危機感を覚えて、各部隊を督戦して回った。山本支隊が苦闘しているパレル方面の前線にも行って兵士たちに激励の訓示をしたが、上空にはイギリス軍機の爆音が鳴り響いており牟田口の訓示はかき消された。また、ビシェンプール外郭陣地で苦戦している第33師団主力を督戦するため、第33師団司令部にも顔を出した。牟田口は自分に反抗的な師団長の柳田を既に見切って、自分と同じ猪突猛進型の軍人であった参謀長の田中に対して「爾後師団の指揮は参謀長に任す」という電文を送っており、このときも柳田には会おうとせず、柳田がいた隣の天幕で参謀たちに対して「『弓』（第33師団）は何しとるか、インパールに入れば食糧なんかどうにでもなる。あと一歩でとまってしまうとはなにごとだ」などとわざと柳田が聞こえるような大声で喚き散らした。前線近くに出ても、牟田口のできることは、戦況を顧みず各部隊を督戦し続けるくらいであり、豪雨に苦しめられる各師団に「雨季の到来は皇軍に味方するものなり、あくまで敢闘すべし」という督戦電報を送り付けて顰蹙をかった。インパール作戦におけるイギリス軍の公式報告書「日本軍に関する調査記録」では、チンディットの空挺降下の影響は絶大だったと以下のように指摘している。

#### イギリス軍の状況
インパール作戦が開始され、日本軍が進撃していた3月から4月までの間、総司令官スリムは、航空機を活用してビルマ全体の戦域をくまなく視察し、前線司令部にも訪れて詳細な戦況把握に注力した。スリムが訪れたのはイギリス軍の前線だけではなく、ステルウェルが指揮するアメリカ軍とアメリカ式装備の中国軍の前線にまで及んだ。これは、4月20日までウィンゲートの策略にはまり、後方のメイミョーに留まって正確な戦況を知らなかった牟田口と、その牟田口に作戦を一任していた河辺とは大きな差があった。作戦当初スリムは、コヒマに侵攻してくる日本軍の規模やその時期を見誤り、重要拠点ディマプルを危機に陥らせるというミスも犯したが、戦場を熟知していたスリムは既存兵力と予備兵力を巧みに最配置して危機を脱し、また河辺と牟田口の失策にも助けられて戦況を一転して有利とすることもできた。
スリムは強力なリーダーシップを発揮すると共に、その人柄で前線とのコミュニケーションを円滑に保ち、イギリス軍の反撃体制を次第に整えていった。疲労による判断ミスを起こさないよう、生活スケジュールにも気を使っており、午前6時30分に起床、その後午後3時まで精力的に軍務をこなし、その後一旦作戦室を出て1時間の休憩をとった後、幕僚と軽い運動代わりの散歩を行い、午後7時半から9時半まで、幕僚との雑談も交えてゆっくりした夕食をとったのち、再度作戦室に戻って最新の報告書を読んでから午後10時には就寝した。そして就寝中はよっぽどのことがない限り起こさないように徹底していた。スリムは作戦中、このスケジュールを規則正しく続けた。規則正しいスケジュールはスリム自身の疲労防止に加えて、将軍が日夜絶え間なく忙しくしていると部下も消耗させるため、非常事態の際の対応力が低下するとスリムは考えており、実際にその判断は正しかった。
スリムの基本戦略は、イギリス軍の戦線を集約し、補給路が危険なまでに伸びきっていたインパール平野の消耗戦に日本軍をおびき出すことであったが、作戦は決してスリムの思惑通りには進まず、大きな精神的ストレスも常に感じ、その判断ミスによって危機に陥ることもあったが、その都度の的確な対応と日本軍側の失策にも助けられて、軍指導者最大の試練に打ち勝った。スリムの指揮によりイギリス軍は完全に戦場の主導権を確保し、反撃の体制も整った。スリムは5月中旬には、日本軍は撤退前に実質的に壊滅すると判断し、早くも勝利を確信していた。後にこの時のことをスリムは「情報伝達は敵方よりわが方が優っており、日本軍を思い通りの戦場に迎え撃つことになった。アラカンとインドからの優秀な戦力を集中し、敵が消耗し疲れきった時に攻勢に転じて殲滅した」と自分の作戦が正しかったと回想している。
スリムの作戦を支えたのが、ウィンゲートが有効性を証明した大量の輸送機による空輸であり、インパール街道を遮断され孤立していたインパールを1か月にも渡って支えてきたのも輸送機であった。この大量の輸送機はマウントバッテンが政治力を駆使してかき集めてきたものであり、これがなければスリムが第15軍の攻撃から戦線を維持できないのは明らかであった。しかし、世界各地で連合軍の反攻が本格化する中で、圧倒的な物量を誇る連合軍も輸送機の不足が問題となっており、マウントバッテンがチャーチルの口添えもあって中東から借用していたアメリカ陸軍輸送機5個中隊65機とイギリス空軍1個中隊（25機）が、イタリア戦線へ転用されることを通告されると、マウントバッテンは即座に参謀長委員会に対し「その場しのぎの手段では間に合わないような事態が起きるであろう」「チンディットは全部撤退させなければならないし、スティルウェルの部隊も同じである」「第4軍団はその重装備のほとんどを放棄して、インパール平地から脱出しなければならない」「ビルマの中部戦線全体が崩壊し、日本に対し勝利を得ることは無期限に延期しなければならない」とする長文の報告書を送り付け、輸送機の貸与の延期を申し出るなど、マウントバッテンは部下であるスリムを信頼し、その作戦指導を支え続けた。

### 日本陸軍内の抗命事件

#### 大本営のインパール戦況認識

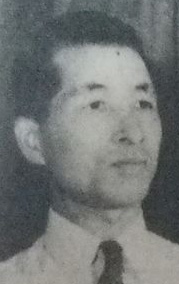
参謀本部東條英機総長にインパール作戦中止を進言した参謀本部作戦班長杉田一次大佐

インパールで激戦が続いていた4月下旬の時点で、太平洋方面ではアメリカ軍が各地で日本軍の防衛線を打ち破っており、マリアナ諸島を経てフィリピンに侵攻してくる懸念が高まったとして、絶対国防圏の強化が急務となっていた。南方軍はフィリピン防衛強化のため、司令部をシンガポールからマニラに移して南方方面各軍の統帥の一元化を図ろうとしており、4月26日に大本営は南方の戦況を確認のために、参謀次長秦彦三郎中将の一行を南方の各軍司令部と作戦協議に出発させた。この頃になると緬甸方面軍にも、第15軍が苦戦しているとの情報が入ってきており、参謀の後勝少佐は実際の戦況を確かめるため、インパール方面の戦況視察を申し出た。後は作戦課の北沢参謀と4月19日に飛行機で第15軍司令部のあるメイミョーに向かったが、牟田口はインダンギーに前進しており、高級参謀の木下秀明大佐が残務整理に当たっていた。木下は後に対して「各方面とも破竹の勢いの進撃で、月末までには必ずインパールを陥落させる」と自信満々に話したが、後は第15軍参謀の中心的人物でもある木下が牟田口に同行せず残務整理などしていることに違和感を覚えて、インダンギーで牟田口と会うことにした。
4月21日にインダンギーの第15軍司令部に到着した後は牟田口ら第15軍司令部の面々に挨拶したが、牟田口は元気そうであるものの口数が少なく、参謀たちは陰鬱な雰囲気で何を聞いても明快な答えが返ってこなかった。仕方なく後は前線からの電報を確認して戦況を把握することとしたが、予想以上の苦戦ぶりに危機感を強めた。
- インパールを守る敵戦力は4個師団と戦車1個旅団と推定される
- インパール飛行場には、連日100機の輸送機で1日100トン以上の軍需品が空輸されている
- 弓兵団はビシェンプールで苦戦中、パレル正面は前進陣地は攻略したが、本陣地は半永久堅陣で、一指もそめ得ない状況
- 祭兵団は弾薬、食料が尽き果てて、かろうじて敵の反撃から戦線を支えているに過ぎない
- 烈兵団はついにコヒマ三叉路陣地を攻略できず、3個師団以上の敵の本格攻撃を受けている

後は第15軍の補給状況を確認するため、輸送司令官高田清秀少将から状況を聴取した。
- 第15軍への補給は1日10～15トンに過ぎない
- 補給基地ウクルルまでの道は険峻で自動車が走行できず、烈と祭兵団への補給は絶望的
- 雨季に入れば無数の河川は氾濫して、輸送路が寸断されるため、現状で唯一補給できている弓兵団に対しても補給が困難になる

あまりに正確に軍の窮状を伝えたため、のちに高田は牟田口から叱責されている。後はこれらの情報を分析し、この状況で攻撃が成功するとはまったく夢のような話という印象を抱いた。4月28日、後は緬甸方面軍へ報告のためにインダンギーを後にすることとしたが、最後に牟田口と面談した。牟田口は「いま一息というところで力が足らず残念である。帰ったらその旨よろしく伝えてほしい」と言うと、軍司令官河辺宛の手紙と、参謀長の中島宛として名刺を後に預けたが、その裏には「霊宝もその身立たずして用うるに法なく、東京（皇居）を思うて慚愧に堪えず」と書いてあった。作戦開始以降強気であった牟田口も、インタンギーに前進して初めて第一線の実相を見せつけられ、メイミョーで想像していたものとは全く異なる戦況にすっかりと弱気になって、作戦の失敗を認識していたと思われる。
後が第15軍を視察している間に、秦の一行は南方軍司令部でインパールの戦況を聞いたが、南方軍参謀からは「インパール作戦は90％は成功する」という見込みを聞かされた。しかし参謀本部作戦班長の杉田一次大佐は、大戦初期のマレー作戦（E作戦）に第25軍情報参謀として従軍し、補給困難なジャングル戦を経験しており「シンガポールでは制空権が我にあり、補給も兵が牛乳を飲みながら、戦さをする余裕があったが、それでも3か月かかった。（より補給が困難な）インパールが3週間でとれるはずがない」「第25軍の参謀は、各師団の大隊長にいたるまで状況を把握していた。ところが南方軍の参謀は、だれ一人としてインパールの前線を見ていない」「これらの点を勘案するとインパール作戦は90％成功の見込みありと言われるが、その根拠は薄いように思われる」と疑問を持った。
秦ら一行は5月1日にビルマ入りし、ラングーンの緬甸方面軍司令部で司令官の河辺らから戦況の報告を聞いた。方面軍高級参謀青木一枝大佐からは、南方軍より多少は控えめであるもののそれでも楽観的な報告があった。杉田はその報告に納得することはなく直接確認することとし、前線から帰還していた後を呼びだした。5月3日、後は緬甸方面軍司令部や秦一行ら全幕僚を前にして、インダンギーで見聞してきた通りの戦況を報告し、「インパール作戦は、困難で見通しが立たない。補給と雨季の状況を考えれば、5月に一撃を加えて、月末までに作戦を終了すべきです」と意見を述べた。さらに杉田は関係者に戦況や作戦への見解を聞いて廻り。メイミョーにも飛んで第33軍参謀長片倉衷大佐と面談したが、片倉は第15軍の内情と牟田口と各師団長の不仲について話し、「作戦成功は疑わしい」との意見も述べた。これらの調査によって杉田は「作戦の成功はおぼつなかい」という認識を強くした。
秦も作戦成功に懐疑的になっており、河辺と2人きりでの面談では「いまの状態ではインパール作戦は中止した方がよいと思うがどうか？」と単刀直入に切り出している。河辺も否定することもなく「中止した方がよいかも知れない」「この作戦は失敗であった」と漏らしている。戦後に河辺はこのときの想いを「あのころは作戦の前途に多分の不安を抱いていたが、しかし100％の不安ではなかった」「上司から作戦中止を命じられたら喜んで作戦を中止しただろうが、こちらから中止したいと言い出すほど悲観視していなかった」と述べている。
5月14日に秦一行は東京に帰還したが、その前に参謀本部に対してはインパール作戦の悲観的な戦況報告を打電していた。しかし、南方軍はまだ作戦を諦めてはおらず、方面軍の河辺も「もう少し牟田口に押させてみたい」と考えており、参謀をインパールの戦況視察に送り込んでいた。この参謀たちは後とは異なり、前線の様子を視察することもなく、南方軍や方面軍の意向に沿うような「第15軍はすでにインパール攻略の準備ととのい、近くこれを攻略する予定」などという根拠不明の楽観的な報告を行い、逆に後の報告を「後参謀の様に悲観的報告をするがごときはもってのほかである」と非難した。この南方軍と方面軍の楽観的な報告は参謀本部にも打電されており、作戦課長の服部卓四郎大佐は帰国していた杉田を呼び出すと、悲観的な戦況報告を訂正する必要はないか？と尋ねたが、杉田は「特に報告内容を改める必要はない」と突っぱね、秦に対しては「インパール作戦は不成功と判断して間違いない」と重ねて主張した。
5月15日に大本営作戦会議が開催され、2月から参謀総長も兼任していた東條以下の全幕僚が秦の調査報告を聞くこととなった。秦はビルマで感じた通りにインパール作戦中止を進言するつもりであったが、秦の報告前に南方軍参謀からの「インパール作戦は目下勝敗の岐路にあり、例えば土俵の剣が峰にて争いつつある實情なり」というまだ勝てると言わんばかりの報告が読み上げられ秦は機先を制されることとなった。秦はそれでも「インパール作戦の前途は極めて困難である」と杉田の意見よりは多少緩和した言い回しで作戦の困難を報告したが、ソロモン諸島やニューギニアの敗戦で神経をとがらせていた東條は、インパール作戦を諦めきれず「戦争は最後までやってみなければわからない。そんな弱気なことでどうするか」と秦を一喝しインパール作戦続行を決めてしまった。それでも作戦中止を諦めなかった杉田は、東條に後の報告内容を直接伝えたが、東條は「若年の一参謀の報告を信じて帰ってくるとは、なにごとだ」と一喝して取り合わなかった。しかし、東條の叱責はあくまで表向きのもので、後刻に東條と秦ともう1人の参謀次長後宮淳大将の3人で協議した際は、東條は頭を抱えるようにして「困ったことになった」と当惑していたが、そもそもインパール作戦は現地軍からの申請で始まったので、作戦中止についても現地軍から申し出た方が筋が通るという結論に至り、何ら処置することなく南方軍からの作戦中止の上申を待つことになった。
作戦失敗を認識していた東條であったが、5月15日に参内して昭和天皇に対して現実とはかけ離れた以下の様な奏上を行った。
秦からの報告を受けて、増援と補給の強化についても奏上したが、増援はスマトラ方面からわずか歩兵2個大隊、補給についても日本本土から38機の輸送機でラングーンに空輸するというもので、まったくの焼石に水であり、さらに空輸については、20機分20トンに減らされたあげく結局前線には到着しなかった。乏しい増援と補給に対して、大本営からの期待はさらに膨らみ、緬甸方面軍には「インパールは単にビルマ方面軍の問題ではなく、世界の問題であって、国軍を挙げてこれを支援するから、いかなる犠牲をはらってもインパールを攻略せよ」との厳命が下り、インパールの悲劇は決定的なものとなってしまった。

#### 第33師団、第15師団、師団長更迭
牟田口は、細々ながらも補給を継続し、どうにかビシェンプール方面で持ちこたえている第33師団主力に戦力を集中し、自ら督戦してビシェンプールから一気にインパール正面に進撃する作戦を考えていたが、第33師団司令部は、牟田口が参謀長の田中を依怙贔屓するなど、師団長柳田との対立に拍車をかけたこともあって、ついには両名は殆ど口をきくこともしなくなったうえ、幕僚の殆どが田中を支持したことから、柳田が孤立することとなり作戦指揮上で大きな支障が生じていた。牟田口は柳田が、自分と作戦に叛旗を翻していることはすでに明白だと考えており、自分に反抗的かつ参謀長との対立で師団を混乱させている柳田の更迭を決めて河辺に上申した。河辺は牟田口と柳田の不仲をよく知っており、「牟田口最後の忍耐を破りし措置なり」と考えて、牟田口の意向通り柳田を更迭し、満州事変で馬占山を追討して国民的な英雄となった猛将田中信男中将を後任とした。屈辱を味わされた柳田であったが、海外勤務経験豊かでソビエト連邦通でもあり、「我国が米英と戦って、戦力を使い果たして手を挙げそうになったとき、ソ連は必ず出てきて最後の止めを刺すであろう」と後の史実を見通したような正確な指摘を陸軍中央に行って「最後の御奉公をしたい」と直訴し、 関東州防衛司令官に任じられている。
作戦開始前は「十五軍は、わしに過ぎた師団長ぞろいだよ。柳田は陸大の首席、山内はアメリカ大学の首席、それにあの佐藤の豪傑だからな」と各師団長に信頼を置いていた牟田口であったが、作戦が思い通りに進行しないとその信頼感はあっさりと消散しており、特に馬が合わない秀才型の柳田と山内に対する評価は辛辣となっていた。しかし山内は、第31師団同様に全く軍からの補給がない中で、第一線の実情を全く考慮しない牟田口の命令を忠実に遂行しようとしていた。4月下旬には持病の結核が悪化して、発熱に苦しみながら作戦指揮を執っていたが、病状が軍にわかると師団長更迭は必至なので、軍医部長の後送提案も蹴って症状を第15軍に報告することもなかった。それでも牟田口は柳田更迭とほぼ同じ時期となる5月15日に「作戦指導不徹底」という理由で山内の更迭も決めて、6月5日に河辺に申し出た。もはや牟田口の権限を逸脱した恣意的な人事であったが、河辺はこれも認め、南方軍総司令官寺内寿一大将、陸軍大臣東條もこの恣意的な人事を許可し、牟田口の暴走に歯止めをかける者がいなかった。山内に更迭の通知が届いたのは6月23日になってからであり、後任には柴田夘一中将が任命された。このときには山内の症状はさらに悪化しており、入院療養が必要な状況であったが、それでも軍命令を実現するため懸命に努力していた。それなのに、牟田口から心外な解任の通知を受け取った山内はその心情を語っている。
山内は軍の統率を重視するなかで、時には牟田口の強引な意図通りの命令を出すことはあったが、それでも第15師団の将兵に慕われており、師団長解任を多くの将兵が残念と感じた。第15師団に同行取材していた報道班員に対してある曹長が「全くうちのおやじ（師団長）は人格者ですよ。もっとたくさん武器弾薬が補給されたら、インパールなんて1日でとれるんだがなぁ」と話している。
山内から柴田への引継ぎはメイミョーの野戦病院の病床で行われた。その後も山内は作戦失敗を悔いて「申し訳ない」と詫び続けて終戦直前に絶命した。山内は秀才型の軍人であったが、病魔に侵されながらも強靭な意志で、最後まで軍命令通りに任務を遂行しようとしており、インパール作戦当初の3人の師団長のなかでもっとも武徳を身に着けていたという評価もある。
天皇によって任命される親補職である師団長（中将）が、現場の一司令官（中将）の意向のみで更迭されることは、本来ならば有り得ない事であり、天皇の任免権を侵すものであった。この更迭劇によって、第15軍は最早組織としての体を成さないも同然であった。この師団長の更迭について、戦後に雑誌「丸」の企画で牟田口と作家山岡の対談の際に、山岡が「（牟田口）閣下は勇猛な方で、やるといったら肉弾でもやるというタイプだから、なるべく神経質な、私学的な人（師団長）をつけておいた方がいいと考えたのではないか？」とたずねると、牟田口は「中央はできるだけ頭（師団長）を揃えようと思ったのだろう」「柳田も山内も大学を首席で出ているが、そういうのは非常に困難な作戦の時には役に立たない」「馬占山でやった田中信男みたいな者でないとダメだった。田中が来て第33師団がすっかり変わった」と答えている。牟田口の主張を聞いた山岡は「ああいう人で、はじめからガッチリ固めていたら、全然別な結果になったかも知れない」「そういう意味では人事もうまくいっていない作戦だった」と見解を述べている。

#### 第31師団独断撤退

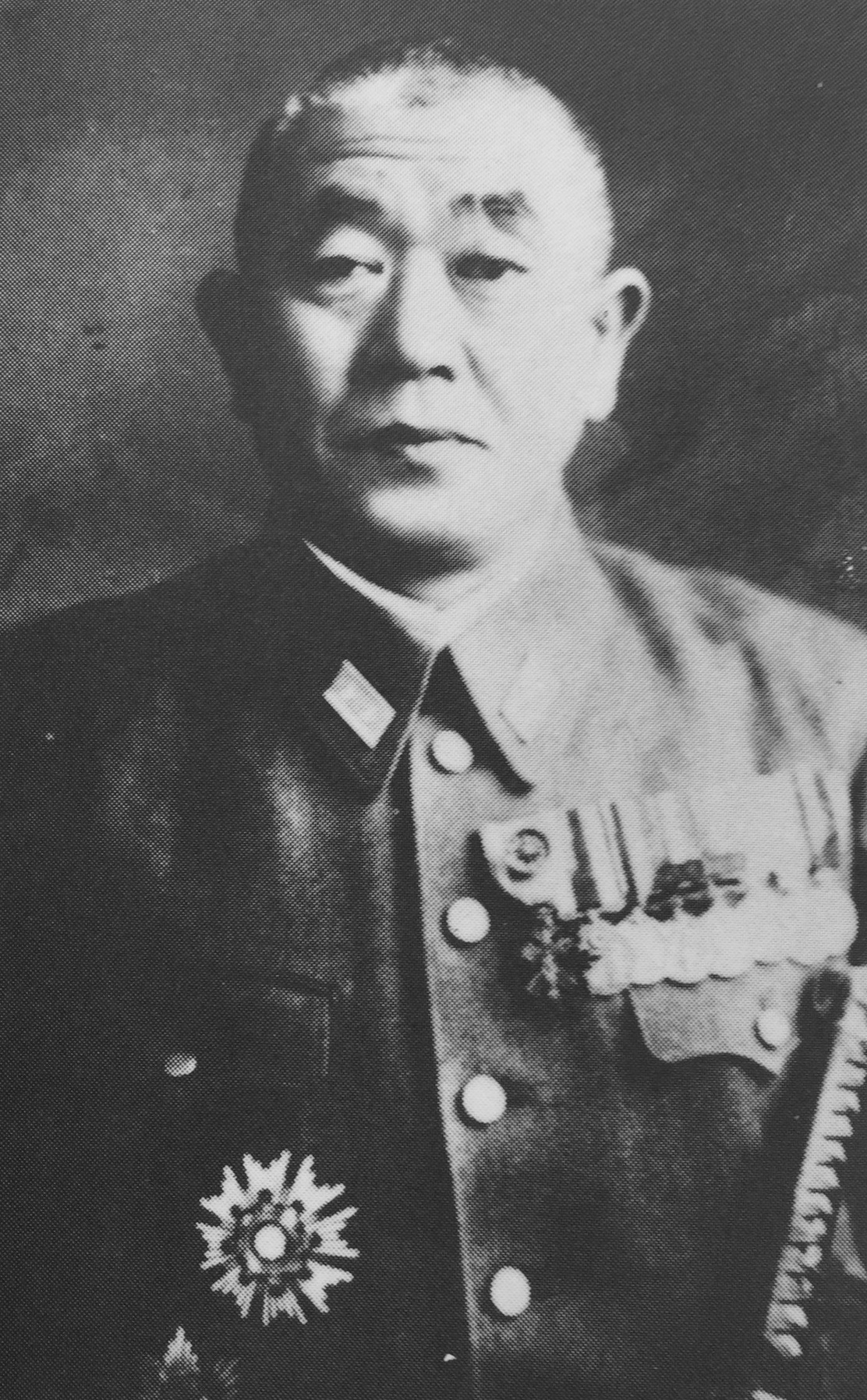
日本陸軍建軍以来初めての抗命事件を起こした第31師団長佐藤幸徳中将

コヒマで苦闘を続ける第31師団であったが、作戦前の牟田口からの補給の約束は果たされることなく、兵士に飢えが生じつつあった。第31師団のなかでも宮崎支隊は敵からの鹵獲や現地人からの食料の調達に成功していたのに対し、師団長の佐藤が直卒する主力はそのような機会にもあまり恵まれず、最も食料・物資不足に苦しめられていた。佐藤はこの苦境でいかに師団の壊滅を避けて戦力を温存できるかに思惑を集中させており、師団を守るため「師団長独自の考えで行動する」と決めていた。佐藤はもはやインパール作戦の失敗は明らかで、早急に作戦を中止すべきと考えており、第15軍に向けて補給要求の電文に加えて作戦中止の進言の電文も送り続けていた。その電文は緬甸方面軍にも送られていたが、次第に文面が激烈な内容となっていき、軍司令部に対する罵詈雑言へとなっていた。河辺は佐藤の電文を苦々しく思い牟田口に注意喚起をしたこともあった。
佐藤の第15軍司令部への不信は、補給の約束を守らないことに加えて、師団の実情を認識することもなく、無理な作戦を命じてくることも原因となっていた。作戦開始以降、第31師団には第15軍司令部からは補給はおろか、誰一人として訪れた者すらおらず正確な戦況を把握できていなかった。5月18日になってようやく補給責任者の高田と情報参謀の橋本洋中佐が第31師団にやってきたが、佐藤は両名を見るや「敵は英軍にあらず、貴様たち第15軍だ!」と怒鳴りつけ、第15軍が補給の約束を全く守らないことを詰問した。高田らが帰ったのち、牟田口は第15軍司令部に独断撤退を匂わすような電文を打たせた。
この電文と高田らの報告を聞いた牟田口は5月31日に以下のように打電し佐藤の翻意を促した。
佐藤の怒りは電文のやり取りをしている間に高まっており、この電文を見るや激昂して「我が師団の上には、馬鹿の三段構えがある。第15軍と、方面軍と、南方軍がそれだ。馬鹿を相手にボンヤリ待っていたら全員総死骸だ。直ぐに電報を大本営に直電せよ。場合によっては、俺が退却を独断専行する」とぶち上げ、牟田口に対しては即日、以下の電文を返した。
さらに付け加えるようにして「軍司令官の電報はまったく実現性なく、電文非礼なり。威嚇により翻意をせまるものなり」と牟田口に対する怒りを打電すると、独断での撤退を決心した。
佐藤は師団幕僚を招集すると、以下の様に言い渡して独断撤退の決意を明らかにし、これにて皇軍統制の基盤が崩れだすこととなった。
1. 余は第三十一師団の将兵を救わんとする。
2. 余は第十五軍を救わんとする。
3. 軍は兵隊の骨までしゃぶる鬼畜と化しつつあり、即刻余の身をもって矯正せんとす。

佐藤は戦後に独断撤退を決心した理由については、「糧食も弾薬もなくなった。このまま任務第一主義で頑張ることは玉砕を意味するのみであった。元来私は玉砕などといった思想は持っていない。玉砕は作戦の失敗を意味するもので名誉と考えるのは誤りである」「なんとかして無謀なインパール作戦を中止させねばならぬ」「このうえは非常手段に訴えインパール作戦を否応なく中止させねばならぬ。我が師団が退却を始めれば戦線が崩壊し牟田口中将はこの作戦を中止せねばならなくなる」と師団を守るためとインパール作戦を中止させるために非常手段に出たと述べている。
飢えに苦しむ第31師団主力の兵士の多くはこの佐藤の決断に感謝したが、戦線を崩壊させて他師団を窮地に追いやることに対しては同じ師団内からも批判があって、第31師団の参謀長加藤國治大佐は、師団の実情を把握もせずに無理な作戦を押し付けられていた佐藤の立場に同情しつつも「軍が実情を無視した要求をしても、師団はその実情を軍に説明して善後策を提示すべきであり、インパール作戦を瓦解せるところまで突っ走るのは無謀と言いざるを得ない」と指摘、そして佐藤が撤退を決めた経緯として、佐藤一人で戦闘指揮所に籠りきり自問自答を繰り返したあげく、「方面軍はおろか、参謀長の加藤まで自分の考えを理解しない、この上は自分の信念を貫くのみである」と周囲に対する不信によって独断で決めてしまったと述べている。佐藤の独断撤退はビルマで戦う他の軍にも衝撃を与えた。第33軍参謀野口省己少佐は、第31師団の置かれていた苦境には理解を示しつつも、上級司令部が無能で、無理な命令を出していたからと言って、その指揮下の師団長が勝手に行動することは決して許されることではなく、軍隊成立の命脈である軍紀を破壊した罪は大きいと断罪している。野口は佐藤と同じく、要衝ミイトキーナ死守命令を受けながら果たせなかった第56歩兵団長水上源蔵少将のように、佐藤も潔く自決するか、自らが殿となって師団の撤退の人柱となるべきであったと指摘しているが、佐藤はその役目をコヒマで死闘を続けている宮崎に押し付けることになる。
独断撤退を決めた佐藤は6月1日、第15軍に「占領以来6旬に垂んとし、今や刀折れ矢尽き糧絶え、コヒマを放棄せざるべからざるに至れるは、真に断腸の思いに堪えず、何れの日にか再び来りて、英霊を慰めん」という電文を発信させたのち、参謀長の加藤に「これを見て泣かざるものは人にあらず」と言って撤退を開始した。牟田口は佐藤の独断撤退を聞いて激怒はしたものの、これを陸軍刑法第42条違反の抗命事件としては軍の統率が乱れるものと考えて、取り繕うように、後退は認めるが、その時期は別命すると打電したが、佐藤は今さら抗命を問題視する必要もないと考えてこの命令を黙殺した。翌6月2日、牟田口は高級参謀木下の意見も入れて、さらに佐藤に対して「宮崎支隊（歩兵4個大隊、砲兵1個大隊基幹）を第15軍直轄とし、「アラズラ」及び「ソジヘマ」で敵軍を阻止する」「その間に師団主力は「ウクルル」まで撤退し補給を受ける」「補給を受けたら第15師団と連携してインパール攻撃の準備を行う」とする、撤退を追認する電文を送信した。牟田口が再三に渡って佐藤の撤退を追認する命令を送った意図として、牟田口自身も盧溝橋事件の際に独断で中国軍を攻撃したが、そのときの上官であった河辺がその独断を許して、河辺の命令で攻撃したように取り繕ってくれたことを思い出し、自分も「このさい佐藤を救う意味で」撤退命令を出したと述べている。
牟田口の新たな命令を受け取った佐藤は、宮崎支隊を残置することに対して強硬に反対したが、熟考の末に命令の4個大隊の戦力ではなく、現状で宮崎が把握している実質1個大隊程度の戦力を指揮下として残置することとした。さらにその作戦も「アラズラ」及び「ソジヘマ」で敵軍を阻止するのではなく、コヒマとインパール間の幹線道路で地域持久を行って主力の撤退を援護するというものとなった。これは、戦力も作戦目的も明らかに牟田口の命令に反するものであり、度重なる命令無視に牟田口は憤慨し、宮崎支隊の兵力を軍命令通りに増強するよう命じたが、佐藤はこれも黙殺したうえに無線封鎖を行った。このとき牟田口は河辺に対して「軍律により処断すべき場合の生ずることを慮れる」と佐藤の更迭を示唆する軍機電報を打電している。

#### 河辺と牟田口の会談
6月5日、牟田口をビルマ方面軍司令官河辺正三中将がインダンギーの第15軍司令部に訪ねて会談した。2人は4月の攻勢失敗の時点で作戦の帰趨を悟っており、作戦中止は不可避であると考えていた。牟田口は河辺が作戦続行の能否について自分の意見を聞きに来たと思ったが、あえてそれには触れずに熱涙を流しながら「今が峠なり、これ以上心配はかけず」と強がりを言い、河辺もそれ以上は踏み込まなかった。翌6日の朝食後には、河辺と牟田口が二人きりになる時間があり、約1時間に渡って水入らずの懇談を行った。その席で牟田口はまず決心していた第15師団長山内の解任を申し出て、河辺はこれを了承した。その後、牟田口は明らかに何かを河辺に訴えたそうであったが、口まで出かけて躊躇する姿が見られた。その時の状況を牟田口は、下記のように振り返っている。
しかし、ついに牟田口は口にすることができず、2人の懇談は話題が途切れて終了となった。河辺は第15軍幕僚を集めると本心とは裏腹な「十分な確信と安心とを以て帰還する」旨を述べて第15軍司令部を後にした。河辺はこの日の日記に「牟田口軍司令官の面上には、なほ言はんと欲して言ひ得ざる何物かの存する印象ありしも予亦露骨に之を窮めんとはせずして別る」と記し、そのときの牟田口の沈痛な表情や、部隊視察で見た豪雨にうたれながら前線に重い足取りで向かう兵士たちのことを思い出して、インパール作戦には望みなく、作戦中止の判断を下す時だとも考えたが、16日間もの部隊視察中に、大本営や南方軍から届いていた大量のインパール作戦への激励電報や、打つ手が残されている限り最後まで戦えという督戦電報を見ると、どうしても作戦中止の決断をすることができず、遂にはその決断を保留した。こうして、河辺や牟田口が作戦中止をためらっている間にも、弾薬や食糧の尽きた前線では飢餓や病による死者が急増した。

#### 佐藤師団長と久野村参謀長の会談

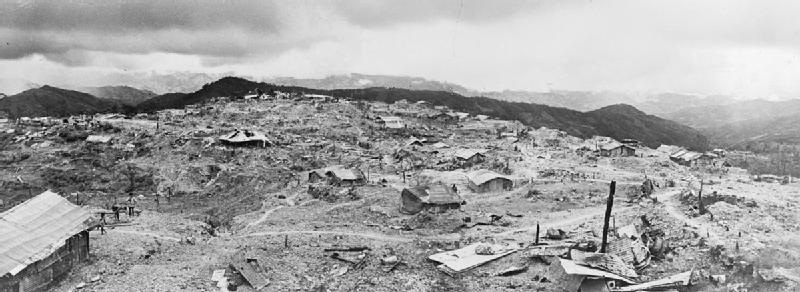
激戦によって破壊され尽くしたコヒマの市街地

牟田口は無線封鎖をしている第31師団に対して、命令を実行させるために参謀長の久野村を向かわせていた。第31師団はコヒマを出発したのち、6月20日に補給基地であったウクルルまで退却したが、そこにも食糧は全くなかった。ウクルルでの補給を約束していた第15軍であったが、補給基地のフミネからウクルルまでの道路は元々車は通行できなかったうえに、このとき既にビルマは雨季に入っており、人力に頼った輸送は全く捗らず、それでも僅かに輸送した物資はすべて第15師団の兵士が持ち去っていた。佐藤はこの報告を聞いて、さらにフミネまでの撤退を決意した。そのとき久野村がウクルル近辺のロンシャンで野営していた第31師団司令部に到着し、佐藤との面会を要求したが、佐藤は「軍参謀長に会う必要はない」と言って面会を拒絶した。それでも久野村が諦めずに面会を要求したため、佐藤も不承不承会うこととした。久野村は「フミネに900人の兵士を派遣して補給物資を受け取る」「宮崎支隊に増援を送る」「師団長は残余の部隊を率いサンジャック方面から第15師団と連携してインパールを攻撃する」という命令書を佐藤に手交しようとしたが、佐藤は久野村を顔を見るや「米と弾丸は何処にあるか。お前たちは兵隊の骨までしゃぶる気か、俺は米のある處まで下がる」と一喝した。温和であった久野村は佐藤の気迫に圧倒されたが、佐藤が軍命令通りインパールに向かう意志はあるのかを確認した。佐藤は軍命令を実行しないわけではないが、まずは兵を食わせてからだと譲らず、結局は第31師団のフミネまでの撤退を黙認させられた。
なお、戦後になってから、佐藤による抗命事件は独断撤退のことと認識されているが、作戦当時の佐藤本人の認識では、独断撤退のことは問題視しておらず、この久野村から受領した命令を履行しなかったことによる、命令不履行の抗命の冤罪のことであったと、師団長更迭直後に纏めた告発書「林集団首脳部に於て烈兵団長佐藤中将抗命せり等と策謀せし事件の真相並に之に対する観察」に記述している。佐藤が命令書を受領した後の6月26日になって、緬甸方面軍司令部から第15軍司令部に対して「インパール街道の遮断を継続」という命令が打電され、翌27日には佐藤の手元にも届いていたが、佐藤は宮崎支隊の動向を掴んでいなかったため、この命令を黙殺した。なお、宮崎支隊は生き残った400人の兵力で20,000人以上のイギリス軍を約3週間も足止めするという離れ業を演じていたが、6月21日に突破されてインパール街道の打通を許しており（詳細は#コヒマ・インパール間の打通で後述）、そこで第15軍司令部は、インパール街道打通を許したのは「宮崎支隊への増援」などの命令書を佐藤に渡していたのにもかかわらず、それを履行しなかった佐藤の命令不履行による抗命が原因であったと緬甸方面軍司令部に報告した。佐藤はこのことを知って、既述の告発書を書いて、ロンシャンで面会したときに久野村らは第31師団の状況は分かっていたはずで、これは第15軍司令部による責任転嫁であると激しく反発している。
第31師団は雨季の激しい豪雨のなかで、次々と新たな病人が発生しており、飢餓と併せて、次々と将兵が倒れていった。道端には遺体や歩けなくなった傷病者があふれていたが、佐藤は道端で座り込んでいる兵士を見ると、近くに寄ってきて必ず声をかけ「ご苦労、もう少しだ、元気出せ」と励まして、遺体に対しては「もう少し山の中に引き入れてやれ」などと言って、ひとつひとつ英霊を丁重に葬った。また、常々兵士に対しては日本軍の伝統を否定するような「死ぬばかりが御奉公じゃない」と言って聞かせており、その様子を見て兵士たちは佐藤に対する信頼を厚くしていった。一方で、第15軍は既に佐藤に見切りをつけており、佐藤に散々罵倒された久野村は「第31師団はもう駄目だ。軍紀が破壊されている」という感想を抱き、事態収拾のために第15軍司令部への帰路を急いでいた。

#### 佐藤師団長更迭
6月23日に第31師団はフミネに到着し、そこで18トンの食糧の補給を受けた。しかしこれでは師団の数日分に過ぎず、佐藤は師団にフミネ周辺での食料調達を命じて、次期の作戦準備を行っていたが、7月9日になって佐藤は「第31師団長を免じ、本日付けをもって、ビルマ方面軍司令部付きを命ず」という辞令を受け取った。佐藤は既に更迭を覚悟しており、最後に牟田口と面談して一戦交えるつもりで7月12日にタンタン部落の第15軍司令部を訪れた。しかし、第15軍の参謀は、両者が会えば刃傷沙汰になると危惧しており、久野村が佐藤の来訪を待ち受けていた牟田口を説き伏せて前線視察に出し、自分も病気療養中と偽ることとして、高級参謀の木下に佐藤と面会させた。佐藤は軍司令官も参謀長も顔を出さず、一介の参謀が応対に出てきたことに激怒して木下を一喝したが、すべてを察して佐藤の剣幕に怯えている木下に対して、牟田口の非を指摘し、第31師団撤退に対する手配などを要求したのち第15軍司令部を後にした。
牟田口との面談ができなかった佐藤は、軍司令部付としてラングーンに帰ってきたが、そこで身に覚えのない命令不履行の抗命罪の嫌疑がかけられていることを知った。佐藤はこれを第15軍司令部が作戦失敗の責任を自分に転嫁しようとしていると考えて激昂し、軍法会議にて全てを明らかにしようと考えて、告発書を纏めるなどその準備を進めた。牟田口も「このさい佐藤を救う意味で」という考えは、その後の再三に渡る佐藤の命令無視によって改め「情状酌量の余地なし、軍律に照らし厳重に処断せよ」と軍法会議による正当な処罰を希望するようになっていたが、緬甸方面軍は佐藤を精神病として扱う方針を決めていた。そのときの緬甸方面軍の方針について方面軍作戦参謀不破博中佐は「軍法会議にできないことはないが、そんなことにかかずらう時間など、当時まったくなかった。とにかく、早くどこかに行ってほしい、そんな気持ちであった」と述べている。また、河辺が、親補職の師団長を軍法会議にかけるには、昭和天皇の親裁を要することから、不祥事が重大化することを懸念して、軍法会議を回避したという指摘もある。
7月23日に佐藤は緬甸方面軍司令部に出頭し河辺と面談した。佐藤は河辺に対して牟田口への批判をまくしたてたが、河辺はそれを適当にいなすと、佐藤に対して方面軍方針通りに「とにかく軍医の診断をうけられたい」と伝えた。河辺から精神病専門の医師団に診察させると聞かされて初めて自分が心身症扱いされていることを知って「俺は精神健在、正気で信念を持って違命退却を断行したもので、軍法会議にかけられることは覚悟の前、否、却って望むところであり、その会議において第15軍の作戦命令を糾弾し、大局の上から白黒を明らかにする」と熱弁してやまなかった。精神病専門医の診断は綿密に行われ、ここでは不正はなく佐藤は健康体と認められた。陸軍省も調査に乗り出し、法務局担当者が佐藤からの事情聴取を行い、緬甸方面軍坂口法務部長もシンガポールまで飛んで方面軍とも協議したが、軍法会議は開かれることなく不起訴になったとされる。
しかし、軍法会議で佐藤が審理されたという証言もある。第31師団工兵第31連隊中隊長村田平次中尉によれば、連隊長の鈴木孝中佐がかつて佐藤の部隊に所属して懇意にしていたことから、鈴木の部下であった村田も佐藤から可愛がられていたという。佐藤が師団長を更迭された後の1944年10月にマンダレーで佐藤と村田は再会しているが、その際、感激のあまり泣きじゃくる村田に佐藤は「よく生きて帰ったな。よかった、よかった。苦労かけたな」と優しく語り掛けたのち、「軍は俺を軍法会議にかけよったが、俺は2日間にわたってとうとうと自己弁護をやったよ。畏くも陛下の赤子を、一司令官のわがままにより犬死させてなるものか」と自分が軍法会議にかけられたとし、「軍法会議の判決は無罪となったよ」と淡々と判決の話までしたという。村田は「こんな立派な将軍を、どうして軍法会議にかけねばならなかったのか」と憤りを覚えていたため、「無罪になった」との佐藤の言葉は脳裡に深く刻み込まれたと述べている。また、インパール作戦当時 第28軍参謀長であった岩畔豪雄も、「佐藤さんは抗命して頑張るというものだからとうとう軍法会議にかけられて」という経緯を興味を持って追っていたが、最終的に「（佐藤が軍を）やめることになった」ということで落ち着いたと述べている。
軍法会議の判決によるものかは明らかではないが、佐藤は10月23日付けで予備役に編入されることとなった。日本に帰るときには諦めからかすっかりと落ち着いており、従兵として長らく世話をしていた兵長から「閣下、内地に帰られたら何をされますか」と質問されると、達筆であった佐藤は「そうだな、書道の先生でもやるか」と言い残して日本に帰国した。
佐藤が去った後の第31師団に後任の師団長として河田槌太郎中将が任じられた。佐藤の独断撤退は多くの第31師団将兵の命を救ったが、同時に軍の士気と統制を喪失させていた。後に1964年東京オリンピックでバレーボール日本女子代表を率いて金メダルを獲得した大松博文は、第31師団の輜重兵部隊としてこの撤退に加わっていたが、このときの状況について、撤退当初には保たれていた師団内の信頼関係が、次第に崩れてお互いに疑心暗鬼となり、さらに牟田口と佐藤の醜い争いが漏れ伝わってくると、師団内の混乱は更に深まったと振り返っている。
河田は師団に着任すると、その惨状を目の当たりにし、師団長自らが率先して、将校や兵卒の区別なく大声を張り上げ叱咤激励し、師団の立て直しに尽力した。その河田の一念が通じて第31師団の統制は徐々に回復し、一部では追撃してきたイギリス軍に応戦して味方部隊の撤退を援護したほどであった。第31師団はその後も撤退を続けて、9月9日にピンレブに到達するとようやくまとまった補給を受けることができた。将兵には1人当たり1升5合の米と粉末味噌汁と野菜代用品としてパパイヤが支給された。特に久しぶりに口にする味噌汁に全員が感動して「こんな美味いものはなかった」「生きていてよかった」と泣きながら飲んだという。新しい衣類と軍靴も支給され、ボロボロになっていた衣服を着替えることもできた。6月1日の佐藤による独断撤退で始まった第31師団将兵の凄惨な撤退は100日間で600㎞にも達し、5,500人の将兵が無事に生還したが、この人数は第15軍の師団の中で一番多い人数となった。

#### 宮崎支隊による撤退援護

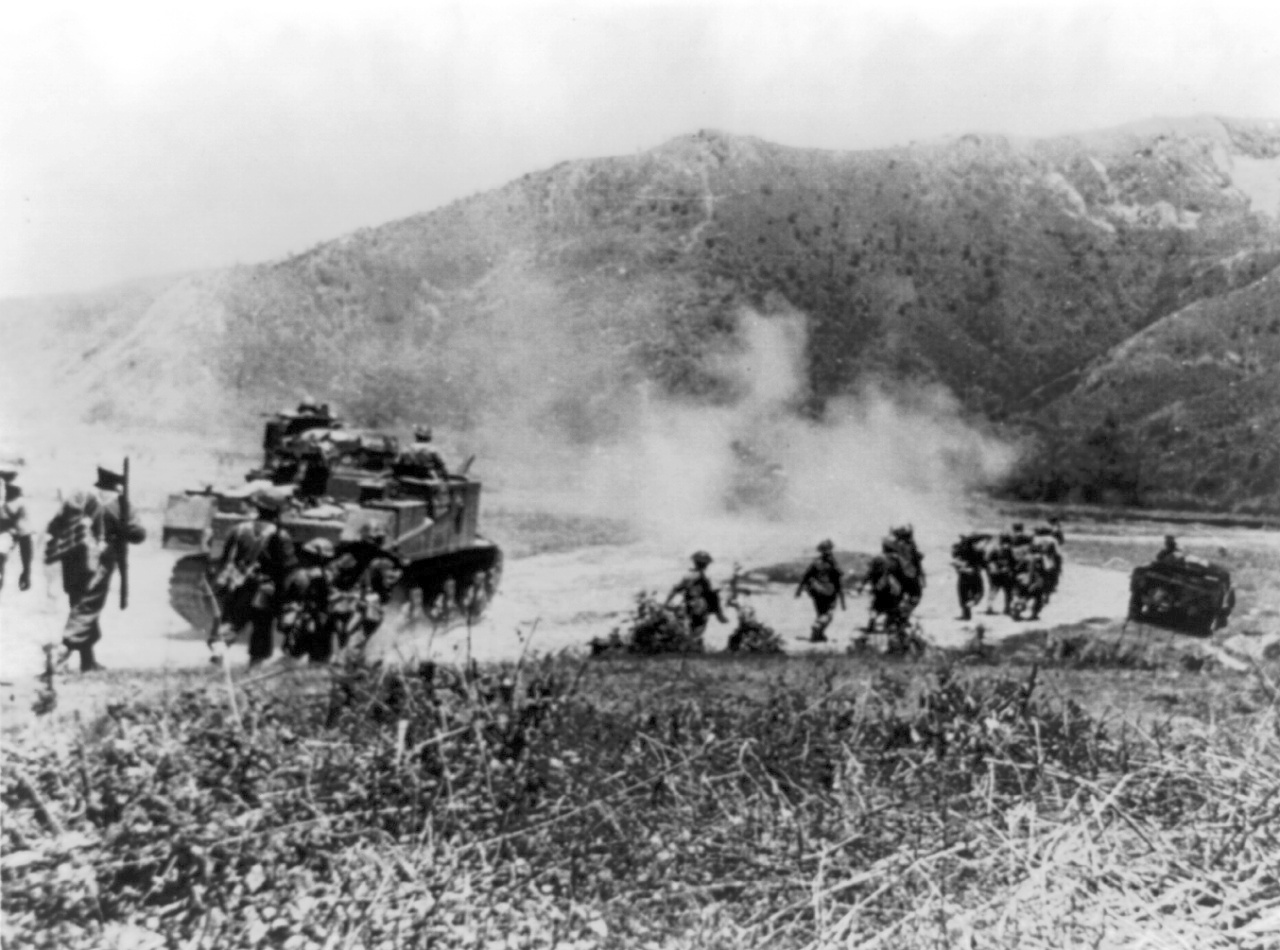
インパール-コヒマ間の幹線道路を進撃する、M3中戦車を伴ったグルカ兵

第31師団が独断で撤退すれば、インパールで戦う他の2個師団がさらなる苦境に追い込まれるのは確実であった。そこで第15軍は佐藤にコヒマで敢闘する宮崎支隊に戦力を増強してイギリス軍の足止めをするように命じたが、佐藤は宮崎支隊を残したところで圧倒的なイギリス軍には対抗できないのは明らかであって、宮崎支隊を残置することに対して反対した。しかし佐藤は熟考の上で、宮崎支隊をコヒマとインパール間の幹線道路沿いで地域持久するために置いていくこととしたが、その戦力は第15軍が命令した4個大隊ではなく、わずか5個中隊750人であった。命令通りの4個大隊であれば、現時点での第31師団の残存兵力の過半を置いていくこととなり、佐藤の「余は第三十一師団の将兵を救わんとする」とする主張と矛盾するため、第15軍命令に妥協して最低限の兵力としたのであるが、イギリス軍の怒涛の進撃の前に、僅かな兵力を残置する佐藤の真意は理解しがたいものがあり、「困難な仕事を宮崎に押し付けておいて、自分は安全な道をさがった」と批判されることになった。
残置の命令を受けた宮崎は、独断撤退を決めた佐藤とは意見が異なり「折角手に入れたコヒマを手離した真相は自分にはわからない」と独断撤退には否定的ではあったが、師団主力の撤退には一定の理解を示してこの困難な任務を平然と受けた。佐藤は師団主力を率いて撤退する直前に宮崎に対して「死ぬなよ」とたった一言電話で伝えたが、圧倒的なイギリス軍に対して宮崎支隊が撃破されるのは必定であり、これは佐藤が嫌っていた「玉砕」を宮崎に強いるも同然で矛盾した命令となった。追撃してくるのはイギリス軍第2師団20,000人であり、宮崎隊の数十倍以上の大軍であったが、宮崎はこの実質的な「玉砕」命令を受けても、特に無茶な任務を命じられたとも思わず、「いよいよ最期のときがきた、あとはただ戦って死ぬのみだ」と考えて、部下将兵に対しては「抗戦の世界記録を作ろう」と言って士気を鼓舞した。宮崎は2日あれば踏破してしまうコヒマとインパール間の街道を、4つの陣地の8区間に区切って、1区間で4日足止めして約30日間稼ごうと計画した。
宮崎は敵の足止めのために、ありとあらゆる奇術を尽くした。わずかな兵力を大兵力に見せかけるため、小規模な夜襲を断続的に繰り返したり、あちこちで偽の炊事の煙を上げた。またわずか2門だけ残っていた連隊砲をせわしなく移動し、優勢な火砲があるかのように見せかけた。宮崎は、インパールまでの幹線道路上に構築していた陣地で可能な限りイギリス軍を足止めし、陣地が突破されそうになると速やかに次の陣地に移動してさらに足止めし、師団主力の撤退のため時間を稼ぎ続けた。イギリス軍は第31師団がコヒマから後退しつつあることは掴んでいたが、よもやわずかな宮崎支隊だけを残して他がすべて撤退しているとは考えが及ばなかったため、宮崎の策略にはまって、常に巧妙な罠が仕組まれているような懸念に襲われており、宮崎支隊を追撃していた第2師団の師団長グローヴァーはインパールとコヒマ間の打通を急ぎながらも、途方もない危機に誘い込まれるような違和感を感じて、部隊に警戒を怠らずゆっくりと進撃するよう命じざるを得なかった。この第2師団の遅々たる前進を第33軍団司令官ストップフォードは不満に感じており、第2師団を「なんて遅い進軍であろう。物陰にさえ怯えているんだ・・・何の障害もないところを進んだと思ったら、たったの2マイル半」と嘲笑った。宮崎支隊の激しい抵抗で部隊の損害も蓄積しており、前線のある大隊は死傷とマラリアの罹患で次々と兵士が倒れていき、大隊長が気が付いたときには戦える健常な将兵はたった1棟の竹製の兵舎に収納できるぐらいになっていた。グローヴァーはコヒマ戦からこの追撃戦までのの指揮の責任をストップフォードから問われて、7月4日に師団長を解任されている。
宮崎支隊には工兵第31連隊も同行していたが、宮崎は引き続き1個中隊相当の戦力だけ同行させて、残りは師団主力と共に撤退を命じた。連隊長の鈴木は中隊と一緒に残ることを選択し、師団主力と撤退する部下将校に「もし君が無事に日本に帰ることができたら、これを俺の形見として家族に渡してもらいたい」と時計を託し、水盃を交わして別れを告げた。鈴木は工兵隊の中から対戦車攻撃隊を編成、対戦車攻撃隊は臼砲本体がなく持て余していた臼砲弾を橋梁上に埋設し、それを知らないイギリス軍のM3中戦車が橋梁に入るタイミングを見計らって電気点火でこれを爆発させ、M3中戦車はその衝撃で吹き飛び、橋梁も破壊され、追撃してくるイギリス軍戦車隊の足止めに成功した。この数日後には、宮崎支隊の歩兵が守るマラム村落前面陣地の近くの崖の上に対戦車攻撃隊を配置し、陣地に迫ってきたM3中戦車の頭上から爆薬を投下し、1輌を爆破炎上させた。その報復は激しく、イギリス軍は路上に6輌のM3中戦車を展開させると、実に4時間に渡って崖上の対戦車攻撃隊目掛けて砲撃を浴びせ続け、山の前面はほとんど裸になってしまったが、対戦車攻撃隊の兵士は稜線の反対斜面に身を隠していたので無事であった。その後、日没となったので、日本軍の夜襲を恐れた戦車隊は後退を開始し、ここでもイギリス軍戦車隊の足止めに成功した。

#### コヒマ・インパール間の打通

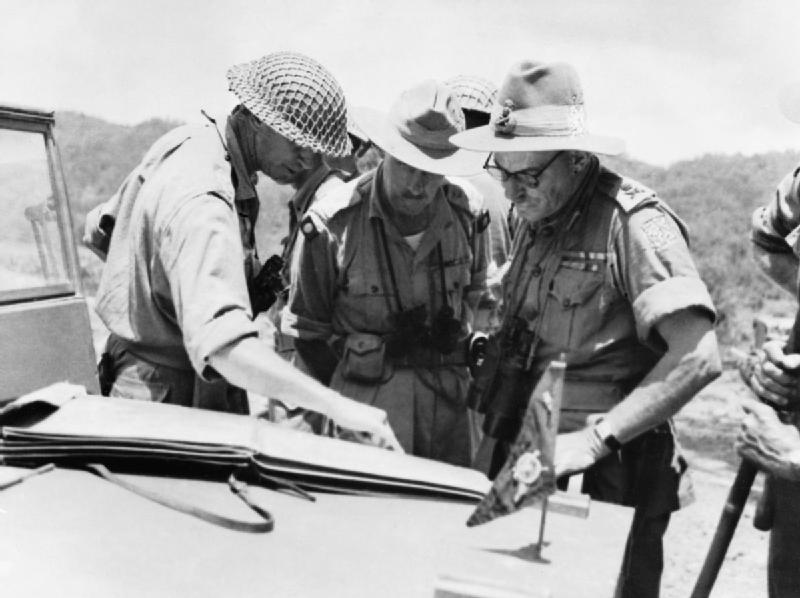
コヒマ・インパール間の打通後に打合せする第33軍団司令官モンタギュー・ストップフォード中将（右）と第2師団長ジョン・グローヴァー中将（左）

計画通りにイギリス軍の足止めに成功していた宮崎は、街道上に構築した3つ目の陣地となるマラムの陣地で陣頭指揮を執っていた。マラム陣地では6日間もイギリス軍を足止めしていたが、宮崎は突破されるのも時間の問題と考えて、次の陣地への撤退を考えていた。6月20日になって、マラム前面の陣地で防戦していた部隊は、イギリス軍戦車隊の圧力を前に撤退を開始し、盛んに斥候を出して戦場の様子を探っていた工兵隊の鈴木も、これ以上この位置に留まるのは危険と判断し、宮崎と合流して命令を仰ぐこととした。翌6月21日の未明に、宮崎は鈴木からの報告やその他にも戦況を冷静に分析して、もはや4つ目の陣地に下がる前にイギリス軍に捕捉されるのは確実であり、「戦況上、もはや本道上の防衛は成り難い」と決断し、これまでの激戦でわずか400人にまで減った部隊の玉砕を避けるため、街道上からの撤退を指示した。兵士の戦意はまだ高く、ゲリラ戦で敵を苦しめてはどうかとの意見進言もあったが、宮崎の判断は変わらなかった。
イギリス軍は夜が明けると、M4中戦車10数輌を先頭にして一気に幹線道路を進撃した。宮崎はイギリス軍大部隊が目の前を列をなして通り過ぎていくのを見て、作戦開始以降100日間、常に最前線で戦ってきた労苦が水泡に帰したことを悟った。鈴木たち工兵隊も、街道上からの退避を命じられて、街道を見下ろす山中に退避した。そこで街道の様子をうかがっていたが、6月22日にはさらに大部隊が街道をインパール方面に向かって進行しており、その数を数えたところ、戦車を含む車輛が2,600輌、火砲は69門にも及んだという。その堂々の進撃を見た工兵たちは、これまでの自分らの敢闘が報われなかった悔しさで涙を禁じえなかったと共に、あまりの敵の強力さに驚愕させられている。
ここで宮崎支隊の長かった死闘も幕を閉じたが、これまでのイギリス第2師団との死闘によって、両軍兵士の間には友情の様なものが芽生えていた。終戦となって宮崎支隊の生還者は捕虜収容所に収容されるが、収容所にいたイギリス兵の胸マークに、コヒマ戦中に見慣れた胸マークを見かけ「ヘイ、ユー、コヒマ？」とたどたどしい英語で尋ねると、イギリス兵は宮崎支隊兵士の第31師団の胸章（桜）を見つけて「OH,Christmas cake（イギリス兵は桜をクリスマスケーキと勘違いしていた）You,Kohima」と喜んで、煙草をくれたという。そして、戦後にイギリスの歴史家スウィンソンがコヒマ戦の戦記を執筆するため、両軍の従軍者に協力を求めたところ、積極的な資料提供や証言があり、スウィンソンはこんなにも友情を持って温かく助けられるとは想像もしていなかったと感動している。
イギリス軍の進撃路の先には第15師団歩兵第60連隊（連隊長松村弘大佐）が苦闘を続けていた。松村は師団司令部より「如何なる事態に立ち至るもインパール、コヒマ道を開放せざるを要す」と命じられており、補給絶無、死傷者続出の中で、インパール方面から攻撃してくるイギリス軍と激戦を繰り広げていた。昼はイギリス軍重砲の砲撃を陣地内で耐え忍び、その後に進撃してくる戦車に対しては、わずかな対戦車砲と手榴弾、火炎瓶で立ち向かい、何輌も撃破して撃退した。そして夜は寝る間もなく砲撃で破壊された陣地の修理を行うという日課を延々と続けており、連隊の将兵はこの極限の状況で「死んだ方がましだ」と言い合っていた。佐藤は他の師団に知らせることなく撤退したため、松村は側面の第31師団が撤退したことを知らなかったが、6月18日になって宮崎支隊の西田将大尉が連隊本部を訪れて師団主力の独断撤退を報告した。松村は「師団長の独断で、作戦を中止して転進を開始したことは、あまりにも独断の範囲を越した無謀な行動だ」と佐藤を非難し、連隊が危機的状況に陥っていることを認識したが、この後、佐藤の独断撤退に翻弄された歩兵第60連隊は、インパールに従軍した日本軍の連隊のなかでも最も悲惨な連隊の一つとなってしまう。松村は宮崎支隊に将校を派遣して状況の把握に努め、6月20日の宮崎支隊のマラム陣地が突破されたことは、すぐに連隊に知らされ、松村は連隊に陣地転換も命じたが、インパール方面から絶え間なく攻撃してくるイギリス軍との戦闘に忙殺され、なかなか捗らず、野戦病院で治療中の大量の戦傷者の移送は殆どできなかった。
6月22日、ついに宮崎支隊を突破したイギリス軍大部隊がコヒマ方面から松村連隊に襲い掛かった。これで松村連隊はインパール方面とコヒマ方面から挟撃されることとなり、もはやまともな抗戦もできなかった。野戦病院にもイギリス軍部隊が突入し、動ける負傷兵は覚悟を決めて手榴弾で自爆したが、動けない負傷兵はイギリス軍に射殺された。それでも健常な兵士は抗戦したり、負傷した戦友を担いで近くの山中に退避しようとしたが、イギリス軍の戦車砲弾で次々と倒れていった。本多挺身隊による3月29日の攻略以降、インパール＝コヒマ間幹線道路を遮断していた要衝ミッションを約3ヶ月ぶりに奪還され、6月22日午前10時30分、ついにコヒマとインパール間はイギリス軍によって打通されて、インパール作戦の失敗は決定的となった。どうにかイギリス軍の追撃を振り切った連隊の兵士たちが山中からミッションの様子をうかがっていると、イギリス軍が積み重なっている動けなくなった日本軍の重傷者に水をかけているのが見えたので、負傷兵を洗ってくれているのかと思っていたら、その後にその日本兵が炎に包まれたので、かけていたのは水ではなくガソリンであり、生きたまま焼殺したことに気が付き愕然とさせられた。生きたまま焼殺された日本兵捕虜は100人以上にも上ったとされる。この22日の1日で松村連隊は260人の兵士が戦死し、のちにこの日のことは「ミッションの悲劇」とも呼ばれた。松村連隊のインパール作戦での戦死者は、ほぼ連隊の定数にあたる3,000余人で、第2機関銃中隊は130人の定数のなかで生還できたのはわずか2人だけであった。
このインパール＝コヒマ間の打通によって、イギリス軍は勝利を確信した。この日は、それまでの陰鬱な雨が嘘の様に晴れ上がり、太陽が燦燦と山々を照らして、戦場を水浸しの泥濘地獄から草木の緑が鮮やかな楽園へと変貌させていた。イギリス軍兵士たちは清々しい気持ちでようやく息抜きすることができ、それぞれ腰を下して煙草をふかしたり、食べ物を口に運んだりし、お祝いに全兵士にビールが支給され、数週間ぶりに乾杯した。報告を受けたスリムは、これまでのイギリス軍と日本軍のビルマでの戦いを振り返って「借りていたものは利子をつけて全部返した」と勝ち誇り、東南アジア連合軍最高指揮官マウントバッテンは、チャーチルに対して勝利報告を行った。

### 作戦中止命令

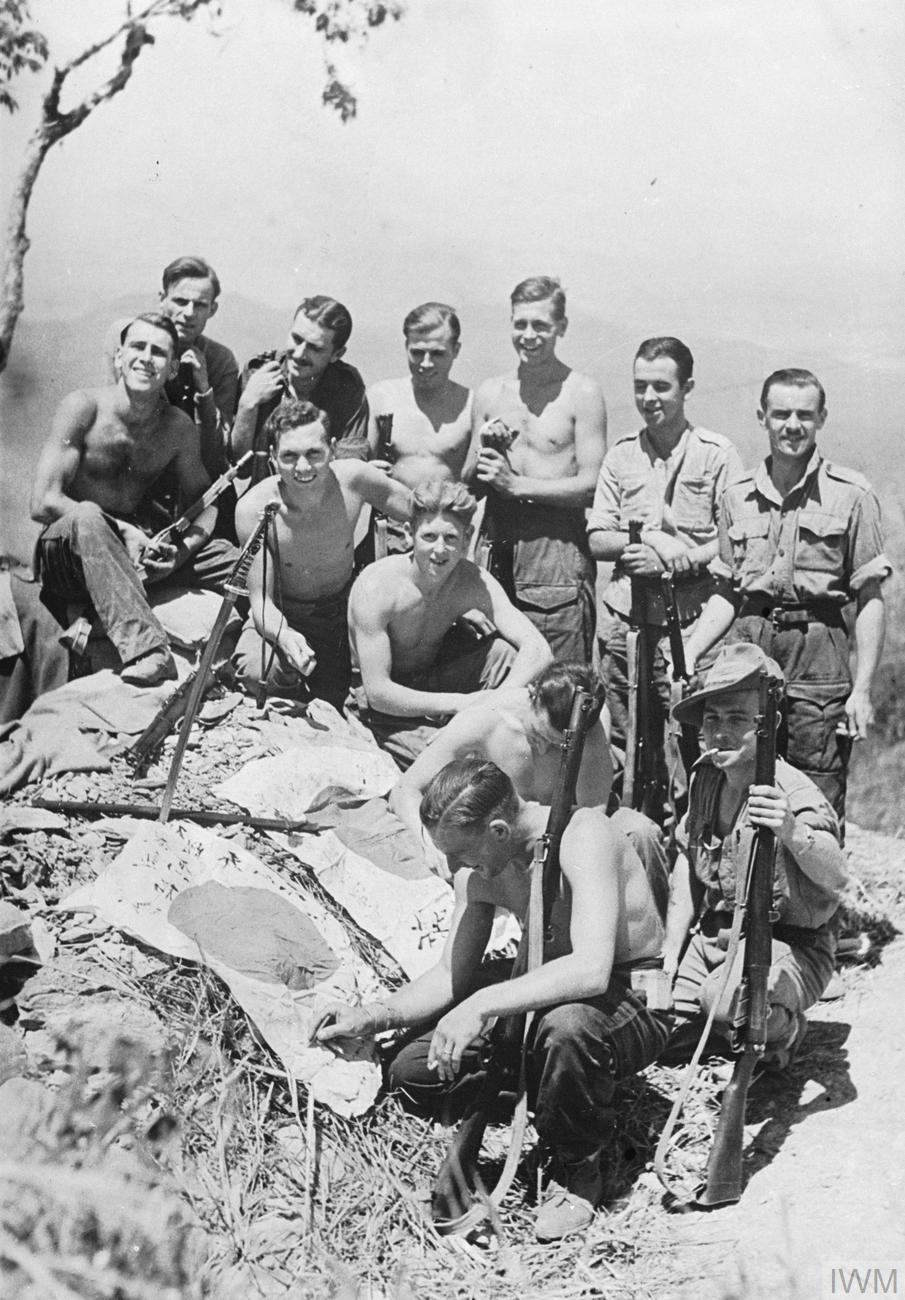
鹵獲した日本国旗にサインするイギリス軍兵士

この時期、中国軍のインド遠征軍にアメリカ軍の小部隊を加えた空挺部隊及び地上部隊がビルマ北部の日本軍の拠点であるミイトキーナ（現在のミッチーナー）郊外の飛行場を急襲し占領しており、守備隊の歩兵第114連隊や援軍として投入された第56師団と激戦を繰り広げていた（ミイトキーナの戦い）。この他、ビルマ東部では中国軍雲南遠征軍が怒江を渡河して日本軍の守備隊のいる拉孟や騰越を包囲しており（拉孟・騰越の戦い）、インパール方面の戦線は突出していた。
インパールとコヒマが打通した報告を受けた牟田口はようやく「勝負あった」と敗北を認めた。参謀長の久野村は緬甸方面軍に対して「若し方面軍に於いて万一攻勢を中止し、防勢に転移せしめらるる場合に於いては、軍の現状よりして印緬国境線上の要線たるチンドウィン川右岸よりモーレイク西北方高地を経てティディム付近に亘る線に後退せしめらるるを至当と判断する」という作戦中止の具申書を起草したが、牟田口は即座にサインすると久野村に向かって「あとは、クビの座に座るだけだ」と観念したように呟いた。方面軍司令官河辺は6月25日から腸疾患で入院していたが、病床でこの牟田口の作戦中止具申書を受け取ると、既に敗北を認識していたのにもかかわらず「軍よりかくの如き消極的意見具申に接するは、意外とするところなり。方面軍としてはただ任務に基づく攻勢あるのみ」とする電文を返電した。観念していたはずの牟田口であったが、この電文を自分への督戦と判断し「軍人が敵を恐れてどうなるか。ことの成否にかかわらず、命令を遂行するのが軍人のつとめだ。命あるかぎり、攻撃せねばならない」と感激して、「パレルぐらいは攻略しよう」と思い立ちパレルの攻略を計画した。その作戦によれば、パレル外郭で苦戦中の山本支隊に第33師団主力と第31師団の残存兵力を加えて攻撃する一方で、宮崎支隊に第15師団の残存兵力を加えてウクルル方面でイギリス軍の攻撃を阻止するという、壊滅状態の第15軍では実現不可能なものであった。
コヒマ＝インパール間の打通を許したのちも厳しい退却戦を戦っていた宮崎に「松村連隊を指揮せよ」という命令が届いたのは7月2日であった。牟田口にまだ好感を抱いていた宮崎はその命令を松村連隊と共に撤退せよという命令と誤認し「軍司令官は佐藤師団長のいわれるように、血も涙もない人ではない。やはり情もある将軍だよ」と部下に話していたが、7月8日に第15軍司令部に到達してパレル攻撃作戦を知ると唖然とし「軍は、まだそんなこと言っているのか。気狂いだ。なにもわかってやしない」と吐き捨てた。柳田から師団長を引き継ぎ苦闘を続けていた第33師団長の田中も牟田口の命令に憤慨したが、軍命令として不承不承兵力を派遣することとした。しかし、戦力を消耗しきった各連隊から引き抜ける戦力はわずかであり、パレル方面に転進する第214連隊長の作間に託すことができた兵力はたった400人で「これでは連隊というより中隊なり」と田中は嘆いていた。
しかし、河辺の電報は督戦ではなく単なる激励であり、すでに作戦中止と決心していた。河辺は牟田口からの作戦中止の具申書を受け取ると、すぐに南方軍に参謀を派遣して作戦中止を具申し南方軍司令官寺内寿一元帥も了承しており、南方軍から作戦中止を具申された大本営も、6月中旬から始まったサイパンの戦いやマリアナ沖海戦の敗戦によって、いよいよ日本本土への危機が迫っており、いつまでもビルマにしがみついているほどの余裕はなく「大局に蹉跌を来すことは策を得たるものにあらず」と同感の旨を返電していた。その後の展開は早く、東京と南方軍司令部間で至急電が何度も飛び交ったのち、7月1日には参謀総長も兼任していた東條が昭和天皇にインパール作戦中止を上奏、7月3日午前2時半に河辺の元に南方軍より「緬甸方面軍は、今後チンドウィン川以西を持久しながら、北緬甸の援蒋ルート遮断に努めよ」というインパール作戦中止命令が到達した。
この命令は即日牟田口にも伝えられ、牟田口は先の河辺の「督戦電報」と相反する命令に戸惑ったが、「督戦電報」を河辺の本心と考えた牟田口はパレル攻略作戦準備を続行した。
激情型の牟田口は河辺から「死に場所をもらった」と思い込んでおり、7月10日自らが建立させた遥拝所に幹部を集め、泣きながら次のように訓示した。
しかし、河辺は自分の命令に反して牟田口がパレル攻略に固執していることに不快感を抱いており、7月12日に牟田口に「速やかに敵と離脱して・・・後退」とする具体的な撤退命令を出し、牟田口の最後のあがきも終わりをつげた。牟田口は作戦中止命令を受けたときの気持ちを以下の様に振り返っている。
牟田口はその苦衷を河辺に手紙で訴えたが、河辺は呆れて「今や一身の進退など考えるべき時にあらず」と突き放し、作戦に反対して更迭された元南方軍総参謀副長の稲田は、面目を失った牟田口を「そんなことより、牟田口は自決するかも知れん」と心配した。牟田口と参謀たちの人間関係も壊れていた。ある時、牟田口は藤原岩市参謀に「これだけの作戦に多くの部下を殺し、多くの兵器を失ったことは、司令官としての責任上、私は腹を斬ってお詫びしなければ、上御1人（天皇）や、将兵の霊に相済まんと思っとるが、貴官の腹蔵なき意見を聞きたい」と相談してきた。これに対し藤原は「昔から死ぬ、死ぬと言った人に死んだ例しはありません」「司令官としての責任を真実感じておられるなら黙って腹を斬ってください。誰も邪魔したり、止めたりは致しません。心置きなく腹を斬って下さい」と突き放し、結局自決することはなかった。

### 牟田口第15軍司令官更迭
牟田口ら第15軍司令部は、指揮下の部隊の撤退に先行する形でチンドウィン川を渡って、シュエジンへと移動した。さらに牟田口は、7月28日頃に一部参謀と副官のみを伴って司令部を離れ、さらに後方のシュウェボへと向かった。牟田口によれば、シュウェボへの先行は同地にいた方面軍兵站監の高田清秀少将との撤退中の食糧補給に関する打ち合わせのためであったが、参謀長の久野村が「補給の問題で必要なら、私が参ります」と引き留めたのにもかかわらず、強行したものであった。牟田口は細い泥道を杖を手にしながら徒歩で退いていったが、途中で飢えた落伍兵と遭遇すると、専属副官が牟田口に気を使って「こらっ、そこの兵。閣下がお通りだ。貴様たちは、なぜ敬礼をせんかっ。お前はどこの部隊のものか」と叱責したので、兵士たちはびくびくしながら立ち上がって敬礼した。牟田口はそのような兵士の様子を見てさすがに不憫に思ったのか「よか、よか、兵は疲れ切っているのだ」と副官をなだめたが、副官はさらに牟田口に対して「閣下、前線の兵隊はまったくたるんどる。こんなことだからろくな戦はできん」と吐き捨てた。牟田口はその副官の暴言には同意することはせずに先を急いだ。
このような態度で、部下よりも先に後退する牟田口一行に対して兵士らの怨嗟の声が向けられた、ここは軍司令官として、全戦線立て直しと、敵の浸透を阻止し要線確保を指揮しなければいけない正念場で、また牟田口の最後の腹切り場となると考えていた各師団司令部にとっても、師団を置いて戦場を去っていった牟田口に対する失望感が強まった。牟田口は後に「愚か者と言われることはなお忍びうるが、しかし、卑怯者と思われては悲憤の涙泣きを得ない」と述べているが、軍の統率者として、全軍から批判の声を浴び糾弾されることとなった。部下ばかりではなく上官の河辺も大切な時期に退却した牟田口を非難した。牟田口は、その後、8月4日頃にシュウェボ北西で軍主力の退路に予定されたピンレブ付近を視察。シュエジンに戻る途中でシュウェボまで後退中の第15軍司令部に出会い、合流した。この頃にはすっかり牟田口は無口になっており、毎日の習慣は付近の川に出かけて魚釣りをして、釣れた魚を撤退していく兵士に与えることであったという。また性格も往時の血気盛んさは影を潜め、朝日新聞の報道班員丸山静雄と一緒になったときには、皮膚病で苦しんでいた丸山を労わって声をかけて、第18師団長時代に現地の土侯から贈られたという宝刀を「記念にさしあげましょう」といって贈呈している。
日本軍が撤退することはインド指導者ボースにも伝えられた。ボースは納得しなかったのでやむなく緬甸方面軍参謀長の中が「共同作戦軍として、一刻も早く撤退にふみきらないことには、全軍の統制が乱れる」と撤退を懇願したところ、ボースは悲憤に咽びながら「わがインド国民軍は、祖国の領土に入って感激にひたっている。日本軍は撤退しても、インド国民軍は、自分の領土で死にたがっております」と嘆いた。
牟田口の作戦に戦局挽回の淡い期待を抱いていた東條は、サイパン島失陥の責任を取って、総理大臣、陸軍大臣、参謀総長のすべての職を辞した。退陣しても東條に対する陸軍内の反発は大きく、東條の意向で恣意的な人事を繰り返してきた陸軍次官富永更迭の声も次第に大きくなっていた。その富永は陸軍大臣となった杉山から東條人脈の整理を命じられており、東條の信頼が厚かった 軍事参議官兼陸軍兵器行政本部長木村兵太郎を外地に出すため、インパール作戦の責任者の河辺を更迭しその後任とすることにした。また、東條の期待を背負っていた牟田口も必然的に解任することとし、8月30日、牟田口と河辺はそろって軍司令官を解任されて、東京へ呼び戻された。
インド侵入時には東條の命令で大々的に行った大本営発表も、その後は4月8日のコヒマ占領が報じられてからは、一切報じられることはなく国民は日本軍の苦戦を全く知らされることはなかった。そして久々となる8月12日にインパール作戦の大本営発表が行われたが、「コヒマ及インパール平地周辺に於いて作戦中なりし我部隊は8月上旬印緬国境付近に戦線を整理し次期作戦準備中なり」と報じられ、国民に敗北は隠された。
軍司令官以外にも、インパール作戦に関係した参謀などの高級軍人のほとんどが更迭された。牟田口は軍司令官を解任されただけではなく、予備役に編入される懲罰人事を受けた。しかし、翌1945年（昭和20年）1月に召集され、応召の予備役中将として陸軍予科士官学校長に任じられた。この人事に対しては、陸軍内部からの異論もあり、インパール作戦失敗を早い時期に陸軍中央に報告した緬甸方面軍参謀の後は、この知らせを聞くと我が耳を疑うほど驚き、アラカン山中に万骨を枯らした将軍が将校生徒の教育に当たるとは、国軍人事も地に落ちたものだと呆れた。
牟田口は2度目の陸軍予科士官学校長時にはインパール作戦の話をすることは殆どなかった。そのまま1945年8月15日に終戦の日を迎えることとなったが、当日牟田口は生徒の代表を学校本部に集めると、畳が敷かれていた部屋で膝を交えて話をしている。その場で牟田口は、病人のように生気のない表情で「私が悪かった。私の不徳だ」とうわ言のように呟いていたという。その後、陸軍予科士官学校は閉校となり、牟田口は生徒の復員を最後まで見送ったが、学校閉鎖式のあとの昼食会で「今後は教育が最も重要になる。教育を誤ると大変なことになる。日本を救うのは日本人であり、その教育である」と新しい日本には教育が一番大切になると生徒に説いた。その表情は終戦の日の病人のような表情とは全く異なって快活だったので、生徒の一人は終戦の日に見せた牟田口の表情こそが、インパール作戦に対する赤裸々な心情を吐露した唯一の機会であったのではと振り返っている。

### 白骨街道

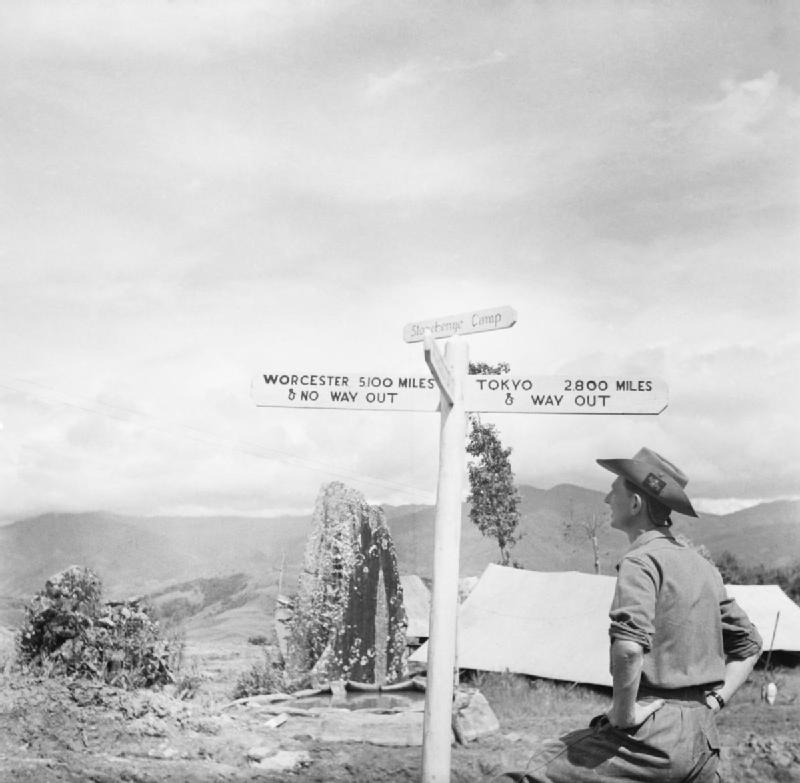
インパールとコヒマ間の幹線道路に立てられた道路標識「東京まで2,800マイル」と書かれている。

牟田口からの撤退命令は7月13日に第15軍各師団に伝達された。その命令によると「退却開始は7月16日とす」となっており、軍主力がチンドウィン川を渡河して作戦開始となってからおおよそ4か月目のことであった。退却戦に入っても日本軍兵士達は飢えに苦しみ、陸と空からイギリス軍の攻撃を受け、衰弱してマラリアや赤痢に罹患した者は、次々と脱落していった。退却路に沿って延々と続く、蛆の湧いた餓死者の腐乱死体や、白骨が横たわるむごたらしい有様から「白骨街道」と呼ばれた。イギリス軍の機動兵力で後退路はしばしば寸断される中、力尽きた戦友の白骨が後続部隊の道しるべになることすらあった。白骨が目立った理由としては、南方の灼熱がたちまち死体を腐敗させ、その腐肉にハエが群集して蛆に食べられたり、また、インドヒョウやハゲタカなどの動物にも食べられたうえ、激しい雨で容赦なく溶かされていき、みるみるうちに帽子をかぶり靴を履いた大量の白骨死体が出来上がったためであった。
トンへに急遽設営された野戦病院には1,000人を超える傷病兵が収容されたが、もはや手遅れの患者が多く、連日20人～30人がマラリア、赤痢、脚気、栄養失調など様々な原因で死んでいった。なかには赤痢で弱り切った身体で自分の周囲を整頓すると、看護兵に頼んで日本の方向を向いて上体を起こしてもらい「お母さん、お先に参らせていただきます」と別れの言葉を述べて絶命した少年兵もおり、軍医たちは涙を禁じえなかった。この少年兵のように絶命する寸前には「お母さん」という言葉を残す傷病兵が多かったという。
病気や飢えで動けなくなった敗残兵を安楽死させる“後尾収容班”も編成され、助かる見込みのない者に乾パンと手榴弾や小銃弾を渡して自決を迫り、出来ない者は射殺したとの証言もある。しかし、この“後尾収容班”による「自決命令」が出されたとされる部隊で、戦後に戦友会によって生存者に聴き取り調査を行ったところ、そのような事実はなかったという証言が圧倒的であった。自決命令がなかったとしても、多くの傷病兵が自決していたのは事実であった。多くの傷病兵は捕虜にはなるまいと銃で自分を撃ち抜いたり、手榴弾を抱いて自爆していたが、それでも死にきれなかった者は、塹壕に集められて手榴弾や機銃掃射で止めを刺された。占領地を視察していたスリムも、ある小さな野戦病院ですべての患者が銃で自決しているのを見て「捕虜になるよりは、自ら命を断つ方を選んだのであろう」と衝撃を受けている。集団感染を恐れたイギリス軍は、横たわってる日本兵を生死を問わずガソリンをかけて焼却し、悪臭を放つ日本兵の死体はブルドーザーで埋めて、その上に大量の石灰を撒いた。
撤退中の兵士達は、既に武器を捨てていたが、食糧が手に入った場合に備え、飯盒だけは絶対手放さなかった。米はなかったので、動物が食べている草を見つけては、害がないことを確認して飯盒で煮込んで食べた。飢餓に苦しんだ日本兵は、力尽きた味方の死体を食べて飢えを凌いだ。フミネまで撤退してきた第31師団の兵士に対して「肉もありまっせ」と陽気に関西弁で物々交換をもちかけてきた血色のよい兵士がいたが、第31師団の兵士たちは飢えに苦しんでおり、みんななけなしのタオルなどの私物を肉と交換して食べた。あとで冷静に思い返すと当時フミネには家畜はまったくおらず、それは戦友の人肉であった。また、いかにも毒々しい赤い色の茸を飢えのあまりに食べた兵士がいたが、それはワライダケであり、その兵士は一晩中笑い転げたのちに絶命した。運よく補給品を受領して食料にありつけても、衰弱しきった身体には食料自体が毒となることもあった。補給品の米が支給されるときは「あまりガツガツ食うとやられるぞ」と注意されたが、数か月ぶりに米にありついた兵士たちは飯盒で粥を作ると、食欲のままかきこんでしまった。マラリアやアメーバー赤痢で激しい下痢症状となっている傷病兵の弱り切った内臓にとってそれは命取りとなり、思う存分食べた翌日に多くの傷病兵が死んでしまった。
第15軍の多くの部隊が悲惨な敗走を続ける中で、最後まで軍としての統制を保ったのがコヒマから常に最前線で苦闘を続けてきた宮崎支隊であり、宮崎は部下の部隊指揮官に対して常に以下のことを徹底していた。
1. 後退途中、まだ息のある行き倒れの兵にあったら、必ずこれを救うこと
2. 既に死亡している者に対しては、部隊名と姓名を控えたのち、道路から見えない場所に屍体を運ぶか、または深く埋めること

宮崎は部下将兵に「戦友は絶対に見捨てない」という考え方を徹底するためにこの命令を出したのであるが、これは宮崎が軍隊として一番大切なことと考えていたからであった。同時に、餓死した屍体を敵に撮影されれば、いい宣伝材料に使用されるため、日本軍の退却はこのように立派であると敵に知らしめたいという思いもあった。このような信念を持つ宮崎であったため、上官の第31師団長佐藤に対して、自分にわずか1個連隊の戦力だけを与えて、2ヶ月間も戦わせたのに1度として前線に顔を出したこともなければ、自分に1個大隊相当の戦力だけ残して、他の師団も苦境も顧みずに撤退するなど、決して相容れないという感情を抱いていた。
宮崎は撤退する途中で、泥濘で走行不良となって放棄された食糧・物資を満載した数十輌のトラックや、放置された大量の武器弾薬を見つけ、これらがあればコヒマは完全攻略できていたと嘆くと共に、第15軍の補給の杜撰さを思い知らされている。
コヒマでの激戦と過酷な撤退戦にもかかわらず、宮崎の指揮下で戦った部隊のなかで1人の餓死者も出さなかったことを、作戦後に緬甸方面軍参謀の後が宮崎に質問しているが、宮崎はまず「部下将兵と身命を捧げて戦ったが、私の力が及ばず、ついに敵に突破され慚愧に堪えない」と詫びた後、「食糧については、周辺住民の協力もあってどうにか持ち堪えた」とし、陸軍大学在学中に研究したナポレオンのモスコー遠征で、ナポレオン軍の中で、古参近衛隊だけが最後まで窮乏せず勇敢に戦えたのは、この部隊が極めて軍紀厳正で、住民に対して一切の略奪暴行を許さなかったことで住民の協力を得られたという史実を参考に、宮崎支隊でも一切の略奪や強制的な収奪を禁じたことで、周囲の住民の協力を得ることができたとして陸大時代の研究が自分や部隊を救ったと話している。この後、宮崎は第54師団長に親補され、孤立無援のなかでシッタン作戦で大きな損害を被りながらも師団の脱出を成功させて、のちに「不敗の名将」と呼ばれることとなった。
第15軍を打ち破ったイギリス軍司令官スリムは、敗走する第15軍の追撃を開始するのは天候が安定する11月と考えていたが、インパール防衛を指揮した第4軍団司令官スクーンズは「カワベ将軍に弱った日本軍を再建する時間を与えるべきではない」と指摘、なるべく退却する第15軍に損害を与えながらチンドウィン川のかなたに追いやったのち、日本軍との距離をとって次の本格的な侵攻作戦に備えて軍の再編成をすべきと主張した。スリムはスクーンズの進言を採り上げ、7月11日に追撃を命じた。しかし、雨季の追撃戦はイギリス軍にも大変な苦難を強いることになった。イギリス軍は7月～11月の追撃戦の間に50,300人という甚大な人的損失を被ったが、この中で戦闘により戦死したのはたった49人で、戦病者47,000人がこの損失を押し上げていた。そのため、追撃戦に投入した平均88,500人の兵員のうち、病気に感染せずに追撃戦に従事できたのはその半分程度となり、十分な戦闘ができず結果的に日本軍の撤退を許すことになってしまった。
撤退命令を受けた第33師団長田中は「幾千の英魂の血で染めたインパール平地を棄てることは、泣いても泣ききれざる痛恨事なり」と慨嘆したが、実戦派の田中は退却戦の困難さを痛感しており、軍としての統制を失わず士気を維持し、整整と退却しないと自滅するという危機感を強めた。田中は師団の軍律を維持するため厳格な態度でのぞみ、ある中隊長の軍刀が錆びていたのを見つけると、その場にいた全将校の軍刀の検査を行っている。そこで、ほぼ全員の軍刀が錆びていることが判明すると、部隊長に今すぐ部下に軍刀の錆びを落とさせるよう命じたこともあった。第33師団の退却距離は最長で800kmにもなり、追撃してくるイギリス軍は3個師団で、困難な退却戦となったが、田中はよく師団の統制を守って、後衛戦も巧みに指揮した。厳格な姿勢も維持して、砲弾を撃ち尽くした重砲であっても決して放棄を許さず、誤って九六式十五糎榴弾砲1門を谷底に落としたという報告を受けると、「師団は万難を排して兵器機材の後送に努力す」と第15軍に打電し野戦重砲連隊長に重謹慎の処罰を言い渡している。田中は兵器は軍のシンボルであり、これを大事にすることが軍紀と士気を維持する唯一の道と考えてあえて思い処罰を課したのであった。
退却戦を戦いながらの撤退となった第33師団であったので、その速度は他の師団と比較して各段に遅く、後衛部隊がチンドウィン西岸のカレワに到達したのは11月25日となり、実に8か月間に渡ってインパールで戦い続けた。第33師団は作戦初期に柳田師団長更迭事件で汚名を着せられることとなったが、この敢闘によって歴戦師団としての誇りを失うことはなかった。しかし、その代償も大きく、田中の6月30日の日記によれば、第33師団の戦死傷7,000、戦病5,000、計12,000名であったが、最終的な残存兵力はわずか2,200人であり損耗率は実に84％にもなった。
イギリス軍の追撃で、第15軍直轄部隊山本支隊の攻撃発起点となったビルマ国内の街タムも陥落した。スリムはタムに入り、日本軍敗退の惨状を目のあたりに見て、以下のように衝撃を受けている。

## インパール航空戦

### 1944年3月

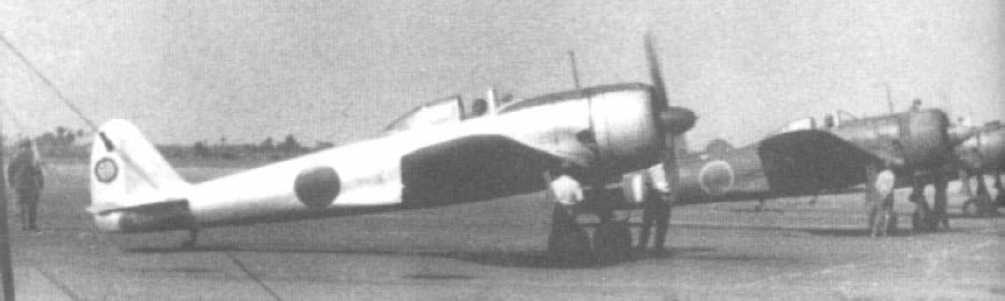
ビルマ航空戦で大活躍した陸軍一式戦闘機「隼」（写真は二型の最初期型）

インパール作戦開始前の1944年2月時点では、太平洋正面では優勢なアメリカ軍に制空権を奪われつつあった日本軍であったが、ことビルマにおいては、日本陸軍航空隊は広い国土を利用して多数の飛行場を整備しており、数に勝る連合軍航空部隊に対して神出鬼没の作戦を展開し制空権を奪われていなかった。しかし、第二次アキャブ作戦における連合軍の圧倒的な航空戦力による厖大な空輸能力と、日本軍補給線への空からの攻撃を経験した第5飛行師団幹部は牟田口に対して連合軍航空戦力への注意を促したが、牟田口は｢インパール作戦は空中から遮蔽されたアッサム地方の密林で行われる｣｢チンドウィン河の渡河上空援護だけで結構｣と言い切っている。しかし、牟田口の楽観論に対して連合軍は着実にビルマ方面の航空戦力を強化しており、イギリス空軍だけで戦闘機、爆撃機、輸送機など合計1,443機に、義勇航空隊フライング・タイガースを引き継いだアメリカ第10空軍が加わった。
それでも、第5飛行師団長田副登中将はインパール作戦支援のために、司令部をカローに前進させると、師団全航空戦力の一式戦闘機｢隼｣60機、九九式双発軽爆撃機15機、九七式重爆撃機15機、一〇〇式重爆撃機｢呑龍｣9機、一〇〇式司令部偵察機10機の合計109機を各飛行場に配備した。しかし、作戦開始直後の3月8日には機先を制して、アメリカ軍東部航空司令部 (EAC) 第1特任航空群の爆装したP-51A21機が、日本軍爆撃機が集結していたシュウェボとメイミョウ飛行場を襲撃した。そこで、P-51Aと一式戦闘機｢隼｣の空戦が発生、性能が勝るP-51Aに一式戦闘機｢隼｣は善戦し、両軍ともに2機ずつを空戦で失った。しかし、迎撃を突破したP-51Aは爆撃と機銃掃射で次々と地上の日本軍機を撃破した。その後さらにB-25ミッチェル12機も空襲に来襲し、この日1日だけで一式戦闘機｢隼｣11機と一〇〇式重爆撃機｢呑龍｣6機が地上で撃破され、インパール作戦開始直後に第5飛行師団は1/5の航空機を失うことになった。連合軍の空襲はなおも続き、夜間哨戒と地上攻撃にイギリス軍のブリストル ボーファイターが襲来したが、日本軍の迎撃と対空砲火で2機が未帰還、1機が撃破された。
大きな打撃を被った第5飛行師団であったが、航空作戦を継続した。第5飛行師団は、ウィンゲート旅団支援のためにインパール周辺に構築された連合軍飛行場攻撃を主任務のひとつとしており、翌3月9日には一式戦闘機｢隼｣60機を爆装させて、一〇〇式司令部偵察機の偵察で、輸送機C-47の駐機が確認されたインドのチョウリンギー飛行場を襲撃した。しかし、事前に日本軍機の接近を察知していたイギリス軍はC-47を退避させており、日本軍はグライダー数機を撃破したに留まった。また、一式戦闘機｢隼｣隊は重爆隊と連合軍艦船攻撃に出撃し、急降下爆撃で3発の命中を記録している。
両軍とも積極的な航空戦を展開していたが、3月15日に第15軍主力が攻撃発起となると、第5飛行師団は出撃を強化、未明には九九式双発軽爆撃機がインパールのイギリス軍第4軍団司令部を爆撃し、司令部要員34人が死傷した。さらに3飛行戦隊から熟練操縦者6人ずつを選抜し、合計18機の一式戦闘機｢隼｣で、インパール付近の連合軍飛行場を襲撃した。日本軍機は払暁にレーダーを避けるため、超低空で連合軍飛行場に接近する計画であったが、気象班の手違いによって、飛行場に到達するのは日が昇りきった時間となってしまった。そのため一部の飛行場では連合軍機が迎撃に上がり空戦となったが、パレル飛行場ではスーパーマリン スピットファイア2機が一式戦闘機｢隼｣に撃墜されている。他にも、地上への機銃掃射によってタリハル飛行場では、ダグラス DC-3、B-25ミッチェル、ホーカー ハリケーン各1機ずつが撃破された。一方日本軍は対空砲火により一式戦闘機｢隼｣を失った。なおも、第5飛行師団は攻撃を継続し、同日午後には一式戦闘機｢隼｣15機でモーニン飛行場を襲撃、同飛行場には北アフリカ戦線とハスキー作戦で、ドイツ軍機とイタリア軍機を10機を確実に撃墜したエース・パイロットが指揮官のイギリス軍第81飛行隊のスピットファイア4機が飛来していたが、一式戦闘機｢隼｣は空中で指揮官機を含む2機を撃墜、2機を地上で撃破してイギリス軍第81飛行隊を全滅させた。
その後も、両軍航空隊はインパール周辺で連日激戦を繰り広げた。3月24日には第5飛行師団が追い求めてきたウィンゲートが、インパールからバーラーガートにB-25ミッチェルで移動中に乗機が墜落して事故死している。田副はここでかねてより温めてきたレド油田を爆撃して、敵の航空戦力を誘致してこれを叩くという作戦を実現することとし、残存兵力を集結させた。油田を爆撃するため第62戦隊の一〇〇式重爆撃機｢呑龍｣の全機となる9機を出撃させて、一式戦闘機｢隼｣3個戦隊が全力で護衛したが、目標上空は雲が厚く作戦を中止して引き返そうとしたとき、邀撃に出撃したアメリカ軍戦闘機隊P-51AとP-40ウォーホーク合計85機のうち、23機が一〇〇式重爆撃機｢呑龍｣隊を発見し襲い掛かった。日本軍戦闘機はすでに引き返しており、一方的な戦闘で一〇〇式重爆撃機｢呑龍｣8機が撃墜され、1機が大破して不時着し、第62戦隊は1回の出撃で壊滅状態となった。
第5飛行師団の当初の懸念通り日本軍は徐々に数で圧倒されつつあり、日本軍が確認できた3月中の連合軍機来襲機数は延べ3,301機にも上った。空中戦では一式戦闘機｢隼｣の善戦もあって、性能でも数でも勝る連合軍機とほぼ互角の戦いを演じており、一式戦闘機｢隼｣14機の損失に対して、撃墜した連合軍戦闘機はP-51A4機、P-38ライトニング3機、P-40ウォーホーク1機、スピットファイア3機、ホーカー ハリケーン1機、ブリストル ボーファイター2機で合計14機と全くの同数になった。他にも地上や事故で損失・損傷した航空機を含めると日本軍58機、連合軍は70機であった。

### 1944年4月

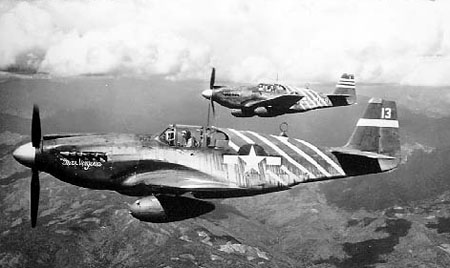
第5飛行師団の一式戦闘機「隼」が苦戦した第1特任航空群のP-51A、機体に描かれた白線5本が特徴

4月に入り、地上戦が激化するとそれに比例して空の戦いも激化していった。連合軍は首都ラングーンへの空襲も強化し、4月1日早々にB-24 リベレーター10機がラングーンに飛来すると鉄道駅を爆撃した。それを増援として配備された三式戦闘機「飛燕」と一式戦闘機｢隼｣が迎撃し、1機のB-24 リベレーターを撃破、他対空砲火で2機が損傷したが空襲は成功した。第5飛行師団も反撃でインパール市街に対して4月3日と4日の2日に渡って九七式重爆撃機9機で夜間爆撃を行った。
両軍の航空殲滅戦も引き続き活発であったが、その中で猛威を振るったのがアメリカ軍最新鋭機P-51Aであり、4月4日にサモンカン飛行場に12機が来襲すると、ロケット弾と機銃掃射で地上に駐機していた一式戦闘機｢隼｣15機を撃破し、飛行第50戦隊第3中隊を全滅させてしまった。日本軍補給線寸断のため、連合軍機による鉄道線への空襲も激化しており、4月5日にはブリストル ボーファイターがモールメン鉄道、B-24 リベレーターが泰緬鉄道を爆撃したが、日本軍は対空砲火によりブリストル ボーファイター1機とB-24 リベレーター1機を撃墜した。
空の戦いが激化するなか、第31師団はコヒマを包囲しつつあった。コヒマの危機に際し、イギリス軍は手持ちのダグラス DC-3とC-47を50機以上集めると、連日に渡って補給物資の空輸を行った。補給された物資は膨大であり第5インド歩兵師団だけでも受け取った補給物資は5,000トンにも上った。第5飛行師団は連合軍の空輸を阻止するため、空輸拠点となっているインパール周辺の各飛行場を攻撃した。4月6日には、超低空飛行でイギリス軍のレーダーを避けてきた一式戦闘機「隼」が、サパン飛行場に着陸した6機のダグラス DC-3を攻撃してきた。これを受けてホーカー ハリケーン2機が離陸しようとしたが、一式戦闘機「隼」はそのうち1機を地上で撃破すると、離陸してきたもう1機も撃墜して地上のダグラス DC-3に機銃掃射を浴びせた。その間どうにか離陸したホーカー ハリケーン2機が一式戦闘機「隼」を攻撃して撃退した。第5飛行師団は執拗に空輸拠点飛行場を攻撃し、6日夜にはタ弾を装備した一式戦闘機「隼」がサパン飛行場、8日夜にも九七式重爆撃機3機、翌日にも九七式重爆撃機複数機がインパール北飛行場を攻撃、特にサパン飛行場については、第5飛行師団の執拗な空襲に加えて、離着陸が困難な飛行場であったため5月2日には放棄されたが、飛行場周辺には日本軍の攻撃で撃破されたり、事故により破壊された輸送機の残骸が20～30機も放置されていた。しかし、連合軍の空輸能力は殆ど衰えることなく、コヒマ郊外の平地に膨大な補給物資を投下し続けた。
この後は、今までの航空殲滅戦に加えて、両軍ともに補給線を叩いた。連合軍はこれまでのビルマ内の鉄道に加えて、タイ王国内の鉄道線も攻撃し、4月7日にはチエンマイの鉄道線をブリストル ボーファイター4機で攻撃して、建物を炎上させた。さらに様子を見に来たタイ空軍の戦闘機カーチス・ホークⅢを撃墜している。9日にはP-38 ライトニングがイラワジ河を航行中の外輪船を攻撃して炎上させ、その後に鉄道操車場を機銃掃射したが、日本軍の対空砲火で1機撃墜された。ビルマに物資を輸送する日本軍輸送船への攻撃も激化しており、第5飛行師団はその護衛飛行も行った。4月14日にはアンダマン諸島沖を航行中であった日本輸送船団の1隻「松川丸」にイギリス軍潜水艦が魚雷を発射、護衛していた石川清雄曹長は船団に翼を振って危険を知らせたが気が付かなかったので、石川は乗機の一式戦闘機「隼」で海中を進行する魚雷に体当たりして1,300人の兵員が乗船していた「松川丸」を救った。石川にはこの功績で二階級特進と感状が遺贈された。
戦場がインパールに近づくにつれて、インパール上空での空戦も激化した。第5飛行師団は4月15日、16日の両日に渡って、重爆撃機や双発軽爆撃機を護衛して50機以上の一式戦闘機「隼」をインパール周辺の飛行場に進攻させ、迎撃してきた連合軍戦闘機との間で激しい空戦が戦われた。しかし、戦力に勝る連合軍は第5飛行師団の攻撃を邀撃しながらも、P-38ライトニングやブリストル ボーファイターなどを日本軍飛行場の攻撃や、地上部隊への空襲に出撃させていた。対空能力に乏しい日本軍地上部隊は、毎日の様に来襲する連合軍機に悩まされていたが、コヒマの第31師団は小銃などの小火器を巧みに集約させて濃密な対空弾幕を構築しており、4月18日にはバトル・オブ・ブリテンのエース・パイロットジミー・ウェレン大尉率いる第34飛行隊のホーカー ハリケーン4機が対地攻撃してくると、濃密な対空弾幕を浴びせてウェレン機を含む2機のホーカー ハリケーンをたちまちのうちに撃墜し、ウェレンは戦死している。しかし、第31師団の陣地は4月中の16日間に、述べ2,200機の爆撃機や戦闘爆撃機の攻撃を受けており、決して少なくはない損害を被った。
4月も月末に近づくと、第5飛行師団は残存兵力を結集して、地上で苦戦を続ける第15軍を援護するため、積極的な航空戦を展開した。4月24日には一式戦闘機「隼」50機でビシェンプールのイギリス軍砲兵陣地を攻撃、翌25日にも一式戦闘機「隼」54機、九九式双発軽爆撃機6機が対地攻撃で出撃したが、途中で連合軍の輸送機C-47とダグラス DC-3の7機編隊と接触、邀撃で離陸してきたスピットファイアも加わって、激しい空戦が繰り広げられたが連合軍の輸送機5機が撃墜された。輸送機隊はイギリス軍を支えているもっとも重要な戦力となっており、この大損害によって連合軍輸送機隊は、この後飛行時間や飛行コースで大幅な制限を設けられ輸送力に影響を及ぼすこととなった。空での激戦が続く中、4月26日に中国とインド国境付近を単機移動中の第444爆撃航空群所属のB-29を、第5飛行師団飛行第64戦隊の一式戦闘機「隼」2機が発見、攻撃した。B-29は多数の被弾を受けながらも、何の支障もなく飛行を続け、アメリカ軍はB-29による戦略爆撃に自信を深めることとなった。
コヒマで苦闘を続ける第31師団に対しては、これまで殆ど航空支援ができていなかったが、ようやく4月28日になって一式戦闘機「隼」40機が、コヒマ周辺のイギリス軍重砲陣地及ぶ戦車を含む自動車部隊を攻撃した。連日、敵の空襲に悩まされてきた第31師団兵士は、友軍の戦闘機を見つけると大きなどよめきを発し、我先にと一斉に壕を飛び出すと、万歳、万歳と絶叫したという。一式戦闘機「隼」もそれに答えるかのように、友軍陣地上空を回ってから飛び去って行った。地上のイギリス軍もまさか日本軍機がここまで攻撃してはこないと油断しきっており、対空兵器もなければ、重砲を遮蔽すらしていなかった。そのため、一式戦闘機「隼」の爆撃と機銃掃射で中隊長2人を含む相当の死傷者を生じ、陣地内は大混乱に陥った。第31師団長の佐藤も感激し「重傷者モハイ上ガッテ感涙ニムセビ、万歳ヲ連呼ス」という感謝電報を方面軍司令官の河辺と、第5飛行師団長田副に打電している。その後も、コヒマに対する航空支援は試みられたが、警戒を強化した連合軍空軍に阻止されて、この日が最初で最後の航空支援となってしまった。
アメリカ軍とイギリス軍が次々と新鋭機を投入し多彩な機種で攻勢を強める連合軍に対し、日本軍は引き続き一式戦闘機「隼」が威力偵察、制空戦闘、爆撃機の護衛、爆撃任務まであらゆる任務に投入され、いわゆるマルチロール機のような運用をされていた。制空権は連合軍に奪われつつあったが、引き続き第5飛行師団は善戦し、4月中にあらゆる理由で45機の作戦機を損失したが、連合軍の損害も撃墜・損傷で69機を失っており、損失面では互角であった。

### 1944年5月

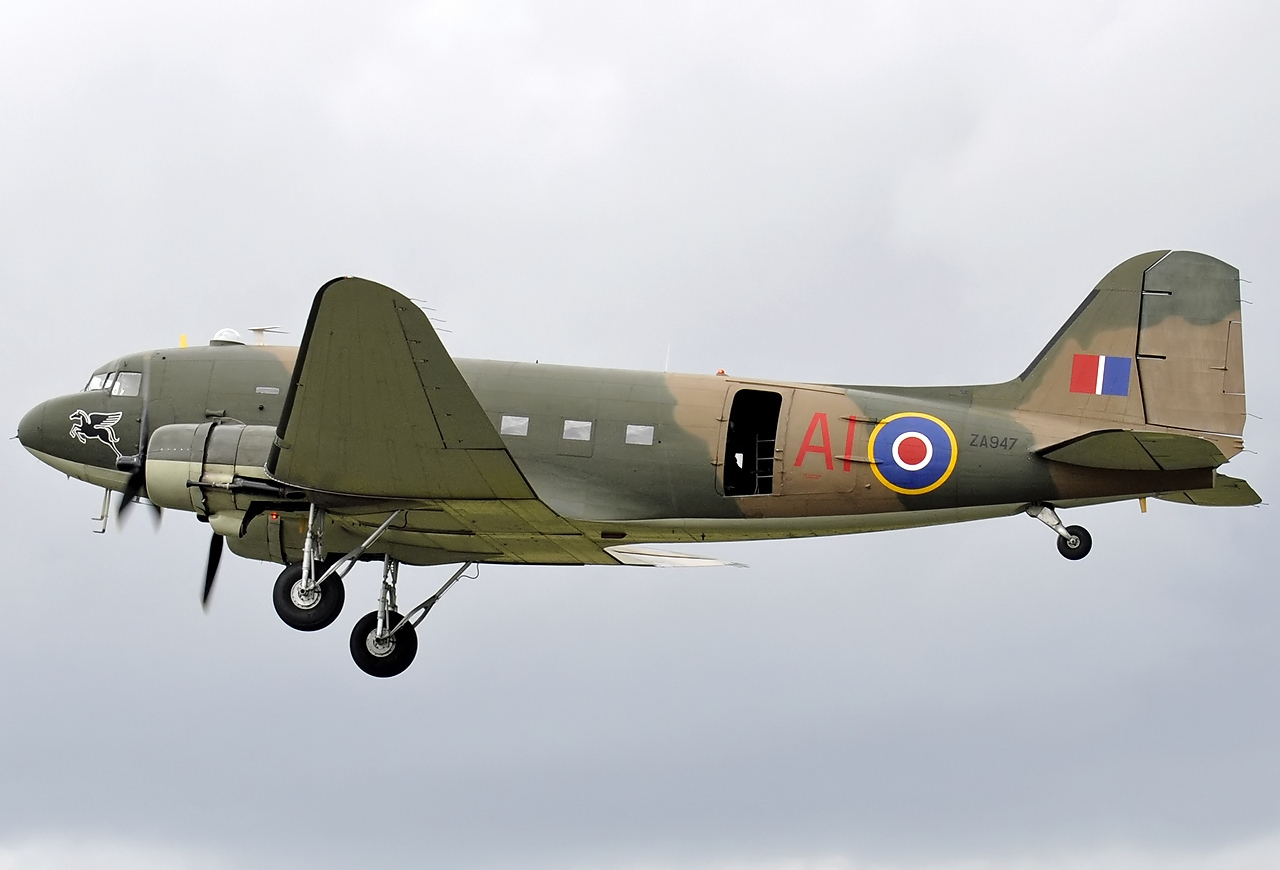
ビルマ航空戦で連合軍の補給に多大な貢献をしたダグラス DC-3輸送機のイギリス軍運用型「ダコタ」（Dakota）

ここにきて順調に戦力を増強してきた連合軍にも問題が生じ始めていた。連合軍地上部隊も、インパールやコヒマの戦線を支えているのは、輸送機による空輸に頼るところが大きかったが、1944年6月に計画されているノルマンディー上陸作戦のために輸送機の補充が極東まで回らず、損失の補充ができなかった。さらにビルマ方面のイギリス軍は中東方面からダグラス DC-3を87機～90機借用しており、5月8日までに返還を求められていた。残った期間で可能かなぎりの空輸を行うため、ダグラス DC-3のパイロットたちは、一日に3回（飛行時間最大8時間）のピストン輸送を行った。しかし、ビルマは5月に入って雨季に突入、5月1日から7日までは天候が崩れており、その間、定例の航空殲滅戦のほかは大規模な航空作戦は展開できなかった。
その間に、マルチロール機として進攻作戦に明け暮れていた一式戦闘機「隼」に代わって防空任務を行うべくパレンバンの防空任務に就いていた飛行第87戦隊の二式単座戦闘機「鍾馗」25機がメイクテーラ飛行場まで進出してきた。飛行第87戦隊の搭乗員たちは、飛行第64戦隊第1中隊長で歴戦のエース・パイロットであった中村三郎大尉が新参扱いされるほどの古参が多く、その実力は高く評価されており大きな戦果が期待されていた。また、地上で多くの敵機を撃破するためタ弾120発がシンガポールから届けられた。二式単座戦闘機「鍾馗」とアメリカ軍新鋭機P-51Aは天候が回復した5月11日に激突した。アメリカ軍第530戦闘爆撃隊のP-51A24機が、飛行第87戦隊のいるメイクーラ飛行場に来襲、高度6,000mで4,500mを飛行していた二式単座戦闘機「鍾馗」に遅いかかり、たちまち4機を撃墜、6機も被弾させたが、全機が無事に帰還した。第530戦闘爆撃隊のP-51Aは翌12日にもメイクーラ飛行場を襲撃、連日の二式単座戦闘機「鍾馗」との空戦となったが一方的に2機を撃墜し損害はなかった。飛行第87戦隊はわずか2日で可動機10機になってしまい、大きな期待に応えることもできず一方的な戦闘で大損害を被った。
これまで劣勢ながらどうにか対抗してきた第5飛行師団も、数も性能も勝る連合軍機に圧倒されるようになり、飛行第87戦隊が壊滅的な損害を被った2日後には、これまで敢闘してきた飛行第64戦隊がカンゴン飛行場でP-38 ライトニングの襲撃を受けて離陸しようとした一式戦闘機「隼」3機が地上で撃破され、1機が大破し可動機はわずか9機となった。戦力が激減した飛行第87戦隊と飛行第64戦隊であったが、それにめげることもなく5月18日には九九式双発軽爆撃機6機を、飛行第50戦隊も含めた35機の戦闘機で護衛してバレル飛行場を襲撃した。レーダーで日本軍機の接近を知ったバレル飛行場からは4機のスピットファイアが邀撃し空戦に突入した。一式戦闘機「隼」と二式単座戦闘機「鍾馗」は1機も失うことなく、スピットファイア2機を撃墜し、一矢を報いている。
地上部隊と同様に第5飛行師団も補給に苦労しており、特に薬品が払底して医療体制が崩壊しつつあった。師団長の田副は陸軍士官学校の優席者であると同時に、フランスへの留学経験もあって、日本陸軍内では創造力豊かな軍人としても定評あり、この苦境を乗り切るために、上位の第3航空軍の指示を仰ぐこともなく、師団内から医者や薬剤師といった医療業務経験者を集めて師団独自の療養所を設置、これは後に日本陸軍史上初となる航空兵者専用の野戦病院に発展していった。そこで使用する薬品などは、田副が自分の責任においてビルマ外から確保したり、蚊取り線香やアメーバ赤痢治療薬、ビタミン剤など簡易な薬剤については現地での生産を指揮した。これら田副による航空兵に対する厚い配慮もあって、第5飛行師団はインパール作戦終盤まで圧倒的優勢の連合軍に対して敢闘しており、中村三郎大尉、隅野五市中尉、佐々木勇准尉などのエースパイロットを出すこととなった。
その後も両軍ともに天候回復の合間を見て、出撃を繰り返して航空殲滅戦と地上支援を行った。ここにきて、両軍の差を大きく際立たせたのが空中からの補給の有無で、大型の輸送機を殆ど持たなかった日本軍に対し、数は減ったとはいえそれでも潤沢な数を有する連合軍輸送機隊は連日パラシュートで前線部隊に補給物資を投下していた。その様子を後方から全く補給物資が送られてこない第15軍の兵士たちは羨ましそうに見上げていた。パラシュートは色で区別されており、白が飲料水、赤が弾薬、青が食料でその色を覚えていた日本兵は青色のパラシュートが日本軍側に流れてくることを祈ったが、わずか200mしか離れていない連合軍前線に正確に落下していき、ほとんど日本兵がそれを手にすることはなかった。
5月は天候不順もあって第5飛行師団の作戦は前月までと比較すると低調となり、空中での損失は29機と少なく、それもこの損害の過半は月前半にP-51Aから被ったものであった。地上でも最低6機が撃破されて合計損失は35機となった。一方で連合軍は天候不順の中でも積極的な航空作戦を行ったため損害は大きく、45機の航空機が撃墜または墜落、地上では多発した着陸事故を含めて62機が損傷し、合計107機の損害とインパール作戦開始以来最大の損害を被った。4月からの3か月間の航空殲滅戦の結果としては、連合軍は96機の戦闘機を空中で失ったが、撃墜された日本軍戦闘機は57機であり、地上で撃破された38機を含めてもほぼ互角の戦いとなった。

### 1944年6月以降

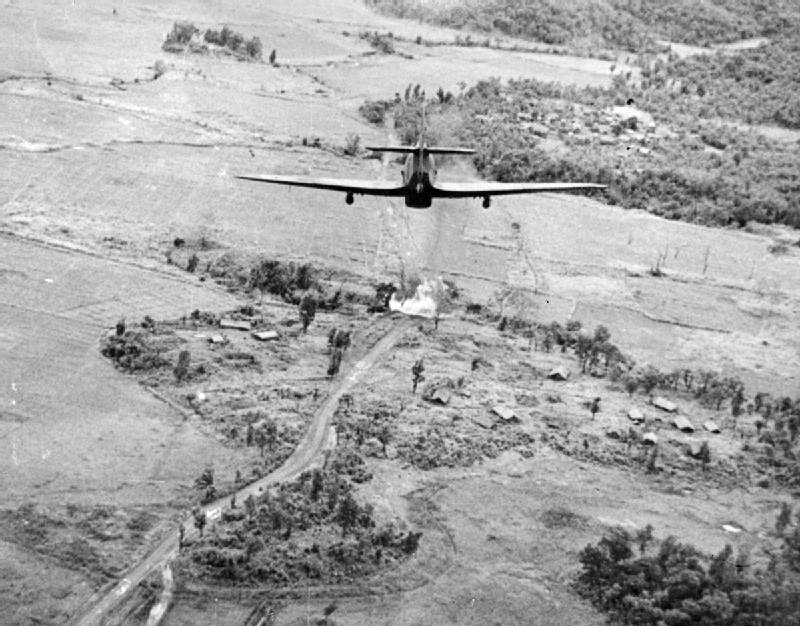
RAFのホーカー ハリケーンによる日本軍への攻撃

重爆撃機隊は5月末から航空殲滅戦の出撃を止めて、地上軍への補給物資の空輸を行っていたが、大量の輸送機を運用していた連合軍と異なり、少数の重爆撃機による空輸では殆ど効果はなかった。そして、6月3日に第31師団が独断で撤退を開始、日本軍の戦線が崩壊して連合軍が攻勢に転じると、航空攻勢もさらに強化された。イギリス軍はヨーロッパ戦線でドイツ軍戦車相手に猛威を振るっていた、40mm機関砲装備の対地攻撃特化型ホーカー ハリケーンMk. IIDまでを投入。撤退中の第14戦車連隊の残存戦車を攻撃した。しかし、指揮官のビル・ブリッテン中尉は、雲が低く垂れこんでいたため低空から日本軍戦車を攻撃しようとして降下したところ地上に激突して戦死してしまった。この戦闘でイギリス軍は戦車12輌撃破を報告しているが、6月に第14戦車連隊が失った戦車は合計で5輌に過ぎず、過大な戦果報告であった。
上層部は既に崩壊したビルマ戦線を諦め始めており、第5飛行師団に最後まで残った重爆撃機隊の第12戦隊と第62戦隊は決戦が予定されているフィリピンに転用され、ただでさえ少ない第5飛行師団の兵力がさらに削られてしまった。そして、これまで敢闘してきた戦闘機隊にも悲報があり、6月6日には飛行第64戦隊のエース・パイロット隅野がメイクテーラ飛行場に来襲したP-38ライトニングとの空戦で撃墜されて戦死した。隅野の撃墜数は不確実なものも含めて27機とされているがその多くはビルマ上空で挙げた戦果であった。一方で一式戦闘機「隼」はP-38ライトニング2機を撃墜したが、その中の1機が18.5機撃墜のエース・パイロットウォルター・F・デューク大尉であった。
その後は、天候のさらなる悪化もあって航空作戦は停滞した。追撃する連合軍は無理にも航空作戦を行ったが、事故が多発し、6月15日にはスピットファイア3機が悪天候で一挙に墜落している。それでもどうにか天候が回復した6月17日に第5飛行師団は残された14機の一式戦闘機「隼」で最後のインパール進攻を行った。途中で接触したイギリス軍の輸送機ビッカース ウェリントンを撃墜した一式戦闘機「隼」隊であったが、インパールに達する前に迎撃してきた多数のスピットファイアと空戦に突入し、1機を撃墜したが6機を失った。これがインパール作戦最後の航空作戦となり、この日をもって第5飛行師団のインパール作戦協力は中止となった。

## 結果

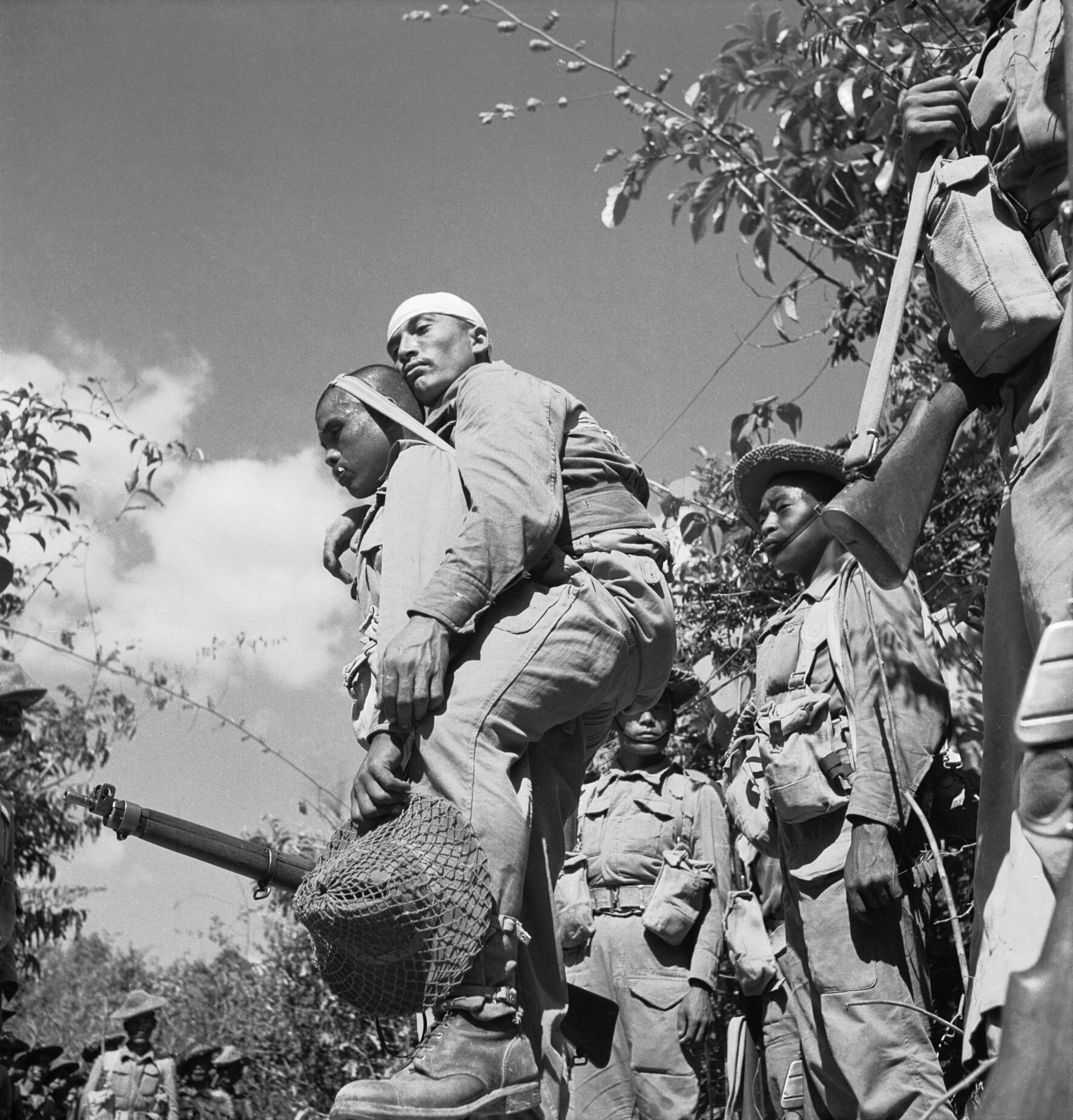
負傷した戦友を背負うイギリス軍グルカ兵

日本軍の作戦参加人数および損耗は明確な資料がなく明らかではないが、作戦参加人数は戦後に編纂された『陸戦史集』によれば、昭和19年5月中旬、当時の大本営参謀徳永八郎中佐が、ビルマ方面軍戦況視察中にインダンギーの第15軍司令部で入手した第15軍の資料から逆算して、その時点での参加兵力は第15師団15,804名、第31師団16,666名、第33師団17,068名、軍直属部隊36,000名、計86,538名と推計している。その後インパール作戦に増強された人員を加算すれば、少なく見て9万人を超え、そのなかで戦場で戦った兵員数は60,000人前後であったと推計されている。
大日本帝国陸軍の人的損害は、『戦史叢書』によれば下記の通りである。
| 師団名         | 兵員数 | 戦死者 | 戦傷病死者 | 行方不明 | 後送戦傷病者 | 残存兵員数 | 損耗率 |
| -------------- | ------ | ------ | ---------- | -------- | ------------ | ---------- | ------ |
| 第15師団（祭） | 15,280 | 3,678  | 3,843      | 747      | 3,703        | 3,300      | 78%    |
| 第31師団（烈） | 14,999 | 3,700  | 2,064      | 不明     | 不明         | 5,000      | 67%    |
| 第33師団（弓） | 14,280 | 4,002  | 1,853      | 405      | 不明         | 2,200      | 84%    |
| 合計           | 44,559 | 11,380 | 7,760      | 1,152    | 3,703        | 10,500     | 76%    |

これは第15軍の主力3個師団のものだけで、軍直属部隊の戦死者が含まれていない。また後送戦傷病者についても軍の公式記録が残っているのは第15師団のみで、他の師団では、第33師団で田中師団長の6月30日の日記に、師団の戦死傷7,000、戦病5,000、人的損失計12,000人の記載があるだけで、独断撤退した第31師団の記録は残っていない。
イギリス軍の公式記録によれば、日本軍の人的損害（戦死傷者、戦病者、捕虜すべて）は、コヒマ周辺で5,764人、インパール周辺で54,879人、インパール作戦と一体視されてる第二次アキャブ作戦で5,335人、の合計65,978人とされ、大戦中は東南アジア連合軍最高司令部の参謀で、戦後に戦史家となったスタンリー・カービー少将が編纂したイギリス陸軍の公式戦史シリーズ「History of the Second World War United Kingdom Military Series」の「The War Against Japan: Volume 3  The Decisive Battles」においては、日本軍の戦死、戦傷病死、行方不明者を30,502人とされており、近年の日本においてもインパール作戦の戦死者は30,000人とされることが多い。
イギリス軍の損害としては、日本の公式戦史及び陸戦史集ともに、スリムの回顧録『敗北から勝利へ』からの引用で、作戦期間中の英印軍の死者15,000人および戦傷者25,000人という値を挙げている。イギリス軍の公式記録によれば、戦闘による人的損害は、コヒマ周辺で4,064人、インパール周辺で12,603人、インパール作戦と一体視されてる第二次アキャブ作戦で7,951人、行方不明者2,238人の合計27,776人となっている。
戦闘外の人的損失として、イギリス軍第33軍団は、1944年7月から11月まで日本軍を追撃したが、7月から11月まで週平均兵力88,500人が投入されたうち、インパール以遠で日本軍を追撃できたのほぼ半数であり、47,000人の戦病者が発生している。制空権を確保していたイギリス軍は戦傷病者を空路で後送可能で、病気になった47,000人の半分以上はインドへと後方移送されたが、メパクリン（抗マラリア薬）を備えていても、マラリアの症例が20,000人を超えていたという。
この作戦失敗により、イギリス軍に対し互角の形勢にあった日本軍のビルマ＝ベンガル湾戦線は崩壊、続くイラワジ会戦ではイギリス軍の攻勢の前に敗北を喫する。翌1945年（昭和20年）3月には、アウン・サン将軍率いるビルマ国民軍が連合軍側へと離反し、結果として日本軍がビルマを失陥する原因となった。なお、当作戦を始め、ビルマで命を落とした日本軍将兵の数は16万人におよび、中国大陸、フィリピンに次ぐ3番目に戦死者が多かった戦場となっている。一方でイギリス軍も、一連のビルマの戦いで41,578人が命を落とし、35,948人が負傷し、他多数が戦病となり、連合軍全体での人的損害（戦病を除く）は207,203人以上という甚大な損害となった。しかし、もっとも大きな損害を被ったのは戦場となったビルマ国民であり、その犠牲者は最大で1,000,000人に達したとの推計もある。
戦後にインパール作戦の著作執筆のため、児島襄は作戦に従軍したイギリス軍元兵士に話を聞いたが、そのイギリス軍元兵士は以下の様に感想を述べている。
児島は作戦が悲惨な結果に終わった要因を主に「地形の困難」「準備不十分」「高級指揮官の間の意思の疎通の欠如」と、いわば「天の時、地の利、人の和」の3拍子がそろって欠けたためと考えて、作戦目標も不明確で稀にみる「統率の混乱状態」が生起したと総括していたが、このイギリス軍兵士の感想はまさにそれを裏付けるものであり、イギリス軍から見た場合、第15軍の脅威が大きかっただけに、日本兵はまるでアラカン山中に自滅しにやってきたと映ったのでないかと述べている。

## 戦後
戦後になっても牟田口には批判が集中した。戦死者の遺族には、直接牟田口の自宅まで訪れて恨み言を言う者がいたり、「死んだ倅を返してくれ」や「頭を剃って坊主になれ」という手紙も数多く送られてきた。同じ元軍人からも「腹を切れ」と自決教唆までされている。牟田口は、軍司令官として敗北したことに強く責任を感じ、「敗軍の将は兵を語らず」といかなる批判も受け入れ、一切弁解しないと心に決めていた。自宅に押し掛ける遺族には土下座をして謝罪し、牟田口に対して強烈な批判を続ける元第31師団長佐藤に対しても反論せず、佐藤が1958年（昭和33年）2月に死去すると葬式に参列し、佐藤の家族に土下座し「私が悪かった、すまないことをした」と詫びている。
後年になって牟田口はこのときの想いを以下の様に振り返っている。
隠遁生活を送っていた牟田口であったが、1962年（昭和37年）7月25日になって、インパール作戦当時の第4軍団の参謀アーサー・バーカー中佐（最終軍歴は大佐）から手紙が送られてくると、その姿勢が一変した。バーカーは第4軍団長スクーンズの参謀として、主にインパール方面で第15軍と戦った経歴を持ち、当時のイギリス軍の内情に精通しており、その経験を踏まえて「デリーへの進軍」というビルマ戦記を執筆していたが、なるべく客観的な戦記とするべく、その取材要請として牟田口に国際郵便を送ってきたものであった。バーカーの手紙には、「貴殿（牟田口）の優秀な統率のもとに、日本軍のインド攻略作戦は90％成功しました」との賞賛と「第31師団がコヒマを占領しながらなぜディマプルに進撃しなかったのか？」などとの疑問が書かれていた。牟田口はこのバーカーの手紙で当時のイギリス軍の状況を知ると、自分がディマプル進撃を命じたのは間違いではなかったと思い、作戦失敗後19年間の沈黙を破って自らの作戦について正当化する主張を始めた。
この動きには批判もあったが、躊躇する牟田口に対し、後任の第18師団長であった田中新一が「お気持ちはわかりますが、真相を伝える戦史を誤ることは徳義に反するから、事実を枉げることなく真相をありのまま書かれた方がよろしいと思います」と説得したり、元駐ドイツ特命全権大使大島浩が牟田口に作家の相良俊輔を紹介し、「牟田口さん、あなたにもいいたいことがたくさんあるでしょう。どうですか。この人にきいてもらっては」と促したり、戦争時は敵側であったチンディット参謀長のデリク・タラク（Derek Tulloch）少将が、牟田口の作戦指導についてジョセフ・スティルウェルやクレア・リー・シェンノートと同様に、不当に低く評価されていると述べるなど、牟田口の作戦正当化活動を後押しした。
牟田口は19年間の鬱憤を晴らすかのように精力的に活動し、国立国会図書館によるオーラル・ヒストリー収録の要請では、1963年（昭和38年）4月23日の盧溝橋事件の証言収録に加え、自ら希望して1965年（昭和40年）2月18日に2回目の収録としてインパール作戦の証言を行い、このとき語った内容やバーカーとの往復書簡をまとめた『一九四四年ウ号作戦に関する国会図書館における説明資料』という資料を自ら作成している。そして、この資料を持参して戦友会や防衛大学校にも出向いて、作戦の正当性を主張し、雑誌やテレビの取材にも積極的に応じた。そのうち、文藝春秋 昭和38年9月特別号では以下の様に述べている。
牟田口の作戦正当化主張には「戦争をしたものは常にその敵側の問題を正しく評価するべきである。戦史を書くに当たって『丘の反対側』について冷静な配慮が絶対に必要である」といった、あくまでも作戦を客観的に評価するべきという想いがあったが、これを当事者の牟田口がやろうとしたことで、反省していないと批判され、自己弁護であるとの激しいバッシングを浴びることとなった。
その後は大病を患い、1966年（昭和41年）に相良が牟田口と再会した際には、以下のように話している。
この1か月後に牟田口は心筋梗塞と脳溢血を併発して亡くなった。没年は78歳であった。
牟田口に批判された上官の河辺は、粛清人事で方面軍司令官を退いたものの、翌1945年（昭和20年）3月に陸軍大将に昇進し、終戦時には第1総軍司令官の要職にあった。終戦後は戦犯として訴追されるも釈放され、その後に日蓮宗の仏門に入って、ビルマ戦没将兵の英霊弔問のために全国を行脚して回った。1965年（昭和40年）3月2日に他界したが、その翌年の1966年（昭和41年）に故郷の富山県礪波郡（現在の砺波市）に河辺を偲ぶ有志によって銅像（胸像）が建立されている。
インパールのあるマニプール州などのインド東北部は、隣接するナガランド州などの分離独立運動による政情不安のため、インド政府は外国人の立ち入りを規制している。このため遺骨収集などは進まなかったが、1993年には多数の遺骨が発見され、タイ王国チェンマイにある学校の敷地内に慰霊碑が建立されるなどし、1994年には日本政府がインド政府の協力の下、インパール近郊のロトパチン村に慰霊碑を建立した。地元住民の中には、食料と交換した軍票やヘルメットなどの遺品を保管し、遺族の訪問に備えている者もいる。
2013年には、戦跡を案内する観光会社が現地に設立された。
インパールでは日本軍撤退から75周年となる2019年6月22日、慰霊式と、日本兵の遺留品などを展示する平和資料館の開館式が実施され、駐印日本大使、日本財団の笹川陽平会長らが出席した。資料館は、地元の「第二次世界大戦インパールキャンペーン財団」が展示品を集め、建設を日本財団が支援した。インパールでは当時の戦闘を「日本戦争」と呼んでおり、巻き込まれて死亡した住民が237人いる。 資料館は八角形で約700平方メートルあり、ヘルメットや銃弾といった旧日本軍の装備など約500点を展示し、6月29日に一般公開。マニプール観光協会が運営する。
NHKは2017年8月15日、新資料や日英双方の元兵士、地元住民の証言からなるドキュメンタリー番組『戦慄の記録 インパール』をNHKスペシャルの枠で放映した。

## 評価

### 日本国内

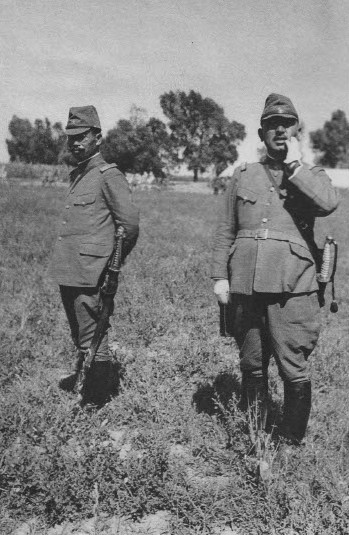
盧溝橋事件時の河辺正三（左）と牟田口廉也（右）

戦後、日本軍敗北の責任は、牟田口廉也にあったとする評価が支配的である。この点、伊藤正徳は、牟田口が作戦の主唱者であった以上、責任甚大であるのは当然としたうえで、牟田口1人に罪を着せるのは不公平であると述べる。仮に牟田口が暴走したのだとしても、これを断固として押さえつけるのが上層部の責務であって、インパール作戦の無謀の責任は、牟田口と大本営が少なくとも五分と五分、あるいは引きずられた上司の罪を、更に重いものと見るのが公平であると評している。戸部良一は『失敗の本質』において、インパール作戦でずさんな計画が実行された原因について、牟田口軍司令官や河辺方面軍司令官の個人的性格も関連しているが、より重要なのは「人情」という名の人間関係・組織内融和が優先されて、組織の合理性が削がれた点にあると指摘している。
日本陸軍内からも、牟田口一人だけに責任を問うのはおかしいという指摘もある。インパール作戦時には参謀本部第3部長として傍からこの作戦の経緯をつぶさに観察し、のちに日本陸軍最後の人事局長となった額田坦中将は以下の様に指摘している。
そして、牟田口と共に責任を追及されていた河辺は、戦後しばらく経過してもインパールでの失策を悔やむ牟田口を見て「まだそんなことで悩んでいるのか」と呆れたうえで、インパールでの敗戦の責任は二つあったと指摘し、その中の一つが、あんな頽勢を知りながら中途で作戦を止めなかったことであり、その点については牟田口より自分を責めてもらってもいいと述べている。
近年の日本においてもインパール作戦は、その経緯や破滅的な結果によって評価が極めて低く、日本軍における「史上最悪の作戦」と評されることが多い。また、作戦に失敗した当時の日本軍の組織的な問題を、国家・地方公共団体・企業などの組織に当てはめて、体制や政策・経営方針批判として利用されることも多く、近年でも公害や薬害対策への批判、2020年東京オリンピック開催への批判、Go To キャンペーン政策への批判、新型コロナウイルス感染症の世界的流行 (2019年-)に対する日本政府の感染対策への批判などでインパール作戦が取り上げられている。また、「失敗する組織」の典型例として、インパール作戦はビジネスマンが学ぶべきなどとビジネス書にも紹介されており、日本国内では今日においても、政府や企業などの見通しの甘い方針や企画を批判や揶揄するたとえとして知名度が高い戦いといえる。

### 海外

#### 作戦への評価

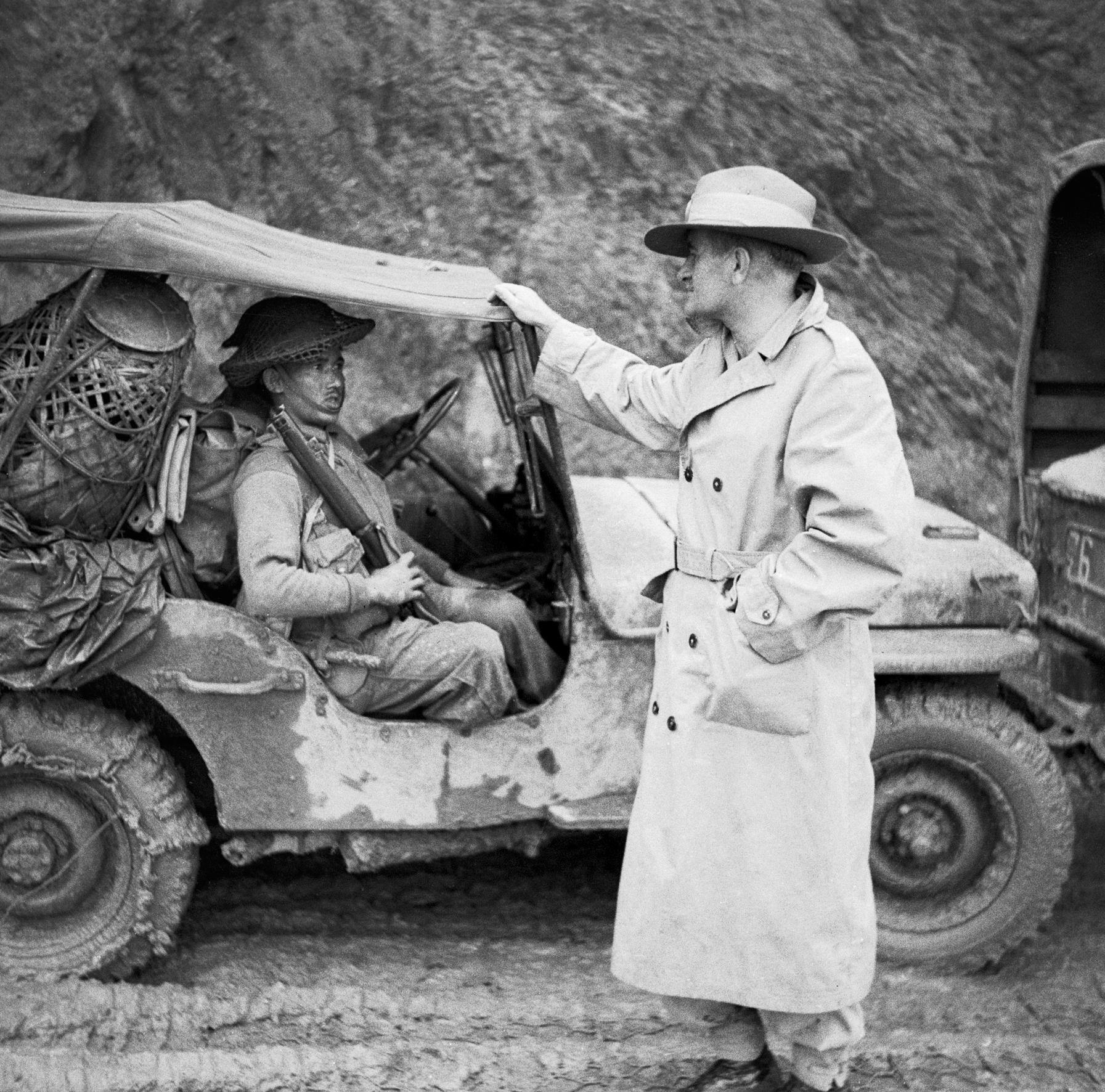
ジープに乗るグルカ兵に話しかけるイギリス第14軍司令官ウィリアム・スリム中将

司令官牟田口の資質や組織的な問題によって敗れた日本軍に対して、インパール作戦の指揮を執ったスリムの強力なリーダーシップや、軍内の円滑なコミュニケーションがイギリス軍に勝利をもたらした。この成功はスリムの人間性や性格によるところも大きかった。スリムは｢信じ難いほどの好人物｣であった。スリムは頭脳明晰かつ、高度な訓練を受け、豊富な経験を積んだ優秀な軍人であったが、気取ることはなく、低姿勢であり信頼を受けた。階級の上下、国籍など関係なく気さくに接して誰にでもその懐に入ることができた。人事管理に関しても卓越しており、部下を適材適所で賢明に選び、部下の話によく耳を傾け、参謀らとの作戦協議は民主的に進められた。しかし、責任を曖昧にすることはなく、最終的な決断は自分で下し、部下に責任を転嫁することも言い訳をすることもなかった。このようなスリムの態度によって部下将兵たちは親近感を抱き、結果的に強固な団結心を生み出した。
第2次世界大戦におけるイギリス陸軍の名将には、北アフリカ戦線や西部戦線で活躍したバーナード・モントゴメリーがおり、両名は第2次世界大戦が生んだ「イギリス最高の将軍の名声」を分かち合うこととなったが、両名の決定的な違いはその人間性であった。モントゴメリーは高飛車な指導者であり、自尊心が強く、自分の計画が完全に遂行されたことによって戦闘に勝利したなどと自慢していたのに対し、スリムにはそういう気負いは一切なかった。しかし、スリムの優秀さは部下将兵に周知されていたため、モントゴメリーは「モンティ」との愛称で呼ばれたが、スリムは優秀さを表わす軍隊用語の「アンクル・ビル」の愛称で親しまれていた。
イギリス軍内も全てが円滑であったというわけではなかった。特にコヒマで激戦を繰り広げた第33軍団で司令官ストップフォードと隷下の師団長の関係は険悪で、ストップフォードは第2師団長グローヴァーに対して、督戦をし続け、ときには嘲笑うかのような報告書を作成してグローヴァーを侮辱し、最後には解任してしまったが、軍司令官と師団長が対立した日本軍とは異なり、グローヴァーがストップフォードを批判することはなく、命令には素直に従った。マウントバッテンやスリムといったストップフォードの上官は、グローヴァーの働きに対して賞賛を惜しまず、グローヴァーの名誉に配慮した。
マウントバッテンとスリムの固い信頼関係も勝利に大きく貢献した。マウントバッテンはスリムを信頼して、作戦の細かい部分には口を出さず、全体的な統括と政治的な折衝に注力した。インパール戦のイギリス軍は、多方面で連合軍の大攻勢が併行していることもあって、決して補給が潤沢であったわけでなく、常に輸送機は不足し、食糧についても6月末には枯渇する懸念もあった。マウントバッテンは連合軍上層部と折衝を繰り返し、アメリカ軍を説き伏せて輸送機隊の増強に成功し、イギリス軍の参謀本部に対しては「ペデスタル作戦でやったように、ビルマでも大輸送船団の海上護送作戦を実現するべき」などと強く申し出て、強力な交渉によって、ビルマ戦線の補給の充実に尽力した。スリムと配下の軍団司令官の意見が相違したときには、スリムの肩を持って第14軍内のコミュニケーション円滑化に配慮した。このように組織的にも様々な問題を抱えていたビルマの日本軍は、イギリス軍の第二次世界大戦における最良の指揮官と、その指揮官を適切に支援する体制が整っている相手に戦うこととなり、敗北を喫することになったのである。
緬甸方面軍参謀の後は、自分が直接仕えた河辺や、つぶさにその言動を見てきた牟田口とスリムを比較して、インパール作戦を「後退作戦を伴う放胆な作戦は、精神主義一点ばりで進め進めの日本軍では、まったく考えられないような破天荒なものである。まんまとしてやられたの勘に絶えず、いまもって慚愧に堪えない次第である」と総括し、スリムに対しては「まさに敵ながら天晴れで、深い敬意を表さざるを得ない」と評している。

#### 後世に与えた影響への評価

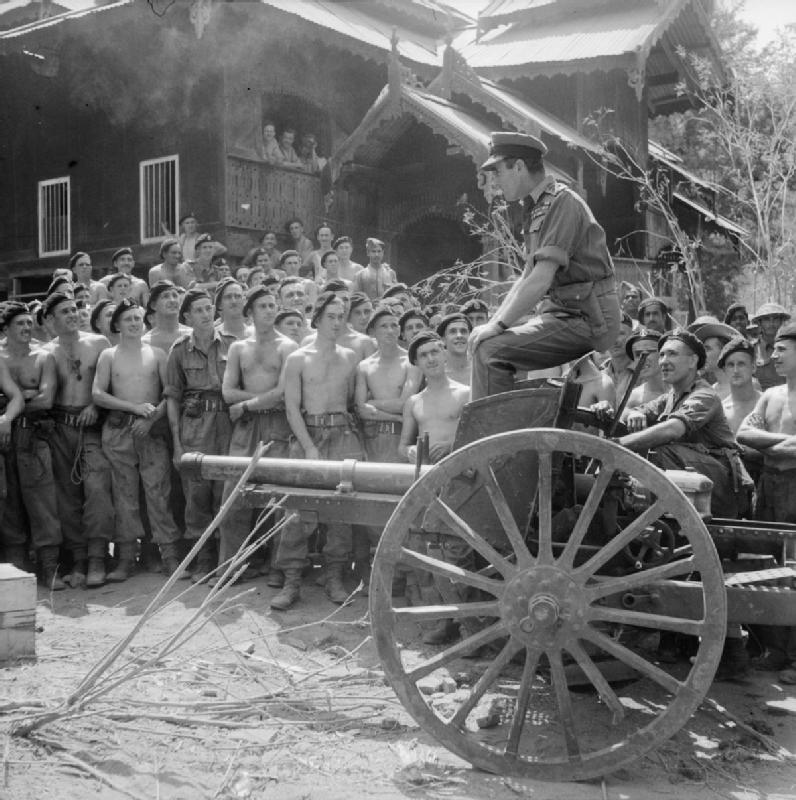
鹵獲した九五式野砲の防盾の上に座って訓示する東南アジア地域連合軍総司令官ルイス・マウントバッテン中将

東南アジア連合軍最高指揮官として、インパール作戦を含むビルマでのイギリス軍作戦を統括し、スリムら前線指揮官を巧みにつかって、ついにはビルマから日本軍を駆逐したマウントバッテンはインパール作戦の意義を以下のように評した。
イギリス軍はビルマでの一連の戦いで、時間と人と物資で破滅的に高価なコストを支払わされたが、一度は日本軍にビルマを奪われて面目を失った上、その奪還作戦においてビルマ国土を破壊したことにより、ビルマ国民は2回の大戦闘と2回の国土荒廃に曝されることとなった。そのため、大英帝国ビルマ総督代理F・H・ヤーノルドは、日本軍から奪還したビルマに帰ってきたときの印象を「我々はビルマで二度と顔を上げては歩けないだろう」と述べ、またその部下のイギリス人ビルマ総督府職員は「（ビルマ国民は）もはや一かけらの信頼も寄せていない」と述べている。結局、イギリスが高価なコストを支払って奪還したビルマも3年も経たないうちに独立することとなった。イギリスの歴史学者レイモンド・キャラハン教授は自身のビルマに関する著書で「ビルマはブレンハイムの戦い同様、文句なくイギリスの名高い勝利になっている」としながら「スリムの偉大な勝利のおかげで、フランス人やオランダ人や、のちのアメリカ人と違って、イギリス人は胸をはってアジアを去ることができた。これだけは断言できる。これは、決してつまらぬことではないのだ」と総括している。

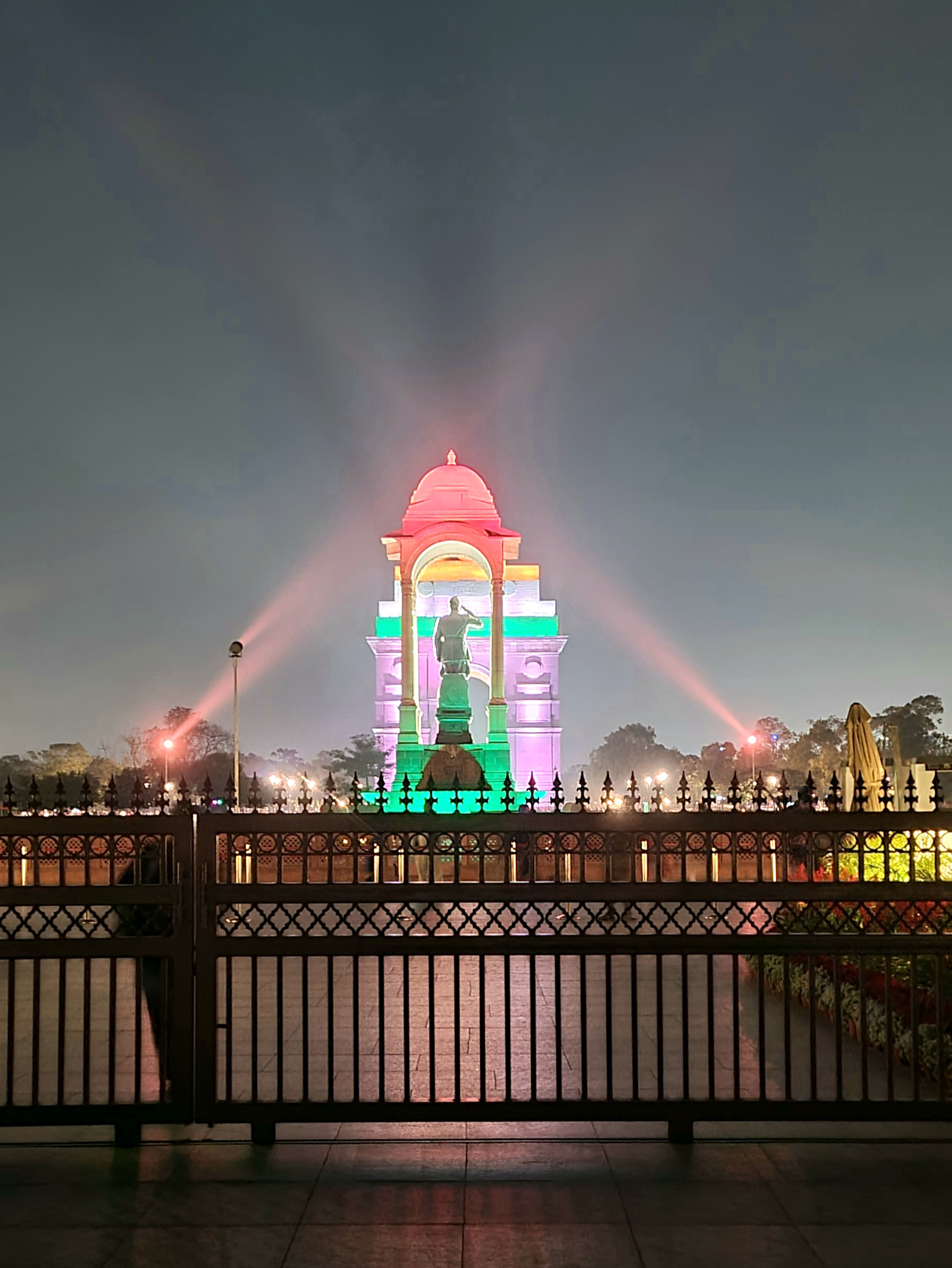
ライトアップされるインド門のネタージ・スバス・チャンドラ・ボース像

マウントバッテンが「忘れられた大戦争」と評した通り、インパール作戦は日本における知名度とは異なり、作戦の規模と比較しても世界的には知名度が低く、特に戦場となったインドにおいては植民地時代の記憶として否定的に捉えられてきたことや、戦場が反政府勢力との紛争地でもあって、意図的に触れてこられなかった。しかし、近年になってインドの『ヒンドゥスタン・タイムズ』は2017年6月、戦いに関する遺物保存や記念活動の取材ビデオを公開し、当事者の証言や、マニプール州の住民の多くは英軍に従軍していたことなどを紹介するなど、当事国のインドでも報じられるようになっている。
また、かつては「戦勝国史観」のもとで評価が低かったボースが再評価されるようになってきている。ナレンドラ・モディ政権がボースとインド国民軍の功績を復権しようとしており、自由インド仮政府が一時期統治していたアンダマン諸島の一島を「ネタージ・スバス・チャンドラ・ボース島」（ネタージとは指導者という意味）と命名したり、インド門にボースの銅像が建てられ除幕式にモディが参列した。これはモディ政権が、中国などと対峙する現状の国際情勢を鑑みて、非武装のガンジーよりも、大英帝国と戦い続けたボースの方が、インドに相応しい歴史上の偉人であると判断しているとの指摘もある。ボースやインド国民軍の再評価が進むに従い、インド国民軍が日本軍と共に戦ったインパール作戦についても歴史の見直しが進んでいる。
イギリスにおいても、国立陸軍博物館は2013年、ノルマンディ上陸作戦やワーテルローの戦いなどイギリス史上でも名だたる激戦を抑えて、インパール作戦及びコヒマの戦いを「Britain's Greatest Battle（イギリス陸軍最大の戦い）」に選出するなど、近年では欧米でも再評価されるようになっている。2020年にはCNNの記事で、この激戦によって日本軍によるインド侵攻を阻止し、戦局に大きな影響を与えたとして「東のスターリングラードの戦い」とも評されている。ロイターの記事においても｢ミッドウェー海戦、エル・アラメインの戦い、スターリングラードの戦いと共に第二次世界大戦の主な転換点の戦い｣と評され、｢ウィリアム・スリム中将のイギリス軍、インド軍、グルカ軍、アフリカ軍が敗北していたら、連合軍は壊滅的だっただろう｣｢これは大英帝国の最後の本当の戦いであり、新しいインドの最初の戦いであった」と記述されている。

## 関連人物
- 塚本幸一：ワコール創業者。第15師団歩兵第60連隊に所属。当作戦の従軍体験を著書や講演で語っていた。
- 片倉衷：緬甸方面軍作戦課長、作戦中第33軍参謀長に異動。戦後、遺骨収集に尽力。
- 野中国男：第31師団後方主任参謀。戦後、収容所にて回顧録『その日その後』を執筆。補給不備については悔いていた。1947年（昭和22年）、失意の中で謎の自殺を遂げる。
- 美倉重夫：本作戦に従軍。1988年（昭和63年）より和歌山県日置川町町長を務めた。日高原子力発電所の誘致において反対の姿勢をとり、中止への原動力となったが、その根本には本作戦での体験が影響している[576]。
- 阪崎利一：日本高等獣医学校卒業後応召により本作戦に従軍。戦後は食中毒の研究に当たり、赤痢についても実績を残す[577]。
- 長谷川毬子：漫画家長谷川町子の姉。結婚直後に夫が応召されて本作戦に従軍、戦死した[578]。
- 吉原正喜：プロ野球選手（巨人）。当作戦に従軍中に戦死。
- 川崎徳次：プロ野球選手（南海）。当作戦に従軍し、捕虜になるも復員。戦後は巨人、西鉄で活躍。
- 西都ハロー・ジロー：兄弟の漫才師、ジローは従軍中に銃弾を受け左腕を失い、右足に銃弾が残ったままの歩行障害が残った。
- 古関裕而：作曲家。大本営陸軍報道部より報道部員として、本作戦の取材のためビルマへ派遣された。
- 大松博文：日本のバレーボール指導者。大日本紡績（現ユニチカ）で召集、予備士官学校を経て第31師団独立輜重兵第55中隊に所属しコヒマの戦いに従軍[579]。1964年東京オリンピックでは全日本女子の監督として金メダルを獲得[580]。第31師団の生存者の多くが独断撤退を断行した佐藤に感謝している中で、大松は撤退中に耳にした牟田口と佐藤の対立を批判的に見ており、「士官、下士官、兵の相互に信頼しあっていたのがいちど騙されると…醜い牟田口・佐藤間の争いが伝わってきた」と手記に書いている[419]。
- 山本良雄：医師。軍医として第33師団で本作戦に従軍。歩兵第214連隊の作戦主任山守恭大尉によるビシェンプール夜襲に同行するが、山守が道連れにするのを避けて待機を命じたため、戦死を免れた。山本は戦後に東京大学医学部に入り教授となって、循環器を手掛ける内科第4教室を主宰し、日本循環器学会総会会長を務めるなど戦後の医学の発展に大きく貢献している[581]。山本は1994年（平成6年）に急逝するまで山守に感謝していた[582]。
- 高木俊朗：映画監督、脚本家、作家。戦時中に陸軍映画報道班員としてビルマを取材したこともあって[注釈 14]、陸軍指導部の無謀さを告発する目的で、“ノンフィクション小説”『イムパール』[注釈 15]を皮切りとしたいわゆる“インパール5部作”を執筆し、特にインパール作戦の中心的な存在であった牟田口に関して、多くの批判的な証言やエピソードを記述して厳しく糾弾し[584]、後世の牟田口への酷評に大きな影響を及ぼしている[585]。ただし、記述されている一部のエピソードは事実無根であったり[586]、証言の出典や裏付の史料が確認できなかったりと、牟田口に対して感情的であった高木による、牟田口を貶めるための記述も含まれているという指摘もある[587]。高木自身も小説のあとがきで、牟田口ら第15軍司令部の作戦中の遊興の事実は真偽不明ながら｢事実そのものは重要ではなく、そうした空気であったことを伝えるため｣などとしてファクトチェックをすることなく記述したと述べている[588]。

## 慰霊碑及び資料館
インパール平和資料館
インパールに2019年（令和元年）6月22日開館。日本財団が資金協力し、マニプール州観光協会も参画している。2025年（令和7年）8月9日、日本などからの寄贈品を収蔵する新施設がオープンした。
インド平和記念碑
厚生省（当時）の戦没者慰霊事業。インドマニプール州インパール市ロクパチン（インパール空港の南約11km）の激戦地跡、レッド・ヒルに建立されている。
長崎県戦没者慰霊碑
長崎ミャンマー友好協会がヤンゴンの日本人墓地に建立した慰霊碑。2023年11月12日に除幕式が行われた。

## インパールの戦いを描いた作品
- 日本戦歿学生の手記 きけ、わだつみの声 （1950年、東横映画、関川秀雄監督）
- ビルマの竪琴（1948年、竹山道雄著、1956年と1985年に映画化）
- ロボット三等兵（前谷惟光著）
- エール（2020年、NHK連続テレビ小説）